# Shanghai
Shanghai (chinesisch 上海, Pinyin Shànghǎiⓘ) ist die bedeutendste Industriestadt der Volksrepublik China und eine der größten Städte der Welt.
Zu Shanghai gehören außer der Innenstadt mit etwa 15 Millionen Einwohnern zahlreiche umliegende, bis 50 km entfernte Stadtbezirke mit weiteren etwa 8 Millionen Einwohnern. Während die Innenstadt eine hohe Bebauungsdichte und geschlossene Siedlungsform hat, dominiert in den Randbezirken eine ländliche, eher provinzielle Siedlungsstruktur. Die Einwohnerzahl beträgt 24.870.895 (Stand: Zensus 2020). Von den insgesamt etwa 23 Millionen Einwohnern, die während der Volkszählung 2010 erfasst wurden, waren 15,9 Millionen registrierte Bewohner mit ständigem Wohnsitz (户口,  hùkǒu) und 7,1 Millionen temporäre Bewohner (流动人口,  liúdòng rénkǒu) mit befristeter Aufenthaltsgenehmigung (暂住证,  zànzhùzhèng).
Shanghai ist eine regierungsunmittelbare Stadt, das heißt, sie ist direkt der Zentralregierung unterstellt, und ihr Status entspricht dem einer Provinz. Ihr nur 6340,5 km² (2012) großes Gebiet wird durch andauernde Landgewinnung am seichten Bankett des Jangtsekiang-Trichters (insbesondere im südöstlichen Zipfel) stetig leicht größer.
Der Hafen von Shanghai ist mit 47,28 Millionen TEU pro Jahr der größte Containerhafen der Welt (Stand: 2022). Auch nach Gesamtumschlag ist der Hafen mit 736 Millionen Tonnen Waren im Jahr 2012 der größte.

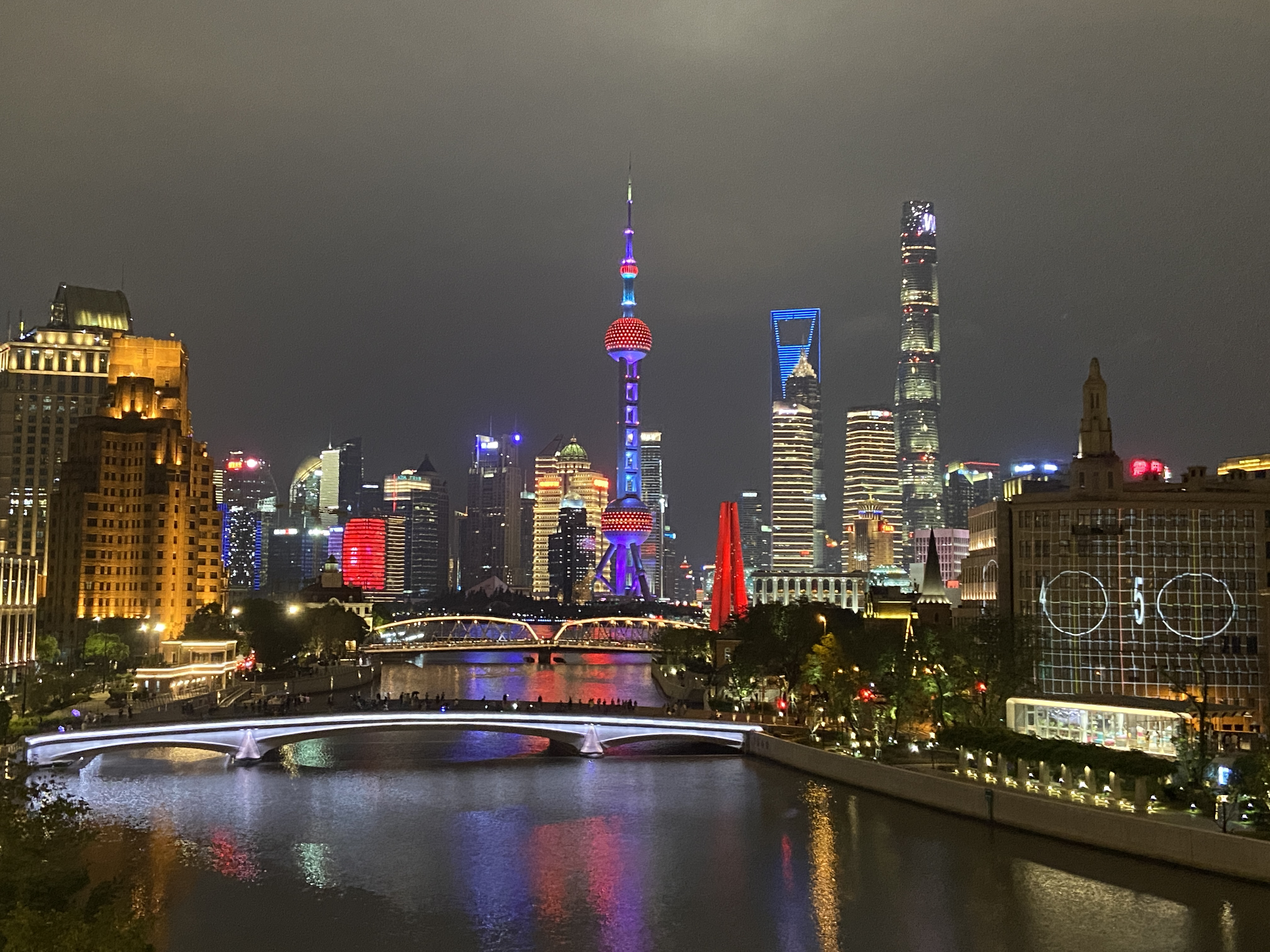
Shanghai, China, Skyline von Pudong am Abend, September 2021

Die Stadt ist ein wichtiger Verkehrsknotenpunkt und ein bedeutendes Kultur- und Bildungszentrum mit zahlreichen Universitäten, Hochschulen, Forschungseinrichtungen, Theatern und Museen.

## Name
Der Name der Stadt setzt sich im Chinesischen aus den Zeichen 上 (shàng) im Sinne von „gehen, sich bewegen zu/auf“, und 海 (hǎi) mit der Bedeutung von „Meer“; zusammen kann als „Stadt, von der aus man in See sticht“ übersetzt werden. Da im Chinesischen das Bestimmende nach dem Bestimmten steht, ist die häufige Übersetzung „Stadt über dem Meer“ nicht richtig, da es sonst „hǎi shàng“ heißen müsste.
Für die deutsche Sprache empfiehlt der Duden die Schreibweise Shanghai. Umgangssprachlich wird Shanghai auch „Tor zur Welt“, „Paris des Ostens“ (东方巴黎,  Dōngfāng Bālí), „Drachenkopf-Metropole“ (龙头,  Lóngtóu) oder „Perle des Orients“ (东方明珠,  Dōngfāng Míngzhū) genannt.
Die offiziellen Abkürzungen von Shanghai im Chinesischen sind Hù (沪) und Shēn (申). Der Kurzname Hù – nach einem im Altertum verwendeten Fischereigerät (einer Art Fischzaun aus Bambus) – wird auch als Autokennzeichen verwendet. Der Name Shēn bezieht sich auf den adeligen Herrn Chunshen (春申君,  Chūnshēn Jūn), einen Politiker und General aus der Zeit der Streitenden Reiche.

## Geographie

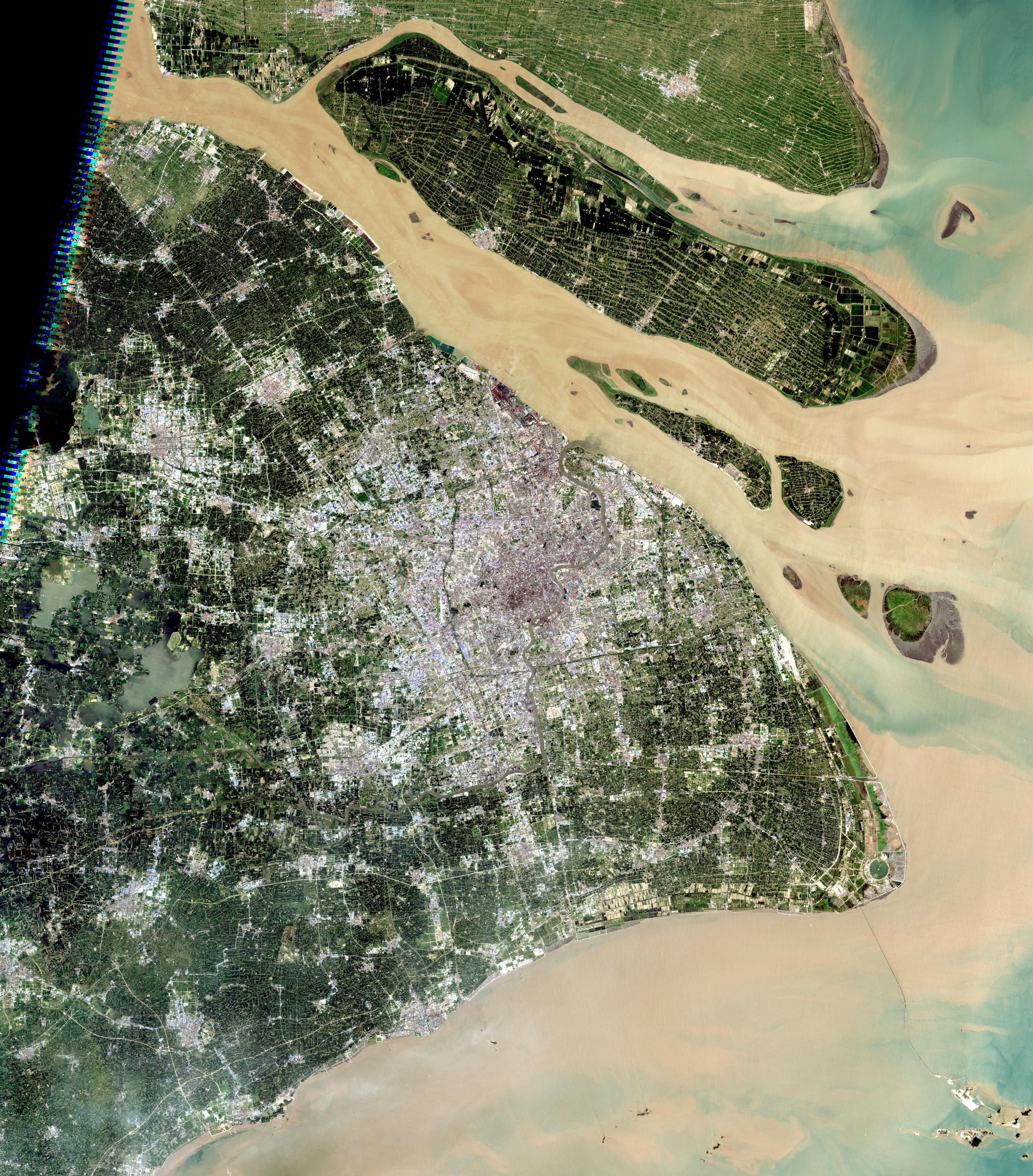
Satellitenaufnahme von Shanghai, Landsat 7 15. August 2005

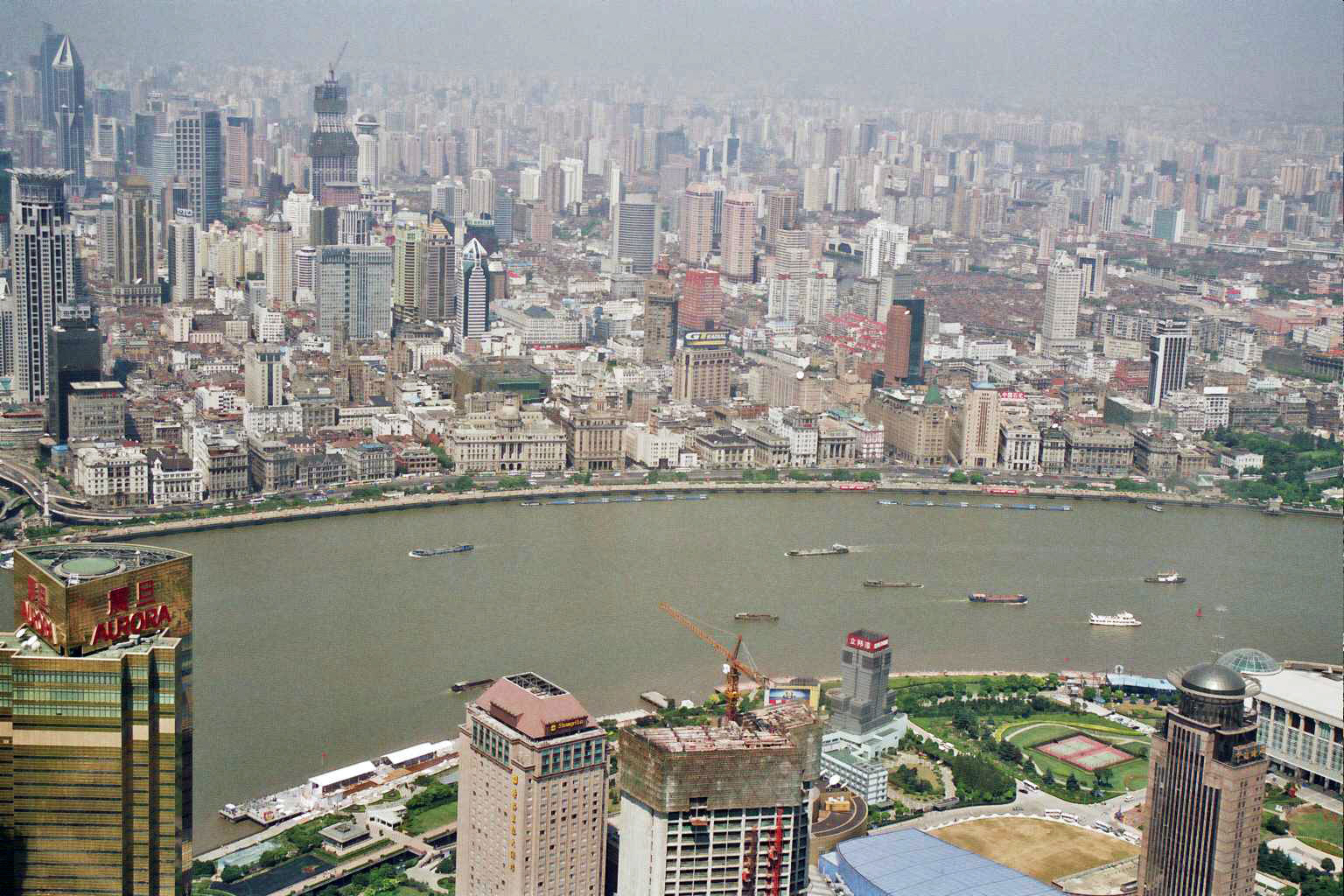
Der Bund

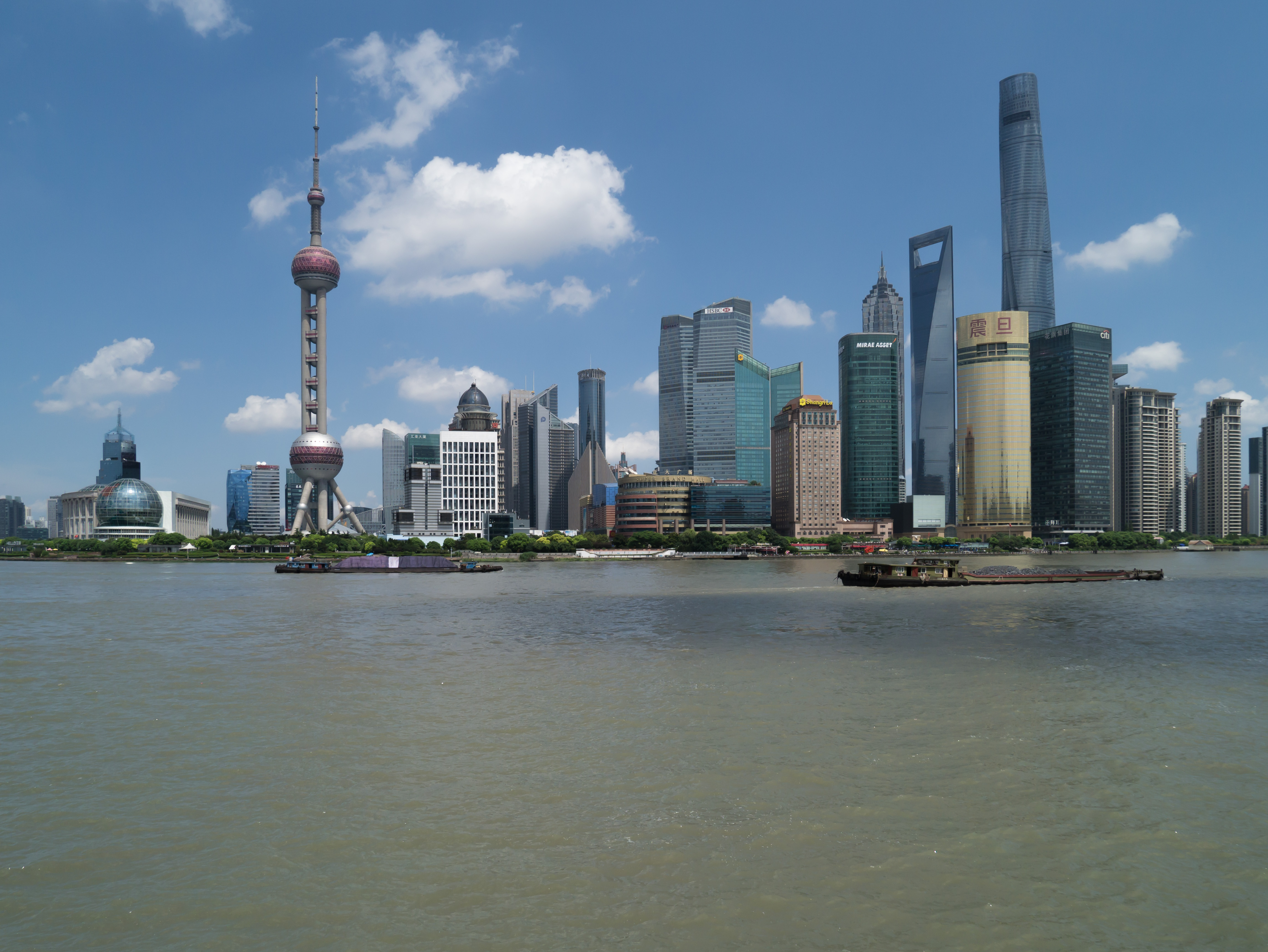
Shanghai, Skyline von Pudong am Morgen, August 2016

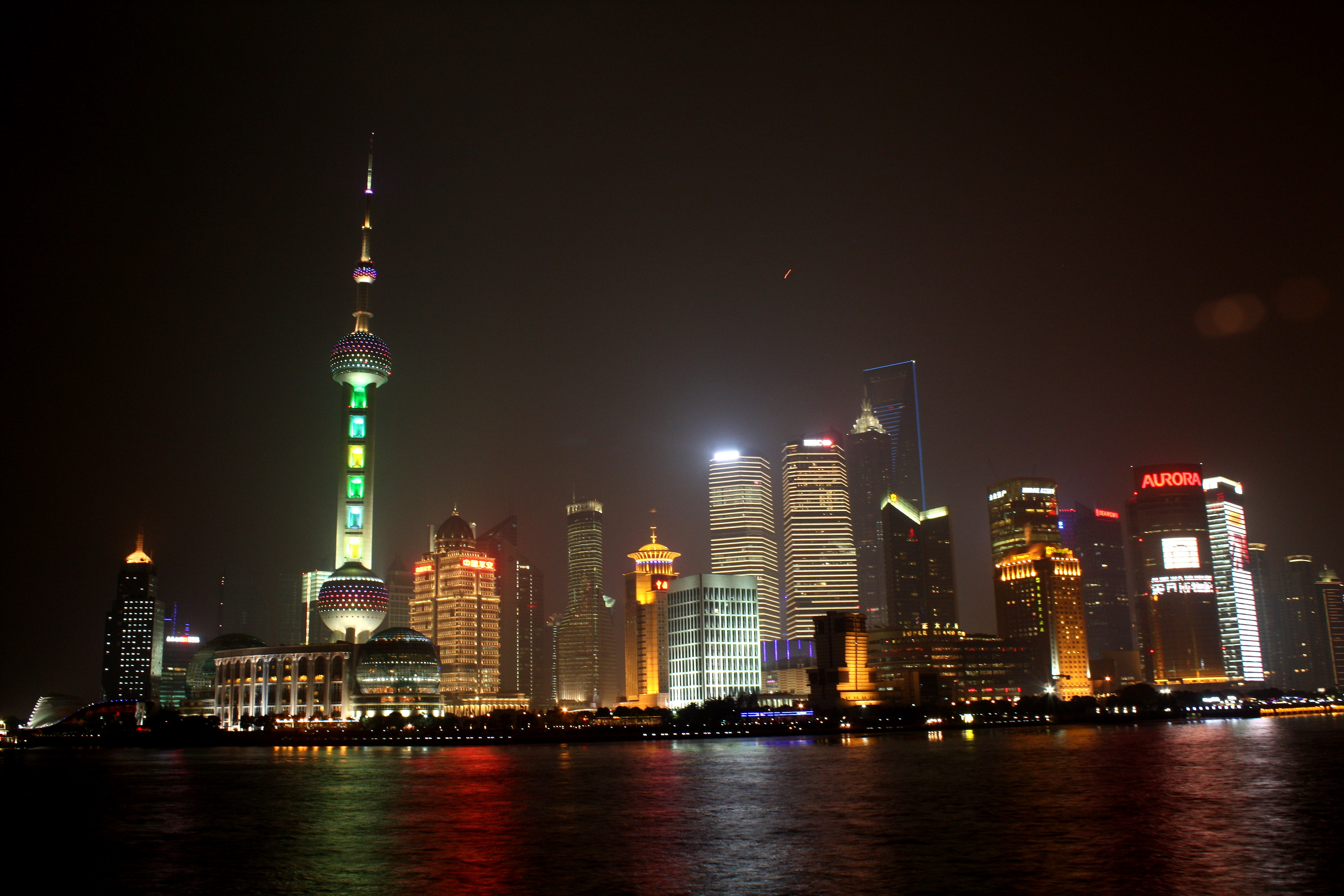
Pudong in der Silvesternacht 2011/2012

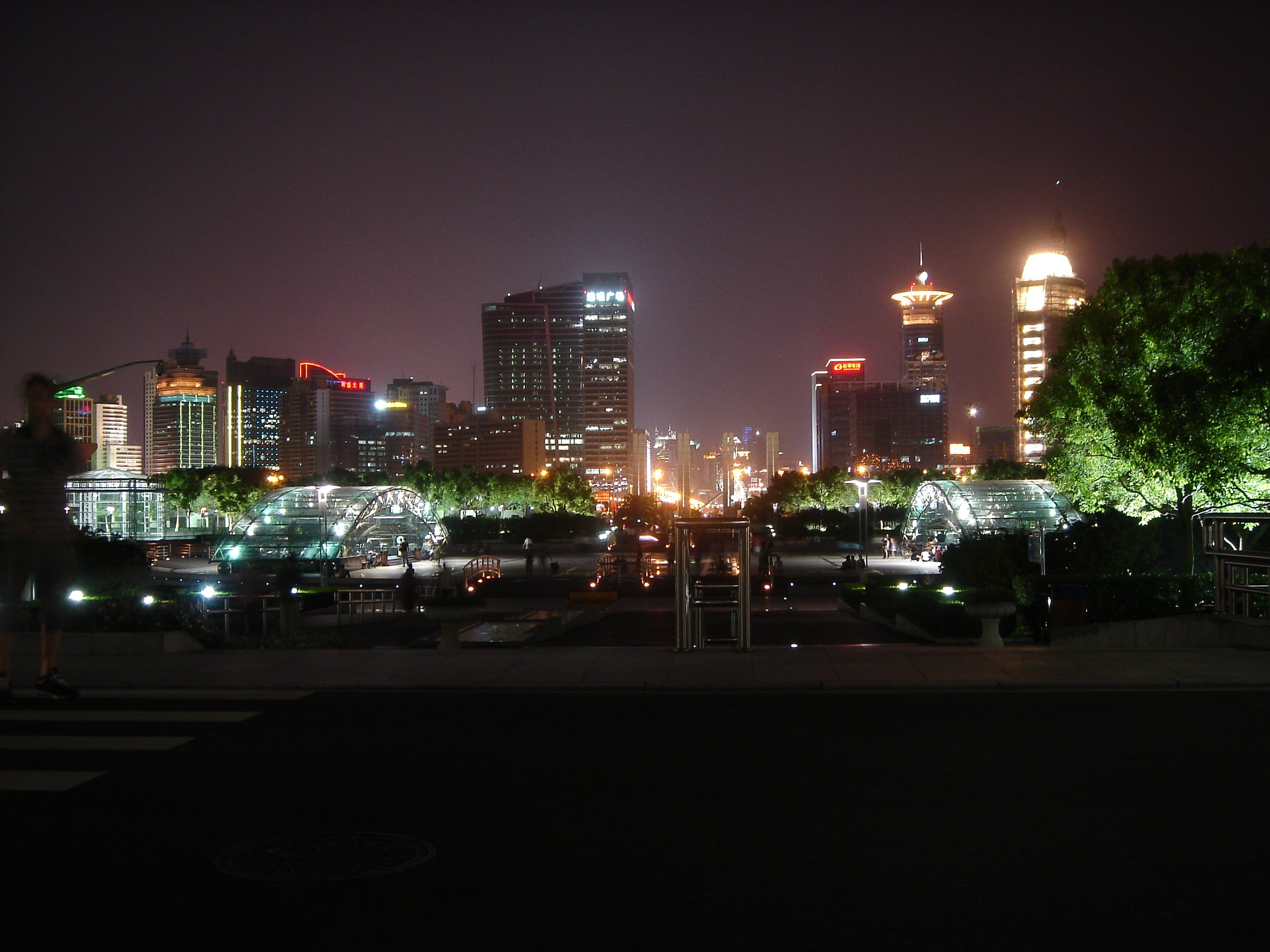
Blick vom Shanghaier Wissenschafts- und Technologie-Museum

### Geographische Lage
Shanghai liegt im Jangtsekiangdelta am Huangpu-Fluss auf 31° 14' nördlicher Breite und 121° 28' östlicher Länge. Die Nachbarprovinzen sind Jiangsu im Nordwesten und Zhejiang im Südwesten. Das Gelände der Provinz ist flach. Die durchschnittliche Höhe über dem Meeresspiegel beträgt vier Meter. Der höchste Berg ist der She Shan mit einer Höhe von 100 Meter. Er ist per Seilbahn erreichbar.
Im Jahr 1949 hatte das Verwaltungsgebiet der Stadt eine Fläche von 636 km². 1958 wurden zehn Landkreise mit einer Fläche von 5274 km² (Baoshan, Chongming, Chuansha, Fengxian, Jiading, Jinshan, Nanhui, Qingpu, Shanghai, Songjiang, alle in der Provinz Jiangsu gelegen) Shanghai eingemeindet.
Heute hat die Stadt eine Fläche von 6340,5 km². Davon gehören 1928,13 km² (30,4 %) zur Kernstadt (Puxi) und den inneren Vororten (Minhang, Baoshan, Jiading und Pudong), 4412,37 km² (69,6 %) bestehen aus äußeren Vorstädten und Gebieten mit ländlicher Siedlungsstruktur. Das gesamte Verwaltungsgebiet ist mehr als doppelt so groß wie das Saarland und hat eine Ausdehnung von ungefähr 120 Kilometer in Nord-Süd-Richtung und 100 Kilometer in Ost-West-Richtung. Innerhalb der Stadtgrenzen befinden sich die Insel Chongming (nach Hainan die zweitgrößte Insel der Volksrepublik China: 1041,21 km²) und andere Inseln wie Changxing und Hengsha.
Das Verwaltungsgebiet Shanghais ist mit zahlreichen Flüssen, Kanälen und Seen reich an Wasserressourcen (122 km² Wasserfläche), darunter der Bereich Jiangnan, wie die Schwemmebene des Jangtse-Deltas genannt wird. Jiangnan, das auch Teile der ostchinesischen Provinzen Jiangsu und Zhejiang umfasst, ist durch ein dichtes Flussnetz gekennzeichnet und hat in Shanghai eine Fläche von 697 km², was einen Anteil von elf Prozent an der Gesamtfläche Shanghais ausmacht.
Die größten Flüsse in Shanghai sind der Huangpu, der Suzhou, der Chuanyang und der Dingpu. Der 113 Kilometer lange Huangpu (sein Ursprung ist der Tai-See) teilt die Stadt in zwei Hälften (Puxi und Pudong); er ist zwischen 300 und 700 Meter breit, im Durchschnitt 360 Meter. Der eisfreie Fluss ist die Hauptwasserstraße Shanghais.
Der Fluss Suzhou durchfließt Shanghai auf einer Länge von 54 Kilometer und ist im Durchschnitt 45 Meter breit. Die meisten Seen befinden sich im Westteil Shanghais, der größte ist der Dianshan mit 62 km² Fläche. Weitere Stadtgebiete im Verwaltungsgebiet Shanghais sind unter anderem Anting, Baoshan, Jiading, Jinshan, Qingpu und Songjiang.
Der lokale Dialekt (Shanghaiisch, auch Shanghainesisch) ist eine der Varianten des Ostchinesischen Wu-Dialektes.

### Geologie
Shanghai liegt in einem großen Delta, das der Jangtsekiang bei seiner Mündung in das Ostchinesische Meer bildet. Das gesamte Tiefland zu beiden Seiten des Stromes besteht aus dunklem lößfreien Alluvialboden, der von den Sedimenten des Jangtse gebildet wird. Die aus seinem Schlick aufgebaute, von Kanälen und Dämmen durchzogene Ebene des Deltas ist eines der fruchtbarsten Gebiete Chinas und gleichzeitig sein Hauptbaumwolllieferant.
Das Jangtsekiangmündungsland ist wahrscheinlich die Ausfüllung eines alten Meeresteiles, und die vielen kleinen Inselberge des Gebietes waren ursprünglich wirkliche Inseln. Die Deltabildung rückte die Hafenstadt Shanghai, ursprünglich am Meer gegründet, bereits 30 Kilometer landeinwärts.

### Stadtgliederung
Die regierungsunmittelbare Stadt Shanghai gliedert sich in 16 Stadtbezirke.
Innenstadt
Die Innenstadt (Puxi) unterteilt sich in sieben Stadtbezirke, die westlich des Huangpu-Flusses liegen: Huangpu (黄浦区,  Huángpǔ Qū), Xuhui (徐汇区,  Xúhuì Qū), Changning (长宁区,  Chángníng Qū), Jing’an (静安区,  Jìng'ān Qū), Putuo (普陀区,  Pǔtuó Qū), Hongkou (虹口区,  Hóngkǒu Qū) und Yangpu (杨浦区,  Yángpǔ Qū). Am 20. Mai 2011 wurde der ehemalige Stadtbezirk Luwan (卢湾区,  Lúwān Qū) aufgelöst und seine Fläche in Huangpu integriert; Zhabei (闸北区,  Zháběi Qū) wurde 2015 Jing’an zugeschlagen.
Peripherie
In der nahen Umgebung des Stadtzentrums befinden sich vier weitere Stadtbezirke, die zum städtischen Siedlungsgebiet (urban area) der Kernstadt gehören. Diese wurden zwischen 1988 und 1992 aus Kreisen in Stadtbezirke umgewandelt. Dazu gehört der östlich des Huangpu-Flusses gelegene Stadtbezirk Pudong (浦东新区,  Pǔdōng Xīn Qū). Letzterer war bis 1992 ein Kreis und trug den Namen Chuansha. Im Jahr 2009 wurde der ehemalige Stadtbezirk Nanhui (南汇区,  Nánhuì Qū) aufgelöst und seine Fläche in Pudong integriert. 1988 ist Baoshan (宝山区,  Bǎoshān Qū) in einen Stadtbezirk umgewandelt worden, 1992 Jiading (嘉定区,  Jiādìng Qū) und Minhang (闵行区,  Mǐnháng Qū).
Weitere Umgebung
Fünf Stadtbezirke (diese wurden zwischen 1992 und 2016 aus Kreisen in Stadtbezirke umgewandelt) liegen weiter entfernt von der Innenstadt in den ländlichen Gebieten außerhalb der Kernstadt. 1992 ist Jinshan (金山区,  Jīnshān Qū) in einen Stadtbezirk umgewandelt worden, 1997 Songjiang (松江区,  Sōngjiāng Qū), 1999 Qingpu (青浦区,  Qīngpǔ Qū), 2001 Fengxian (奉贤区,  Fèngxián Qū) und 2016 Chongming (崇明区,  Chóngmíng Qū). Letzterer besteht aus der gleichnamigen Insel Chongming Dao in der Mündung des Jangtsekiang sowie zwei kleineren, südlich davon gelegenen Inseln.

### Klima
Shanghai hat ein subtropisch-maritimes Monsunklima mit vier ausgeprägten Jahreszeiten, wobei Frühjahr und Herbst vergleichsweise kurz ausfallen.
Shanghai liegt an der Grenze zwischen kühl-feuchtem Seeklima und subtropisch-warmem Monsunklima. Im Winter ist es feuchtkalt, die Temperaturen liegen bei durchschnittlich 3,4–5,6 °C. Gelegentlich gibt es auch starken Frost. Früher waren diese niedrigen Temperaturen für die Bewohner südlich des Jangtse sehr unangenehm, weil er die „Heizlinie“ markierte, was heißt, dass südlich des Jangtse nicht geheizt werden durfte. Weil es aber auch dort sehr kalt werden kann, wurde diese Regelung abgeschafft.
In den schwülheißen Sommermonaten werden Durchschnittstemperaturen von 23,1 bis 27,2 °C und eine Luftfeuchtigkeit von bis zu 100 % erreicht. Die Tageshöchsttemperaturen erreichen gelegentlich bis zu 40 °C. Außerdem suchen in den Sommermonaten zahlreiche Taifune die Stadt heim, mit häufig sehr starken Niederschlägen in kürzester Zeit.
Die höchste Temperatur wurde offiziell am 7. August 2013 mit 40,8 °C gemessen, die tiefste am 19. Januar 1893 mit −12,1 °C. Die Jahresdurchschnittstemperatur beträgt 15,3 °C. Die Jahresniederschlagssumme liegt bei 1112 Millimeter, davon fallen 50 % in die Zeit von Mitte Mai bis Mitte September (Flutsaison). In diesem Jahresabschnitt gibt es drei ausgeprägte Regenperioden: Die „Frühlingsregen“, die „Pflaumenregen“ und die „Herbstregen“. Insgesamt fallen durchschnittlich 130 Regentage an.
|                       | Jan | Feb | Mär  | Apr  | Mai  | Jun  | Jul  | Aug  | Sep  | Okt  | Nov  | Dez  |   |      |
| Mittl. Tagesmax. (°C) | 7,7 | 8,6 | 12,7 | 18,6 | 23,5 | 27,2 | 31,6 | 31,5 | 27,2 | 22,3 | 16,7 | 10,6 | ⌀ | 19,9 |
| Mittl. Tagesmin. (°C) | 0,5 | 1,5 | 5,1  | 10,6 | 15,7 | 20,3 | 24,8 | 24,7 | 20,5 | 14,7 | 8,6  | 2,4  | ⌀ | 12,5 |
|                       |     |     |      |      |      |      |      |      |      |      |      |      |   |      |
| Niederschlag (mm)     | 39  | 59  | 81   | 102  | 115  | 152  | 128  | 133  | 156  | 61   | 51   | 35   | Σ | 1112 |
|                       |     |     |      |      |      |      |      |      |      |      |      |      |   |      |
| Regentage (d)         | 9   | 10  | 13   | 13   | 13   | 14   | 12   | 10   | 12   | 9    | 8    | 7    | Σ | 130  |

| 0,5 |

| 1,5 |

| 5,1 |

| 10,6 |

| 15,7 |

| 20,3 |

| 24,8 |

| 24,7 |

| 20,5 |

| 14,7 |

| 8,6 |

| 2,4 |

| 0,5 |

| 1,5 |

| 5,1 |

| 10,6 |

| 15,7 |

| 20,3 |

| 24,8 |

| 24,7 |

| 20,5 |

| 14,7 |

| 8,6 |

| 2,4 |

## Geschichte

### Ursprung und weitere Entwicklung

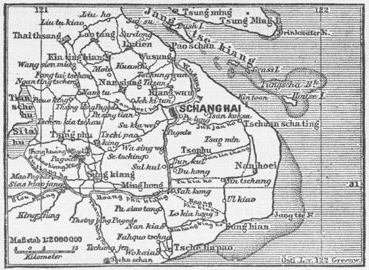
Historische Karte von Shanghai aus Meyers Konversations-Lexikon 1888

Die ersten Spuren der Besiedelung in der Region reichen bis etwa 4000 v. Chr. zurück. Im Jahr 960 wurde Shanghai erstmals als Dorf erwähnt. Mit dem wirtschaftlichen Aufschwung des Jangtse-Deltas wuchs auch Shanghai. 1074 erhielt Shanghai ein eigenes Steuerbüro. 1264 wurde es mit drei anderen Dörfern zusammengelegt. Die Stadt besaß zu dieser Zeit einen wichtigen Handelshafen, von dem die stattliche Baumwollernte der Region nach Peking ins Hinterland und nach Japan verschifft wurde. 1554 bekam Shanghai eine Stadtmauer von zehn Metern Höhe und mit einem Umfang von fünf Kilometern. Bis zur Qing-Dynastie (1644–1911) hatten sich große, durch den Handel organisierte und äußerlich den niederländischen Gilden ähnelnde Kaufmannszünfte gebildet, die sich die wirtschaftliche und teilweise auch politische Kontrolle über die Stadt teilten.

### Ausländische Konzessionen
Nach dem Ersten Opiumkrieg erzwang Großbritannien 1842 unter dem Vertrag von Nanking die Öffnung Shanghais für den Handel mit den europäischen Mächten. Die Wahl der Briten fiel auf Shanghai als Vertragshafen, weil die Stadt, wie der Repräsentant der Ostindien-Kompanie, Hugh Lingsey, es formulierte, seit den 1840er Jahren zum „wichtigsten Marktplatz Ostasiens“ geworden war. Mit dem Handel wurde auch die christliche Mission freigegeben, Kaufleute und Missionare genossen strafrechtliche Freizügigkeit und Immunität.

Lage der Französischen Konzession in Shanghai (rot) und des International Settlement (gelb)

Nach den Briten folgten 1847 die Franzosen (Vertrag von/traité de Huangpu). Diese beiden Mächte richteten die ersten ausländischen Konzessionen in Shanghai ein – die Briten entlang des Bundes und im Gebiet nördlich Alt-Shanghais, der Chinesenstadt, die Franzosen im Südwesten um eine Kathedrale, die ein französischer Missionar 200 Jahre zuvor gegründet hatte. In der Folgezeit bildete sich in der Stadt auch eine größere jüdische Gemeinde.
1863 kamen die US-Amerikaner, 1895 die Japaner in die Stadt. Sie gliederten ihre eigenen Gebiete der britischen Konzession an, die sich zum sogenannten „International Settlement“ ausgedehnt hatte. In einer Reihe privilegierter Enklaven, die auf unbestimmte Zeit gepachtet waren, fielen Händler unter die Gerichtsbarkeit ihres eigenen Landes oder unter die gemischter Gerichte. Es gab auch eigene Polizeikräfte.
Durch die günstige Lage nahe der Haupthandelsroute der großen Seide und Tee produzierenden Regionen entwickelte sich Shanghai bis 1900 zu einem wichtigen Hafen und Industriezentrum, das weitgehend von der Grünen Gang, einem berüchtigten, im 18. Jahrhundert von arbeitslosen Seeleuten gegründeten Syndikat kontrolliert wurde. Bis zum Beginn der 1920er Jahre hatte die Triade auch die weitverzweigte Unterwelt unter ihre Herrschaft gebracht. An Kaufleuten und Kriminellen, die den strengen Verhaltenskodex missachteten, wurden grausame Exempel statuiert: Man trennte ihnen mit einem Messer sämtliche hervorstehenden Sehnen durch und setzte sie am Straßenrand aus.
Während des Taiping-Aufstands (1851–1864) flohen viele vor den Massakern in die ausländischen Ansiedlungen und vermehrten die billigen Arbeitskräfte Shanghais. Auch Bauern wurden vom sichtbaren Reichtum der Stadt angelockt. Es bildete sich das erste städtische Proletariat Chinas heraus, und die erbärmlichen Lebensbedingungen schufen im Zusammenspiel mit immer stärker grassierender Arbeitslosigkeit und der Ausbeutung chinesischer Arbeitskräfte durch die ausländischen Investoren den natürlichen Nährboden für revolutionäre Kräfte. Die Einwohnerzahl und die wirtschaftliche Bedeutung Shanghais wuchsen beträchtlich. Auch später beim Boxeraufstand (1900) und dem Sturz des letzten chinesischen Kaisers Puyi (1911) flüchteten viele Menschen in die internationalen Konzessionen.

### Shanghai als Weltstadt

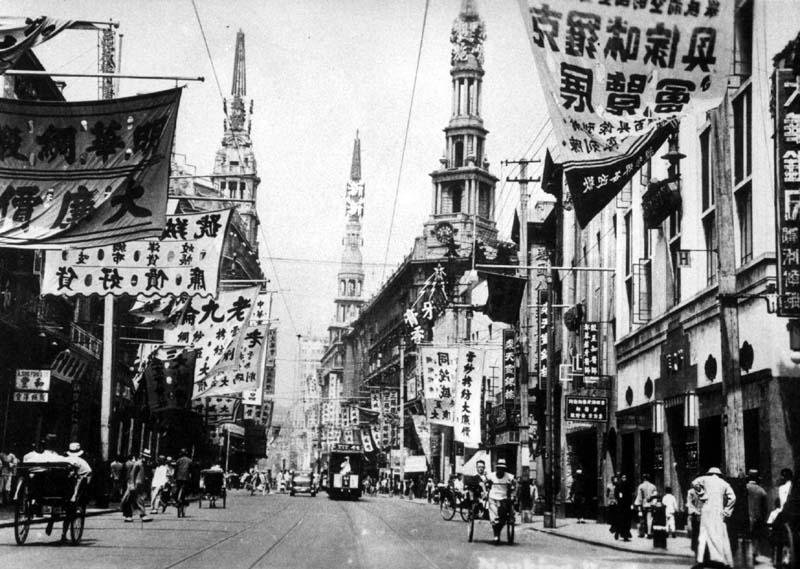
Die Nanjing Road in den 1930er Jahren

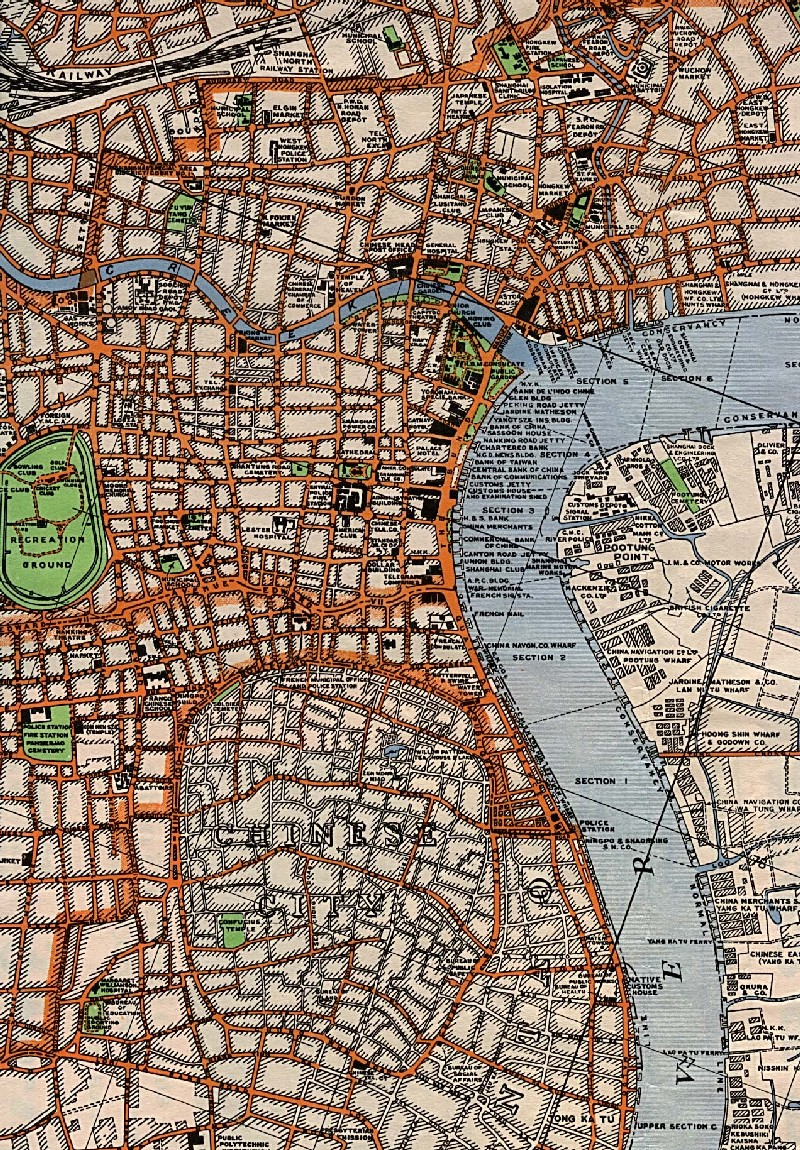
Shanghai, 1933

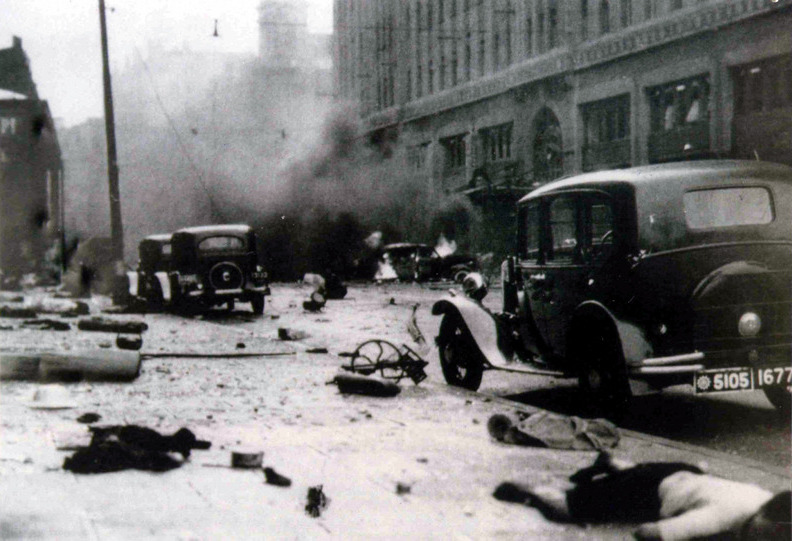
Schlacht um Shanghai, 1937

Ende des 19. Jahrhunderts bis in die 1920er Jahre entwickelte sich Shanghai zur Weltstadt. Anfang des 20. Jahrhunderts erreichte Shanghais Bevölkerungszahl die Millionengrenze. Ab 1918 war die Stadt Wirkungsort des Gründungsvaters der Nationalen Volkspartei Chinas (Kuomintang) und Staatsmannes Sun Yat-sen. Der britische Schriftsteller Aldous Huxley hatte 1926 „in keiner Stadt je einen solchen Eindruck von einem dichten Morast üppig verflochtenen Lebens“ wie hier. Shanghai wurde zum Synonym für Abenteurertum, Reichtum und Sünde. Laut dem Sinologen Klaus Mühlhahn war die Stadt ein Geburtsort der modernen chinesischen Zivilgesellschaft.
Die Chinesen entwickelten zunehmendes Interesse für Politik und erlangten ihr Nationalbewusstsein zurück. Mit dem Versailler Vertrag fielen nach dem Ersten Weltkrieg alle deutschen Besitztümer des Landes an Japan, anstatt an China zurückgegeben zu werden. Dies führte 1919 zur „Bewegung des vierten Mai“. 1921 gründete sich in Shanghai die Kommunistische Partei Chinas, die allerdings in ganz China bis 1923 nicht mehr als 300 Mitglieder hatte und deshalb eine Erste Einheitsfront zur gezielten Unterwanderung der Kuomintang bildete.
Nach einem Massaker, bei dem Kräfte der britischen Kolonialpolizei mehrere Studenten erschossen, entwickelte sich von Shanghai aus die Bewegung des 30. Mai. Diese landesweite Protestbewegung wurde von der Kuomintang organisiert und führte 1928 zur Verkündung der Chinesischen Wiedervereinigung. Während der Mandschurei-Krise begann 1931 in Shanghai ein sich landesweit ausbreitender Boykott japanischer Waren. Am 28. Januar 1932 griff die japanische Armee mit etwa 70.000 Soldaten die Stadt an, um den Boykott zu brechen. Anlass für den Angriff war ein Zwischenfall, bei dem in Shanghai fünf japanische Mönche misshandelt wurden, ein Mönch erlag später seinen Verletzungen. Im Verlauf der Schlacht um Shanghai hielt die Nationalrevolutionäre Armee der Kuomintang dem Angriff nahe der Küste zunächst stand, musste aber in den folgenden Wochen bis in die Stadt zurückweichen. Der Handelsboykott musste beendet und eine demilitarisierte Zone um Shanghai eingerichtet werden. Der Konflikt endete am 5. Mai 1932 mit der Unterzeichnung eines Waffenstillstandsabkommens.
Während der Zweiten Schlacht um Shanghai nahmen nach einem verlustreichen Häuserkampf am 9. November 1937 japanische Streitkräfte die Stadt bis auf die exterritorialen Gebiete ein. Innerhalb dieser kolonialen Territorien hatte der französische Jesuitenpater Jacquinot de Besange zum Schutz der Zivilbevölkerung die Internationale Sicherheitszone von Shanghai eingerichtet, in der hunderttausende chinesische Flüchtlinge Schutz suchten.

### Shanghai als Fluchtort europäischer Juden
Nach dem Anschluss Österreichs an das nationalsozialistische Deutschland und den Novemberpogromen flohen zwischen 1938 und 1941 ca. 18.000 Juden aus Deutschland und Österreich nach Shanghai, weil hier kein Visum benötigt wurde. Die Geschichte der Juden in Japan wird durch diese Rettung der Juden vor dem Holocaust dominiert. Zu den in die Stadt geflüchteten 6000 Österreichern gehörte auch der Arzt Jakob Rosenfeld, der später in seiner neuen Heimat China bis zum Gesundheitsminister avancierte. Ein bekannter deutscher Flüchtling ist der spätere Finanzminister der USA W. Michael Blumenthal. Auch Fritz Levy, bekannt durch den Dokumentarfilm Fritz lebt!, gehörte zu den deutschen Juden, die in Shanghai vor der nationalsozialistischen Verfolgung Zuflucht fanden.
Kurz nach ihrem Angriff auf Pearl Harbor im Dezember 1941, in dessen Folge die USA in den Pazifikkrieg eintraten, internierte die japanische Besatzungsmacht in Shanghai ansässige Staatsangehörige der Alliierten. Die französischen Truppen wurden nicht entwaffnet, da sie als Truppen des Vichy-Regimes nominell Verbündete waren. Gegen Kriegsende wurden die französischen Truppen in Shanghai, einen Tag später als ihre Kameraden in Indochina, am 10. März 1945 festgesetzt.
Im Mai 1943 zwangen die Japaner alle seit 1938 angekommenen jüdischen Flüchtlinge, auch als Shanghailänder bekannt, in einen kleinen Teil („Designated Area“) des Stadtbezirks Hongkou, das sogenannte Shanghaier Ghetto, zu ziehen, und beschränkten ihre Bewegungsfreiheit außerhalb desselben.
Der Erinnerung an diesen Teil der Shanghaier Geschichte widmet sich das Jüdische Flüchtlingsmuseum in Shanghai. Literarisch gewürdigt wird sie in Ursula Krechels Roman Shanghai fern von wo. In seiner historischen Darstellung der Geschichte Shanghais hob der Düsseldorfer Japanologe Shingo Shimada die Geschichte der Juden in Shanghai hervor.

### Kommunistische Machtübernahme

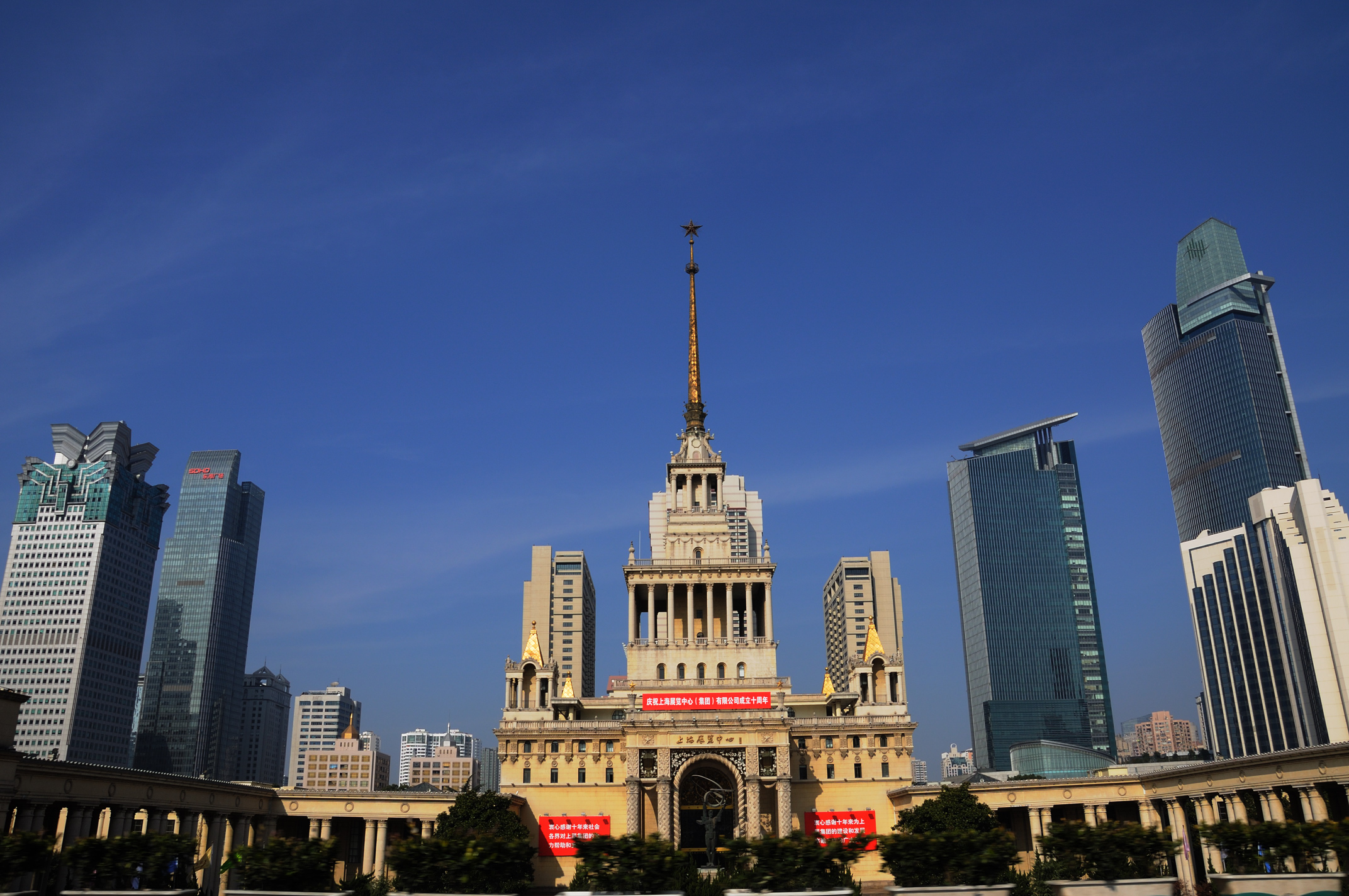
Exhibition Center

Nach dem Ende des Zweiten Weltkrieges fiel die Stadt an China zurück. Die USA, Großbritannien und Frankreich hatten bereits während des Krieges gegenüber der national-chinesischen Regierung auf ihre Ansprüche verzichtet.
Als die Kommunisten am 27. Mai 1949 unter Führung Mao Zedongs in Shanghai einmarschierten, übernahmen sie die Kontrolle über das wichtigste Wirtschafts- und Handelszentrum Asiens und damit über einen profitablen internationalen Hafen. Während die ausländische Gemeinde erwartete, wie immer ihren Geschäften nachgehen zu können, war die neue Regierung entschlossen, auch Shanghai eine Rolle in der radikalen Umgestaltung Chinas zuzuweisen. Viele ausländische Firmen verlegten nach der kommunistischen Machtübernahme ihre Einrichtungen nach Hongkong. Die schlimmsten Elendsviertel wurden niedergerissen und durch Wohnblöcke ersetzt. Ausländisches Kapital wurde konfisziert oder erheblich besteuert. Der Kuomintang gelang es, bei ihrer Flucht die Goldreserven der Bank of China für sich zu sichern und sie nach Taiwan zu transportieren.
Shanghai blieb eine Hochburg des radikalen Denkens. Von hier nahm die Kulturrevolution Mao Zedongs, der von der Zentralregierung in Peking ausgeschaltet worden war, 1966 ihren Lauf. Einige Rote Garden proklamierten eine eigene Kommune Shanghai, bevor die Ereignisse Züge hemmungsloser Rache und Zerstörung annahmen. Die Stadt wurde zum Schauplatz von Kämpfen zwischen verschiedenen Splittergruppen. Nach Maos Tod im Jahr 1976 war Shanghai die letzte Bastion der sogenannten Viererbande im Kampf um seine Nachfolge.
In den 1980er Jahren setzte erneut ein rasanter Wirtschaftsaufschwung in Shanghai ein, der vor allem vom ehemaligen Bürgermeister der Stadt und späteren Staatspräsidenten, Jiang Zemin, gefördert wurde. Gleichfalls unterstützte Zhu Rongji, ebenfalls ehemaliger Bürgermeister von Shanghai und zwischen 1998 und 2003 Ministerpräsident der Volksrepublik China, die Prosperität der Stadt.

### Wirtschaftlicher Aufschwung

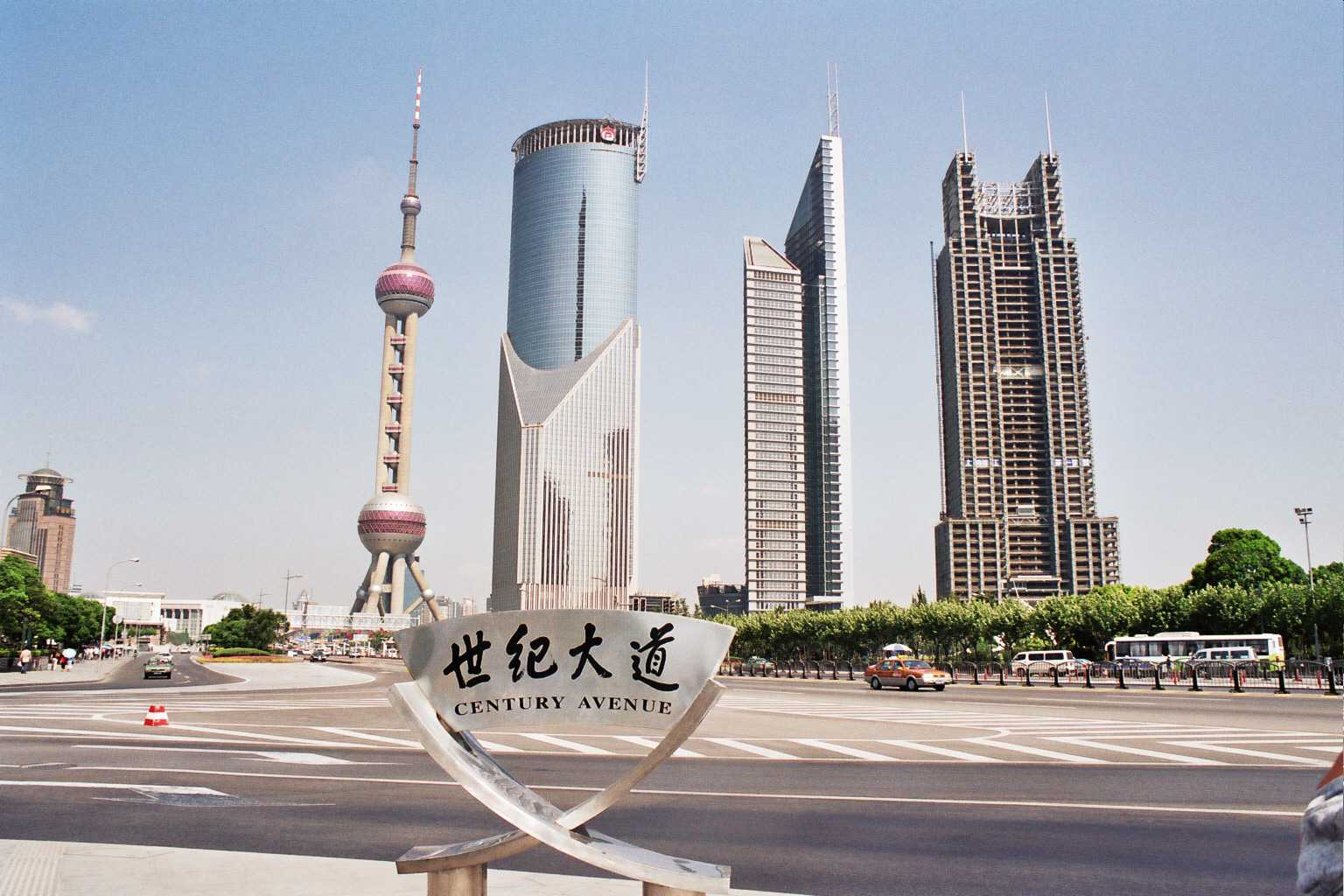
Pudong 2005

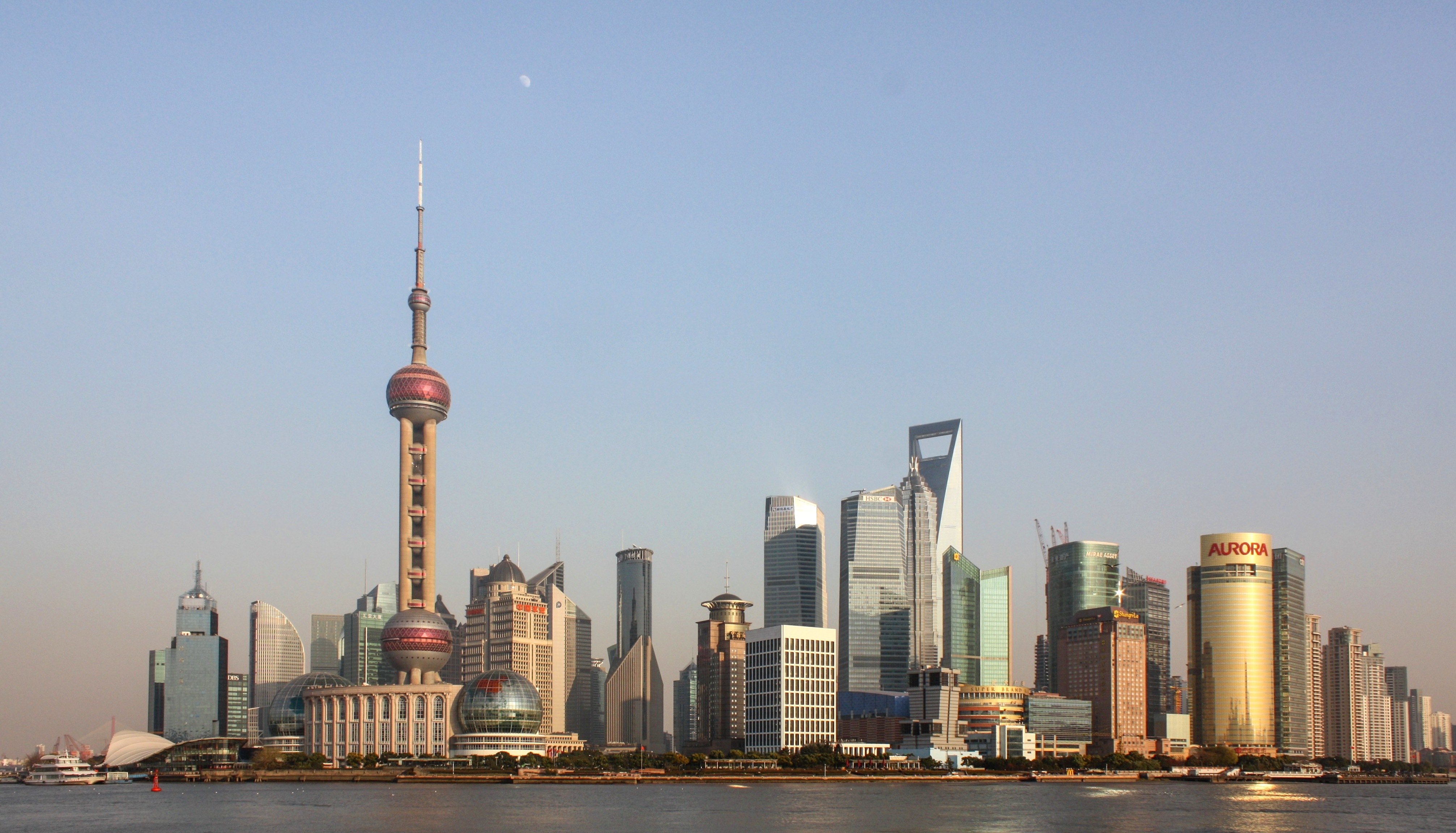
Pudong 2012

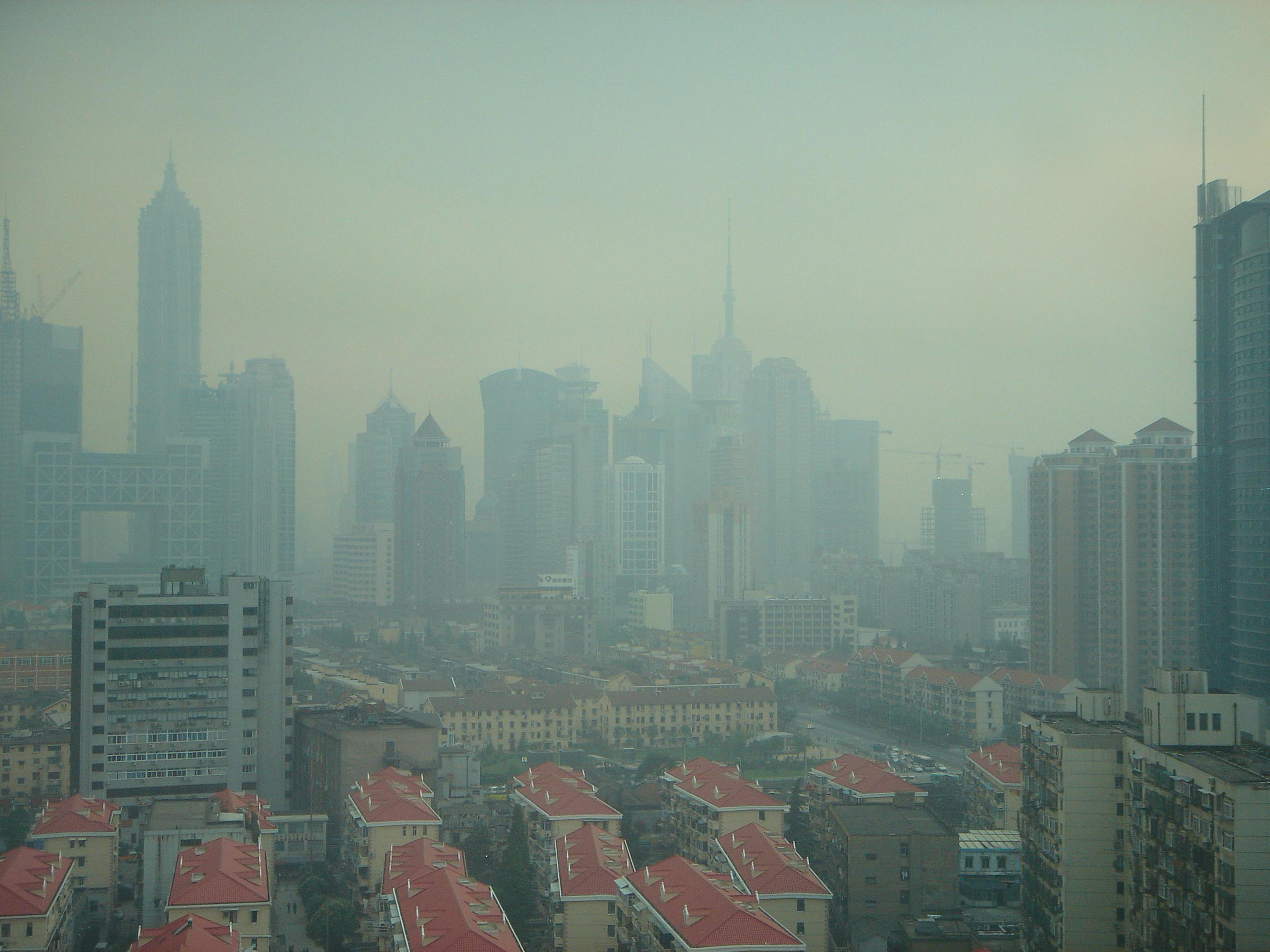
Shanghai im Smog. Sicht auf Pudong

Mitte der 1980er Jahre fiel die Entscheidung, Shanghai abermals die Vorreiterrolle bei der Modernisierung Chinas zuzuweisen. Dies führte zu einem enormen Anstieg der Industrieproduktion und der ausländischen Investitionen. 1990 wurde die Sonderwirtschaftszone Pudong gegründet und der Grundstein für einen „Neuen Bund“ gelegt.
Die Stadt profilierte sich als Standort für die Entwicklung von Bio-, Informations- und Mikroelektroniktechnik. Sie wurde Sitz zahlreicher internationaler finanzieller Institutionen. Heute gilt die Stadt gemäß einer internationalen Life-Style-Studie zudem als teuerste Stadt für einen luxuriösen Lebensstil. In Shanghai steht das höchste Gebäude Chinas, der 632 Meter hohe Shanghai Tower. Die Stadt ist der einzige Ort, den eine Magnetschwebebahn im öffentlichen Verkehr befährt, der Transrapid Shanghai zum Flughafen Pudong.
Einige Probleme bleiben jedoch ungelöst, allen voran die hoffnungslose Überbevölkerung und schwere Umweltprobleme wie Smog, Lärm und Verschmutzung der Flüsse. 1996 wurde Shanghai zu einer der am stärksten umweltgeschädigten Städte weltweit erklärt. Auf der Skala der am meisten von Luftverschmutzung betroffenen Städte der Welt lag es auf Platz vier. Es kehrten aber auch viele soziale Probleme zurück, von denen man gedacht hatte, die Kommunisten hätten sie nach 1949 gelöst: Arbeitslosigkeit, Drogenmissbrauch und Prostitution weisen ein starkes Wachstum auf.

### Einwohnerentwicklung

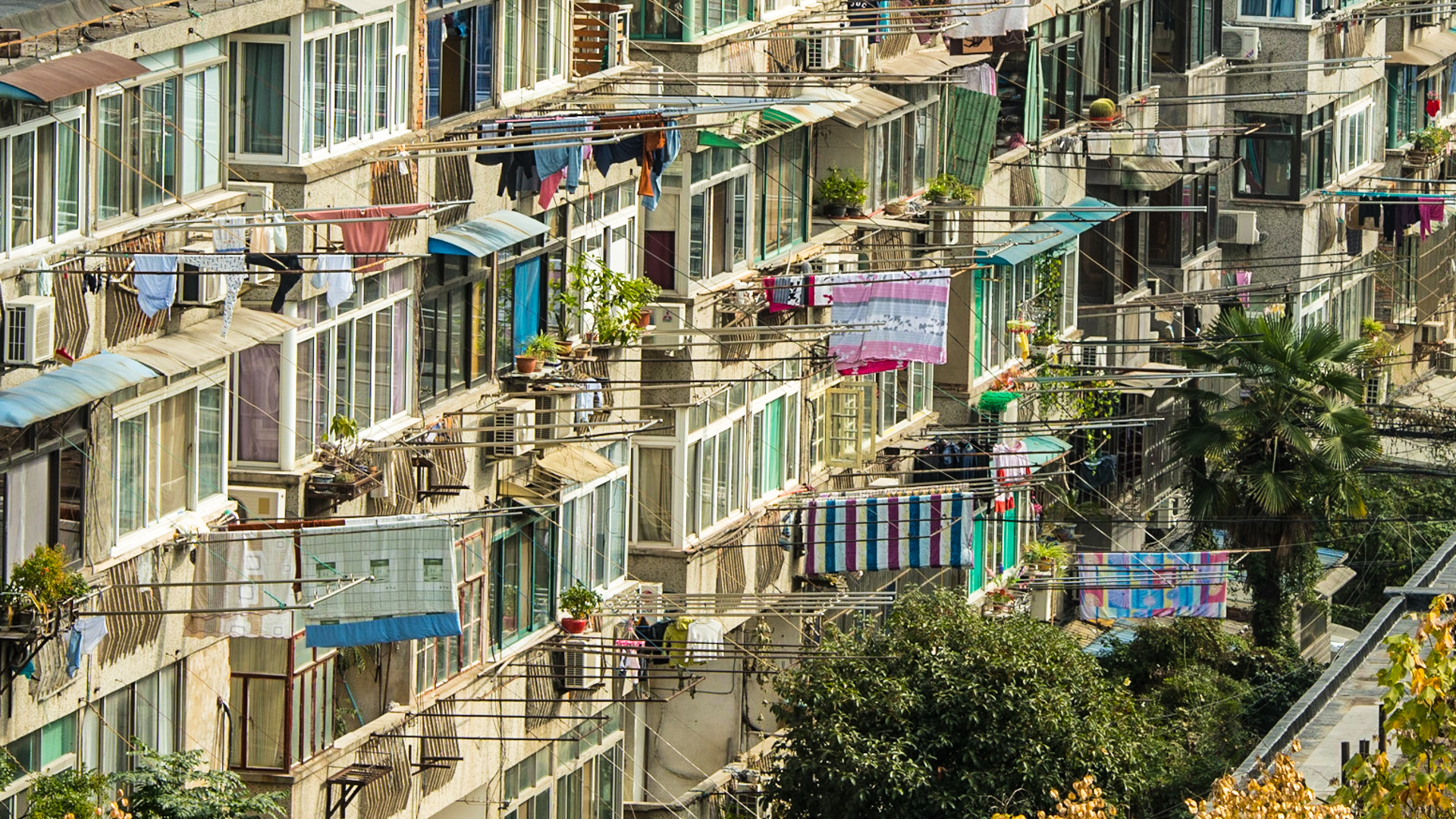
Wohnsiedlung in Shanghai

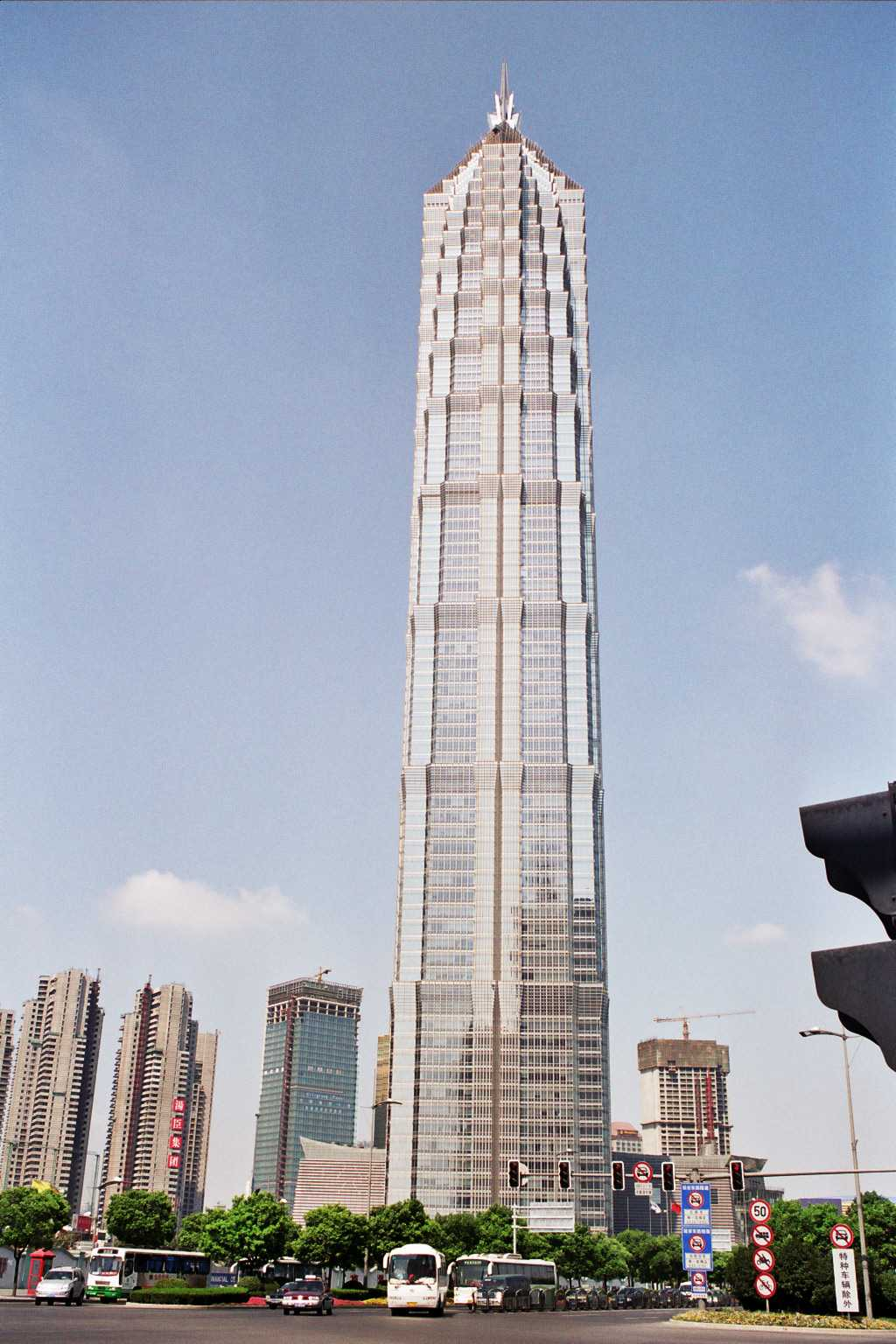
Jin-Mao-Gebäude

Der wirtschaftliche Erfolg Shanghais übt auf Millionen Chinesen eine große Anziehungskraft aus. Um den Zustrom von Menschen in die Stadt kontrollieren zu können, wird der Zuzug durch ein streng gehandhabtes Melde- und Registrierungssystem für Einwohner mit ständigem Wohnsitz bis in die Gegenwart kanalisiert. Die Einwohnerzahl blieb, obwohl Shanghai die wirtschaftlich dominierende Stadt in China war, nach einem schnellen Anstieg in den 1950er Jahren bis in die 1980er Jahre bemerkenswert konstant. Seit Anfang der 1990er Jahre ist wieder ein langsamer Anstieg zu verzeichnen.
Lebten 1957 etwa 6,9 Millionen Menschen in der Kernstadt (hohe Bebauungsdichte und geschlossene Ortsform) so waren es 1990 rund 7,8 Millionen. 2008 lag die Einwohnerzahl der Innenstadt (Puxi) und der inneren Vororte (Minhang, Baoshan, Jiading, Pudong) bei 13,9 Millionen. Die Bevölkerungsdichte beträgt hier 7226 Einwohner/km² (Puxi = 22.562 Einwohner/km²). In Berlin sind es zum Vergleich 3800. 2010 waren es 15,9 Millionen mit ständigem Wohnsitz, dazu kamen 7,1 Millionen temporäre Bewohner.
Im gesamten Verwaltungsgebiet von Shanghai, einschließlich der Bevölkerung in den ländlichen Gebieten außerhalb der Kernstadt, leben circa 23 Millionen Menschen (2010). Davon sind 15,9 Millionen registrierte Bewohner mit ständigem Wohnsitz (户口,  hùkǒu) und 7,1 Millionen temporäre Einwohner (流动人口,  liúdòng rénkǒu) mit befristeter Aufenthaltsgenehmigung (暂住证,  zànzhùzhèng). Die Bevölkerungsdichte liegt hier bei 2978 Einwohner/km².
Wer sich länger als drei Tage in der Stadt aufhalten möchte, muss sich bei einer Behörde melden und wird dort registriert. Der Antragsteller erhält dann eine zeitweilige Aufenthaltsgenehmigung für drei Monate, die nach Ablauf der Frist verlängert werden muss. Beim Amt muss eine Bescheinigung vom Heimatort vorgelegt werden, die bestätigt, dass die Person dort gemeldet ist.
Das offizielle Bevölkerungswachstum Shanghais wird zurzeit ausschließlich durch Zuwanderung gesteuert, denn der natürliche Zuwachs der registrierten Dauereinwohner wird seit mehreren Jahren von einem Geburtenrückgang geprägt, der bislang in allen Städten Chinas einmalig ist. Lag das jährliche natürliche Wachstum der Einwohner mit dauerhaftem Wohnsitz 1957 noch bei etwa 4,0 %, so sank diese Rate schnell unter 1,0 % und schließlich auf einen negativen Wert von −0,19 % im Jahr 2000. Das natürliche Wachstum betrug 2006 −0,12 %, Geburtenrate: 5,95 ‰ (z. Vgl.: Deutschland 8,2 ‰), Sterberate: 7,19 ‰. Die durchschnittliche Lebenserwartung in Shanghai erreicht 82,41 Jahre, und zwar 80,18 Jahre für Männer und 84,67 Jahre für Frauen.
Im April 2004 wurde die Einkindpolitik gelockert: in Shanghai dürfen seitdem Geschiedene und wiederverheiratete Partner Nachwuchs bekommen, auch wenn sie schon ein Kind aus einer früheren Ehe haben. Betrug die Geburtenrate 2003 noch 4,28 ‰, so stieg sie durch die Lockerung auf etwa 6 ‰ an und blieb seit 2004 auf diesem Wert. Der natürliche Rückgang der Bevölkerung verlangsamte sich dadurch von 3,24 ‰ 2003 auf 1,24 ‰ 2006 (Deutschland −1,8 ‰). Die natürliche Schrumpfung wird durch Einwanderung gemindert. Junge Leute wandern nach Shanghai ein und vermindern so das Durchschnittsalter. Dies führt dazu, dass es anteilig an der Bevölkerung weniger alte Menschen und damit auch relativ wenige Sterbefälle gibt. Die Fertilitätsrate liegt je nach Schätzung bei etwa 0,9 Kindern je Frau (Deutschland: 1,37). Bei der Volkszählung 2010 wurde für das gesamte Verwaltungsgebiet von Shanghai eine Einwohnerzahl von 23 Millionen registriert.
Die folgende Übersicht zeigt die Einwohnerzahlen der Kernstadt (Puxi) und der inneren Vororte (Minhang, Baoshan, Jiading, Pudong). Aufgeführt sind alle in Shanghai registrierten Bewohner. Dazu gehören Personen mit ständigem Wohnsitz und temporäre Einwohner mit befristeter Aufenthaltsgenehmigung.
| Jahr | Einwohner |
| ---- | --------- |
| 1800 | 200.000   |
| 1851 | 250.000   |
| 1864 | 500.000   |
| 1879 | 276.000   |
| 1890 | 375.000   |
| 1901 | 651.000   |
| 1910 | 832.500   |
| 1918 | 1.000.000 |
| 1926 | 1.500.000 |
| 1931 | 3.124.000 |
| 1940 | 3.595.000 |
| 1948 | 4.423.000 |
| 1950 | 4.927.300 |

| Jahr | Einwohner  |
| ---- | ---------- |
| 1953 | 6.204.417  |
| 1958 | 6.977.000  |
| 1970 | 7.000.000  |
| 1978 | 5.570.000  |
| 1980 | 6.010.000  |
| 1982 | 6.320.829  |
| 1985 | 6.980.000  |
| 1987 | 7.220.000  |
| 1990 | 7.821.787  |
| 1995 | 9.566.600  |
| 2000 | 12.531.139 |
| 2005 | 13.291.900 |
| 2008 | 13.831.900 |

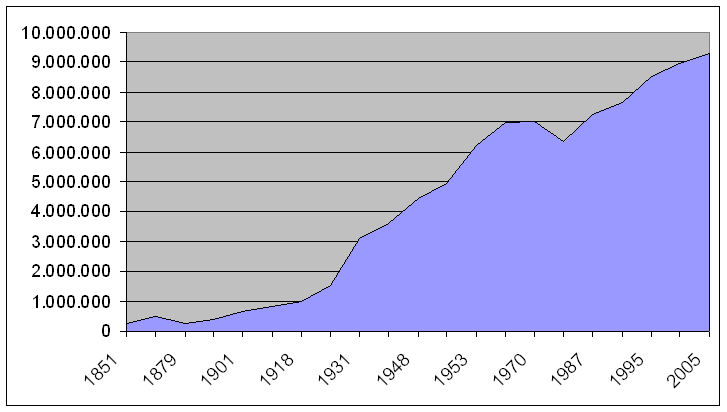
Einwohnerzahlen 1851–2005 (ohne temporäre Einwohner)

Bevölkerungsentwicklung der Agglomeration laut UN
Die Agglomeration Shanghai wuchs von 4,3 Millionen Einwohner im Jahr 1950 auf 24,8 Millionen Einwohner im Jahre 2017. Shanghai zählt damit zu den 5 größten Agglomerationen der Welt. Für 2035 wird eine Bevölkerung von 34,3 Millionen Einwohner erwartet.
| Jahr | Einwohnerzahl |
| ---- | ------------- |
| 1950 | 4.288.000     |
| 1960 | 6.865.000     |
| 1970 | 6.052.000     |
| 1980 | 5.928.000     |
| 1990 | 8.606.000     |
| 2000 | 14.247.000    |
| 2010 | 20.314.000    |
| 2017 | 24.826.000    |

### Entwicklung der Wohnsituation

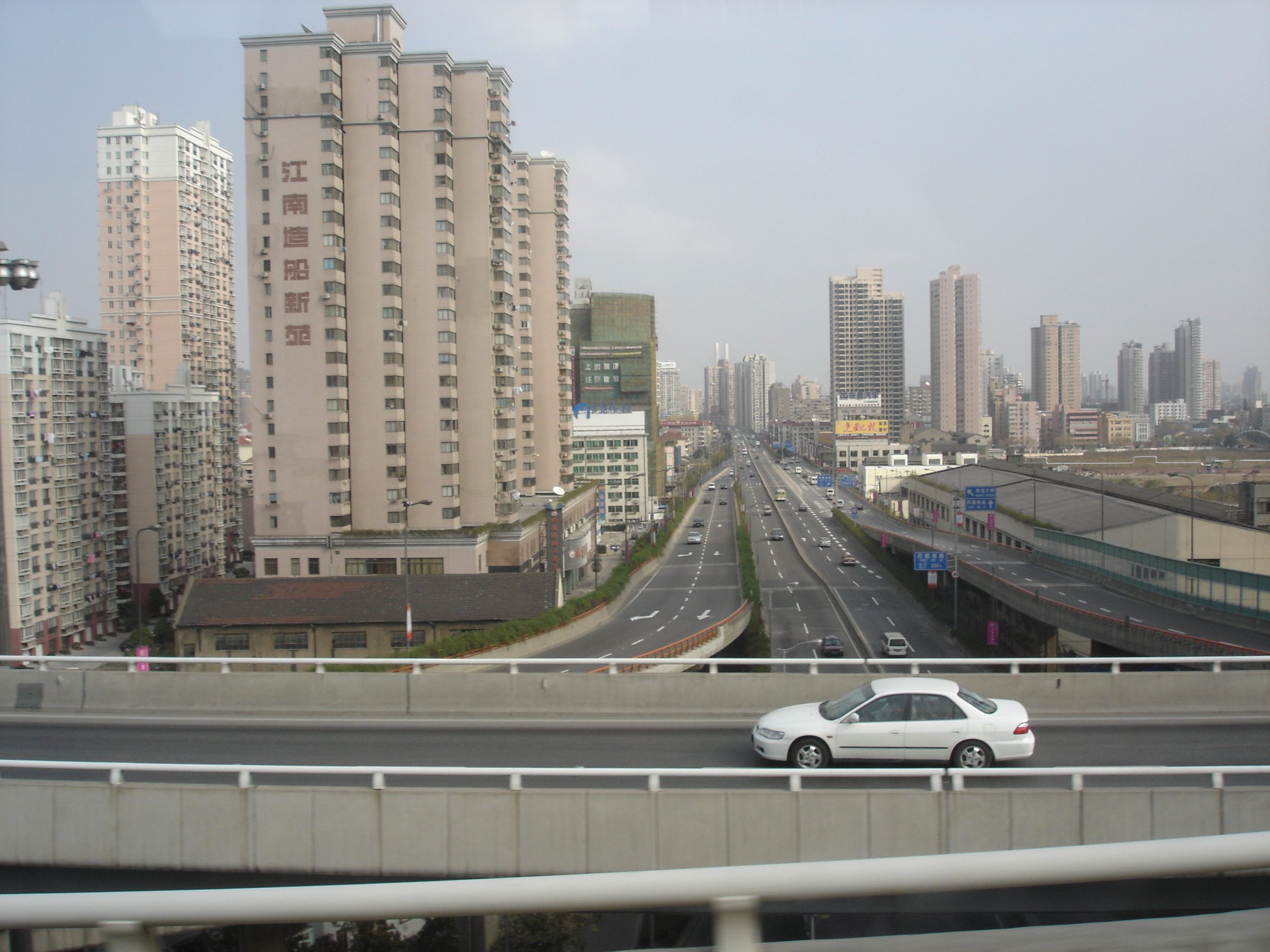
Wohngebäude

Die jahrzehntelange Vernachlässigung der Infrastruktur und des Wohnungsbaus, aber auch die schnelle Entwicklung in den letzten Jahren machten viele Engpässe für die weitere Entwicklung der Stadt offenkundig.
Nach wie vor prekär ist die Versorgung mit Wohnraum, wenn sich auch nach offiziellen Angaben der Stadtregierung die Netto-Wohnfläche pro Kopf in der Zeit zwischen 1957 (3 m²) und heute (9 m²) verdreifacht hat. Die kommunistische Stadtregierung war keineswegs untätig. Bereits seit Anfang der 1950er Jahre wurden die Wohn- und Lebensverhältnisse in rund 300 Stadtvierteln mit unzureichendem Standard verbessert und viele neue Wohngebiete errichtet. Zum Vergleich: in den für den Mittelstand und ausländische Beschäftigte propagierten Wohnungen und Eigenheimen, wie in der im deutschen Stil gebauten Planstadt Anting, wird mit einem Bedarf von 30 m² pro Kopf gerechnet. Anting ist eine der neun ab 2001 nach westlichem Vorbildern gebauten Planstädte der Initiative Eine Stadt, neun Orte (One City, Nine Towns). Hohe Wohnkosten außerhalb des Zentrums sorgten in den Planstädten für Leerstand nach dem Bau.
Trotzdem kam der Bau von Wohnungen dem wachsenden Bedarf aus Mangel an Kapital über Jahrzehnte nur ungenügend nach. Shanghai galt früher in China traditionell als eine der Städte mit großer Wohnungsnot. Erst seit Beginn der Wirtschaftsreformen fand eine Belebung des Wohnungsbaus statt: Seit Anfang der 1980er Jahre wurde die gesamte Wohnfläche in Shanghai mehr als verdoppelt. Die Verbesserung des Angebots an Wohnraum war verbunden mit einer begrenzten Wohnungsreform, die unter anderem durch Förderung des Wohnungseigentums und die Einrichtung von öffentlichen Akkumulationsfonds die Investitionsmittel zu vergrößern suchte.
So sank der Anteil von Haushalten in akuter Wohnungsnot, das heißt mit weniger als vier Quadratmetern Wohnfläche pro Kopf, bis heute auf knapp unter zehn Prozent aller Haushalte. In Shanghai sind es vor allem die Altstadtviertel, die zudem von zahlreichen Industriebetrieben durchsetzt sind, in denen immer noch sehr beengte Wohnverhältnisse herrschen. Da der Baugrund in den älteren Wohngegenden im Stadtzentrum sehr teuer ist, hat die Stadtregierung den Grund und Boden teilweise an ausländische Investoren verkauft, die Büro-, Geschäfts- und Hotelkomplexe errichteten.
Als Folge dieser Praxis kam es in Verbindung mit zahlreichen Verkehrsprojekten zu großflächigen Sanierungen in der Altstadt und Zwangsumsiedlungen von mehreren hunderttausend Menschen in Neubausiedlungen am Stadtrand mit unzureichender Infrastruktur. Die genannten Wohnungsdaten beziehen sich nur auf die Bewohner mit Hauptwohnsitz in Shanghai, die Wohnsituation der rund 4,7 Millionen Einwohner mit beschränkter Aufenthaltsgenehmigung ist deutlich schlechter. Zahlreiche Migranten, überwiegend frühere Bauern aus den ländlichen Regionen Chinas, leben auf den Baustellen, in einfachen Betriebswohnheimen oder sie mieten sich einen Raum bei Bauern an der Peripherie der Stadt. Ein großer Teil der temporären Einwohner lebt am Stadtrand, weil dort eher Platz für selbstgebaute Hütten vorhanden ist und die Polizeikontrollen weniger scharf sind. Slum-ähnliche Siedlungen sind seit den 1990er Jahren auch in Shanghai zu finden.
Die Bedeutung der Migranten für die Wirtschaft und das Leben in Shanghai wird unterschiedlich beurteilt. Einerseits sind die Zuwanderer fast unentbehrlich als Bauarbeiter, Handwerker, Kleinhändler oder Arbeiter bei der Straßenreinigung und in den Textilfabriken, andererseits wird ihr Druck auf den Wohnungsmarkt, die Infrastruktur und ihr Anteil an kriminellen Delikten in der Stadt mit Sorge betrachtet.
In einer Rangliste der Städte nach ihrer Lebensqualität belegte Shanghai im Jahre 2018 den 103. Platz unter 231 untersuchten Städten weltweit. Von allen untersuchten Städten auf dem chinesischen Festland belegte es damit den ersten Platz.

## Politik

### Stadtregierung

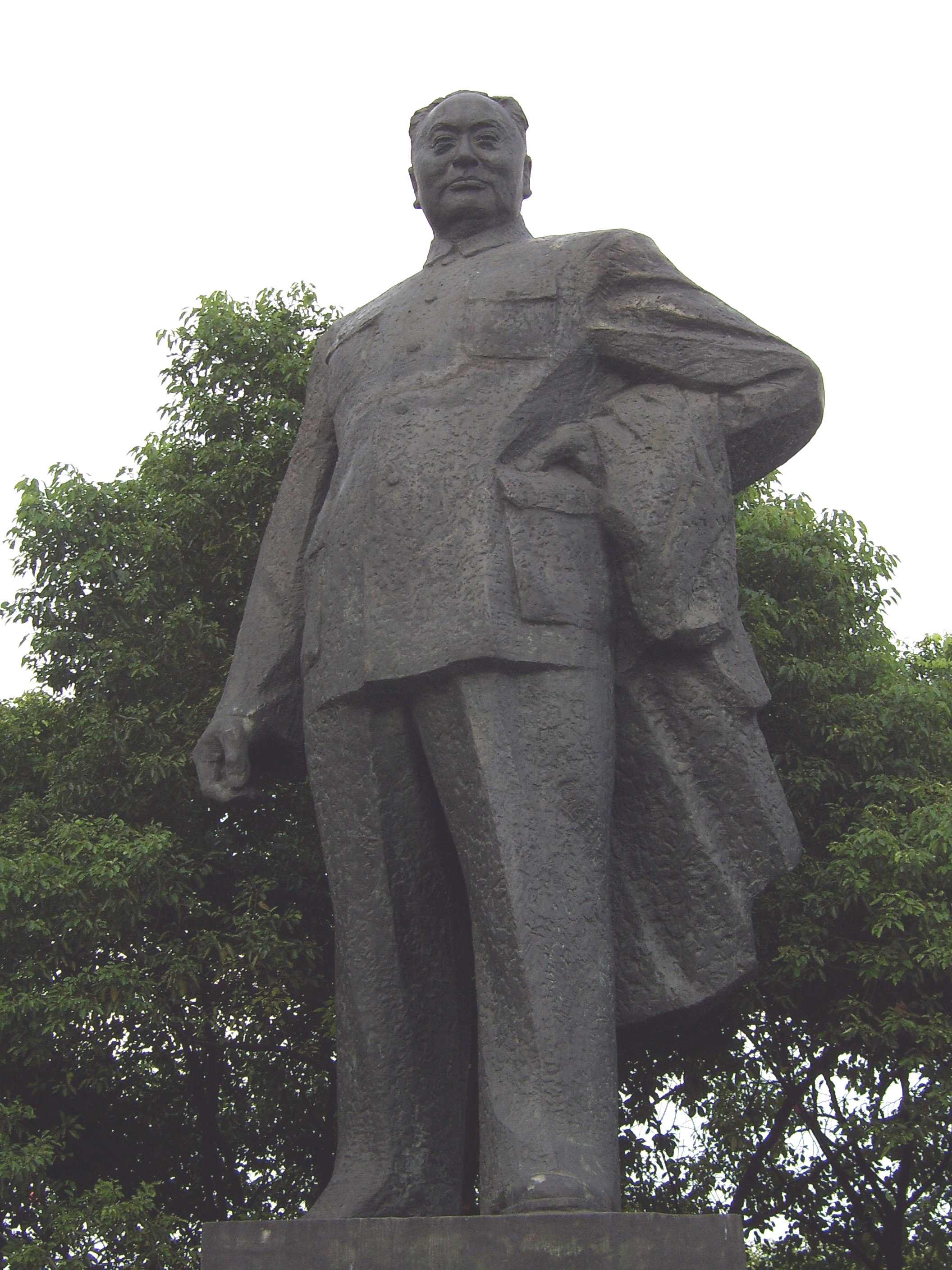
Chen Yi, erster kommunistischer Bürgermeister von Shanghai

Bürgermeister von Shanghai ist Gong Zheng (* 1960). Er übernahm das Amt von seinem Vorgänger Han Zheng am 26. Dezember 2012. Han Zheng ist seit November 2012 Mitglied des Politbüros und, als Nachfolger des in den ständigen Ausschuss des Politbüros aufgestiegenen Yu Zhengsheng. Han war bis Oktober 2017 der Sekretär des kommunistischen Parteikomitees der Stadt. Seit Oktober 2017 ist Li Qiang der Sekretär des Parteikomitees.
Der Stadtregierung unterstehen die Regierungen von 18 Stadtbezirken und einem Kreis. Die Stadtbezirke gliedern sich wiederum in Straßenviertel, zum Teil auch in Großgemeinden. Der Kreis setzt sich hingegen aus Gemeinden und Großgemeinden zusammen. Am unteren Ende der Verwaltungspyramide Shanghais befinden sich in den urbanen Gebieten die sogenannten Einwohnergemeinschaften (社区), die von den Einwohnerkomitees (居民委员会,  jūmín wěiyuánhùi) verwaltet werden und in den ländlichen Regionen die Dörfer (村), die von Dorfkomitees (村民委员会,  cūnmín wěiyuánhùi) verwaltet werden.
Shanghai ist im Vergleich zu Peking seit vielen Jahren durch eine verhältnismäßig liberale Politik geprägt. Nach der Machtübernahme der Kommunisten im Jahr 1949 war die Stadt von der politischen Führung in Peking lange Zeit vernachlässigt worden, doch dann stiegen in den 1980er und 1990er Jahren viele Politiker Shanghais in höchste Partei- und Regierungsämter auf.

### Städtepartnerschaften
Shanghai unterhält mit folgenden Städten Partnerschaften:
| seit 30. November 1973: Yokohama, Japan seit 18. April 1974: Osaka, Japan seit 28. Januar 1979: San Francisco, Vereinigte Staaten seit 25. Juni 1979: Mailand, Italien seit 23. November 1979: Rotterdam, Niederlande seit 18. Juni 1980: Zagreb, Kroatien seit 18. Juni 1982: Hamhŭng, Nordkorea seit 15. Februar 1984: Karatschi, Pakistan seit 27. Mai 1984: Antwerpen, Belgien seit 14. Mai 1985: Montreal, Kanada seit 24. Juni 1985: Piräus, Griechenland seit 29. Mai 1986: Hamburg, Deutschland seit 8. September 1986: Casablanca, Marokko seit 26. Oktober 1987: Marseille, Frankreich seit 7. Juli 1988: São Paulo, Brasilien seit 15. Dezember 1988: Sankt Petersburg, Russland seit 23. Oktober 1989: Istanbul, Türkei seit 15. Mai 1992: Alexandria, Ägypten seit 21. Juni 1993: Haifa, Israel seit 24. August 1993: Busan, Südkorea seit 14. Mai 1994: Ho-Chi-Minh-Stadt, Vietnam | seit 8. Juni 1994: Port Vila, Vanuatu seit 21. Oktober 1994: Dunedin, Neuseeland seit 15. Dezember 1994: Taschkent, Usbekistan seit 15. April 1995: Porto, Portugal seit 14. September 1995: Aden, Jemen seit 1. November 1995: Windhoek, Namibia seit 17. Juni 1997: Rosario, Argentinien seit 14. September 1998: Espoo, Finnland seit 18. Oktober 1999: Liverpool, Vereinigtes Königreich seit 25. Oktober 1999: Maputo, Mosambik seit 30. Mai 2000: Dubai, Vereinigte Arabische Emirate seit 6. Juli 2001: Guayaquil, Ecuador seit 10. Juli 2001: Valparaíso, Chile seit 31. Oktober 2001: Barcelona, Spanien seit 10. November 2001: Oslo, Norwegen seit 11. August 2003: Colombo, Sri Lanka seit 23. Oktober 2003: Göteborg, Schweden seit 19. Mai 2005: Cork, Irland seit 17. Mai 2006: Salzburg, Österreich seit 18. Dezember 2006: Winston-Salem, Vereinigte Staaten seit 19. November 2007: Basel, Schweiz |

### Regionenpartnerschaften
Shanghai unterhält mit folgenden Regionen Partnerschaften:
| seit 21. November 1980: Präfektur Osaka, Japan seit 15. Juni 1983: Metro Manila, Philippinen seit 4. Juli 1985: Woiwodschaft Pommern, Polen seit 24. Mai 1989: Bundesstaat Queensland, Australien seit 28. August 1996: Provinz Santiago, Chile seit 18. November 1998: Bundesstaat Jalisco, Mexiko | seit 2. April 2000: Provinz Chiang Mai, Thailand seit 16. Mai 2001: Provinz KwaZulu-Natal, Südafrika seit 15. April 2002: Kreis Constanța, Rumänien seit 10. November 2003: Bratislavský kraj, Slowakei seit 10. November 2003: Region Midtjylland, Dänemark seit 30. August 2006: Provinz Jawa Timur, Indonesien |

## Religion

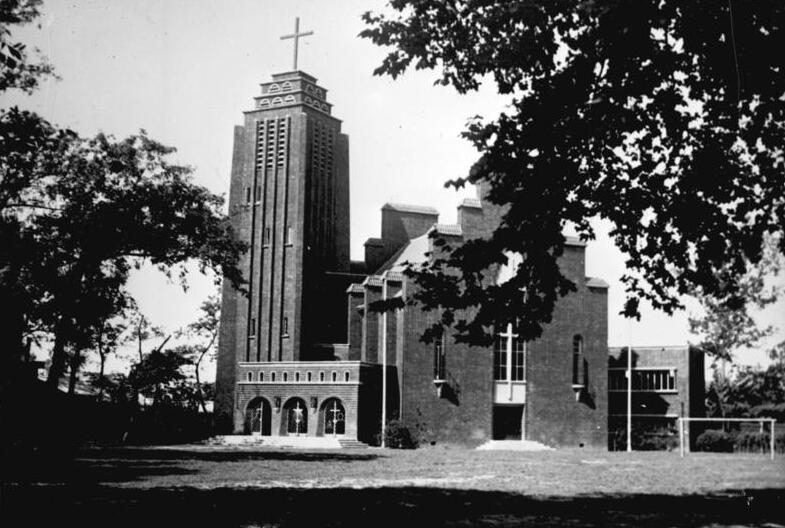
Deutsch-evangelische Kirche Shanghai, erbaut 1932

In Shanghai gibt es mehrere buddhistische Tempel, wie zum Beispiel den Jadebuddha-Tempel (Yufo Si). Er ist eine der wichtigsten religiösen Stätten Shanghais, befindet sich etwas südlich des Suzhou-Kanals im Nordwesten der Stadt und wurde 1882 eigens für zwei kostbare Buddha-Statuen aus Myanmar errichtet. Die Statuen (Der sitzende Buddha 190 cm hoch, der liegende 96 cm lang) wurden jeweils aus einem einzigen Block weißer Jade geschnitzt. Zwischen 1949 und 1980 war der Tempel geschlossen, inzwischen wird er wieder genutzt. Heute bewohnen ungefähr 100 Mönche den Tempel und bilden Schüler aus, um die überall im Land wieder eröffnenden Klöster mit neuem Leben zu füllen. Weitere große, buddhistische Tempel sind der Jing'an-Tempel und der Longhua-Tempel mit einer über Tausend Jahre alten Pagode. Daneben gibt es auch daoistische und konfuzianistische Tempel.
Die katholische Kirche nutzt die Xujiahui-Kathedrale als Bischofskirche des Bistums Shanghai. Auch andere christliche Gemeinschaften sind in der Stadt vertreten. Shanghais größtes islamisches Gotteshaus ist die Xiaotaoyuan-Moschee. Das Shanghaier Ghetto existiert nicht mehr und die chinesischen Juden bilden eine äußerst kleine Minderheit.

## Kultur und Sehenswürdigkeiten
→Liste der Sehenswürdigkeiten in Shanghai

### Theater

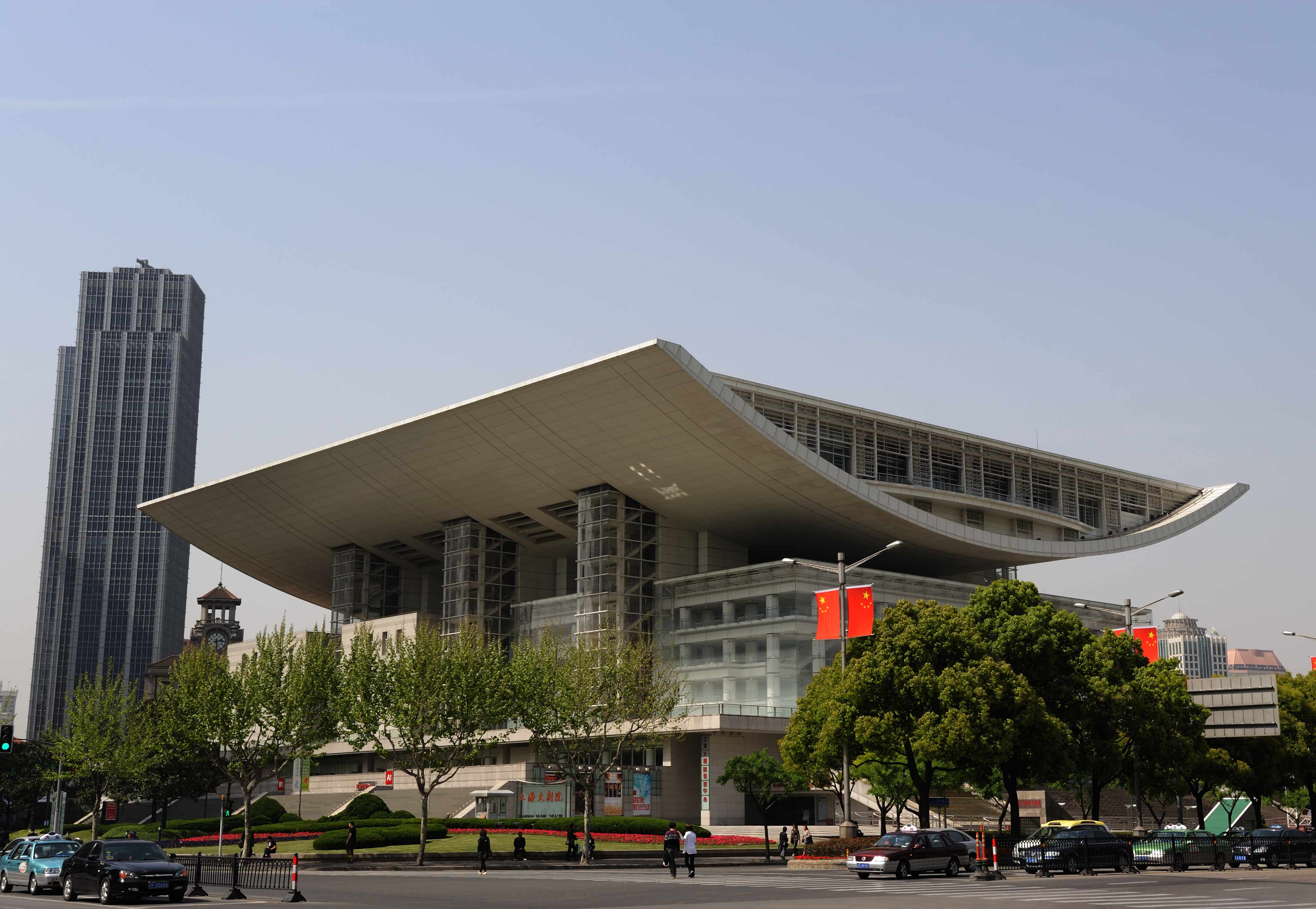
Opernhaus

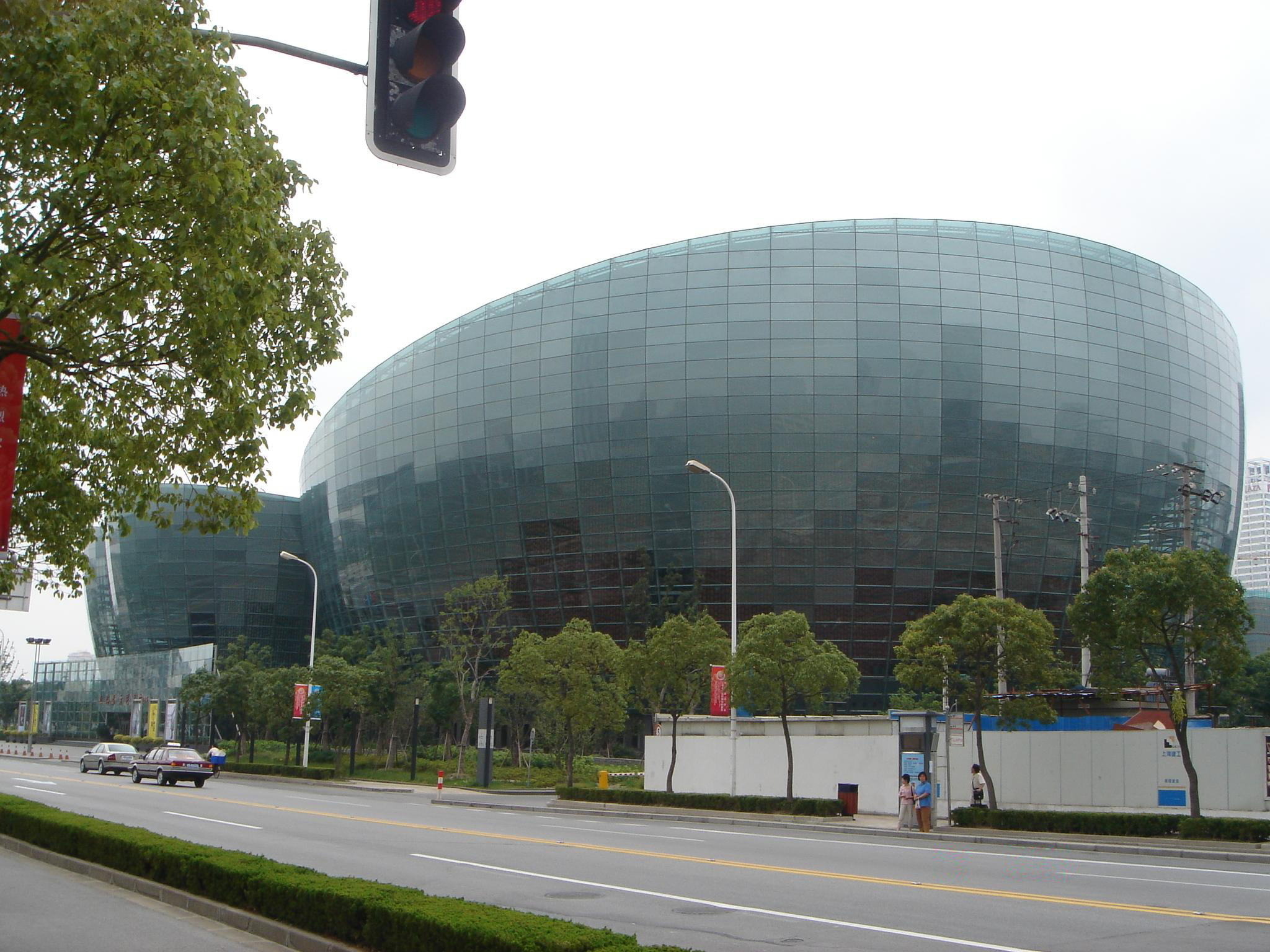
Shanghai Oriental Art Center

Die Stadtväter von Shanghai ließen am Platz des Volkes (人民广场,  Rénmín guǎngchǎng – „People’s Square“), der zu Kolonialzeiten eine Pferderennbahn war, ein extravagantes Opernhaus, das Shanghai Grand Theater bauen, ein beeindruckendes Gebäude mit 40 Meter Höhe. Baubeginn war 1994, die Einweihung fand 1998 statt. Das Theater hat drei Säle: Der Hauptsaal bietet Platz für 1800 Personen, ein mittelgroßer Saal hat 600 Plätze, ein Kammermusiksaal 250 Plätze. Den Entwurf lieferte das Architekturbüro ARTE Charpentier. Der große zentrale Saal ist für die Aufführung westlicher Theaterstücke, Opern und Orchesterkonzerte, aber auch chinesischer Opern geeignet.
Das Shanghai Centre in der Nanjing Xi Lu beherbergt ein riesiges, neues Mehrspartenhaus für Konzerte, Ballett, Oper und Akrobatik-Shows von internationalem Rang. Der allabendliche Auftritt der Akrobatentruppe Shanghais ist ein Spektakel aus Bodenakrobatik, Jonglierkunst, Clowneinlagen, Zaubervorführungen und Tiernummern. Einige der Kunststücke wie Schwertschlucken, Feuerspeien und die beeindruckenden Balanceakte wurden bereits zu Zeiten der Han-Dynastie (206 v. Chr. bis 220 n. Chr.) entwickelt.
Das Lan Xin Theater in der Changle Lu stammt noch aus der Kaiserzeit und zeigt westliche sowie chinesische Opern; mitunter finden auch Magier-Shows statt. Als Außenposten kolonialer Kultur und Sitz der British Amateur Dramatic Society war das Theater bis 1933 Aufführungsort beliebter Revuen.
Das Shanghai Oriental Art Center, welches im kulturellen Zentrum von Pudong liegt, ist eine der führenden Einrichtungen der darstellenden Künste und kulturellen Sehenswürdigkeiten in Shanghai und China. Der Architekt war der Franzose Paul Andreu.

### Museen

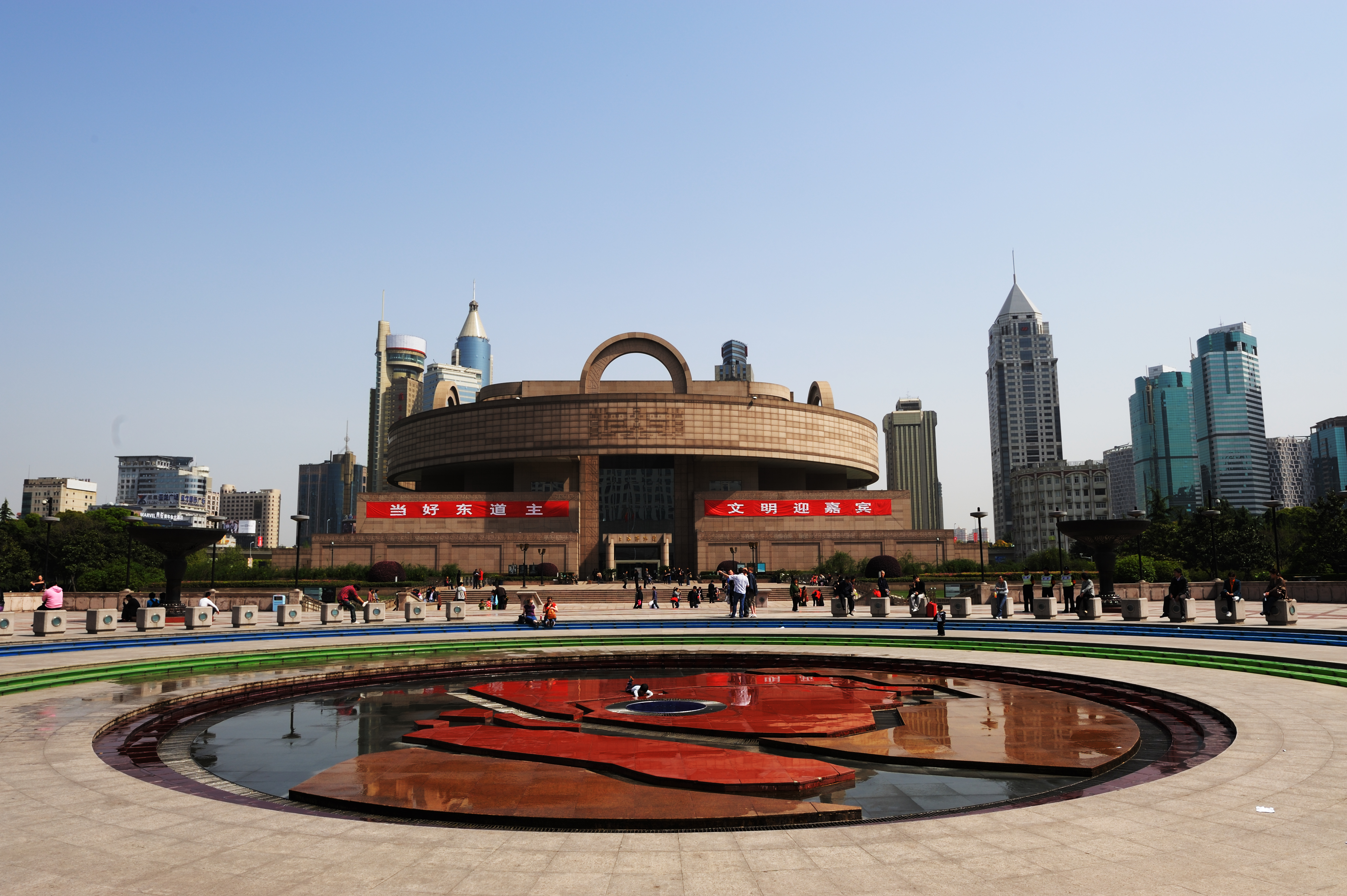
Shanghai-Museum

Von den vielen Museen der Stadt ist besonders das Shanghai-Museum mit seinen umfangreichen Sammlungen chinesischer Kunst (Keramik, Porzellan und Gemälde) zu nennen. Es ist eines der kulturellen Zentren der Stadt. Das Museum hat zehn Galerien, die einen vollständigen Überblick über die chinesische Kunst und Kultur bieten. Zu den Hauptattraktionen gehören eine siebenmal täglich gezeigte Live-Demonstration altertümlicher Töpfertechniken, eine Sammlung farbenprächtig lackierter Nuo-Ritualmasken aus der Provinz Guizhou, sowie ein Anzug aus Lachshaut, wie er von dem Volk der Hezhen in der Provinz Heilongjiang getragen wird. Eine aufschlussreiche Ausstellung über die Geschichte chinesischer Malerei zeigt Bilder von der Zeit der Streitenden Reiche über die Song-Periode bis zu den westlichen Einflüssen unter den Qing.

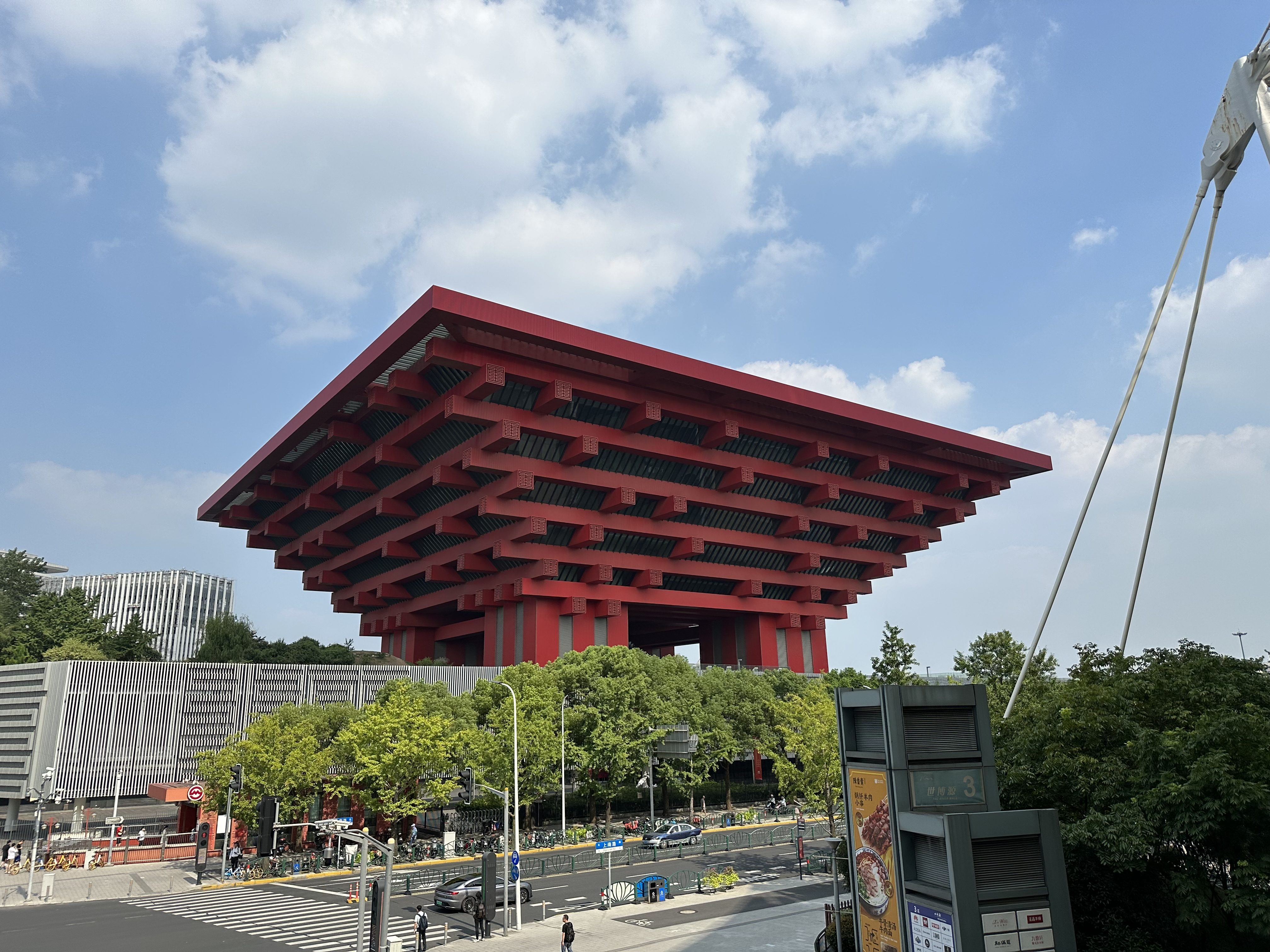
China Art Museum in Pudong

Das China Art Museum ist ein umfangreiches Kunstmuseum im ehemaligen Pavillon der Weltausstellung in Pudong. Die ausgestellten Werke umfassen sowohl moderne wie auch zeitgenössische Kunst.
Im Oktober 2013 eröffnete das AURORA Museum in Pudong mit dem Schwerpunkt auf chinesischer Kultur und Geschichte.
Daneben gibt es das Naturwissenschaftliche Museum mit seinen zahlreichen zoologischen Exponaten.
Im Südwesten Shanghais liegt der Longhua-Friedhof der Märtyrer, dessen Name an jene erinnern soll, die während der Jahrzehnte vor dem endgültigen Sieg im Jahr 1949 im Kampf für den chinesischen Kommunismus ihr Leben ließen. Im Besonderen wird der Arbeiter, Aktivisten und Studenten gedacht, die in den 1920er Jahren von Chiang Kai-sheks Truppen niedergemetzelt wurden; das Friedhofsgelände soll die zentrale Exekutionsstätte gewesen sein.
Inmitten des Geländes befindet sich eine verglaste Ausstellungshalle in Pyramidenform mit einem großen Ehrenmal für 250 kommunistische Märtyrer, die sich Chiangs Soldaten entgegenstellten. Zahllose steinerne Gedenkskulpturen, viele davon mit Fotos und Namen versehen, stehen über den Park verstreut, eine davon mit einer ewigen Flamme direkt hinter der Ausstellungshalle. Die frischen Blumen, die täglich niedergelegt werden, zeugen von der Bedeutung, die diese Ereignisse bis heute besitzen.
Im Norden Shanghais, im Stadtbezirk Jiading, befindet sich in der Großgemeinde Anting das 2007 eröffnete Automuseum Shanghai, das erste Automobilmuseum Chinas.
Power Station of Art ist ein Museum für zeitgenössische Kunst. Es wurde 2012 mit einer Ausstellung zeitgenössischer Kunst von der Pariser Galerie Centre Pompidou mit dem Titel Portrait of the Times eröffnet. Das Museum ist in einem ehemaligen Heizkraftwerk untergebracht.
M50 Arts District (chin.: 莫干山路 50 号) ist ein Künstlerviertel für zeitgenössische Kunst. Der Name M50 bezieht sich auf die tatsächliche Adresse in Shanghai und wird häufig auf M50 oder Moganshan Road abgekürzt. Es liegt in einem alten Industriegebiet am Suzhou Creek.

### Tempel

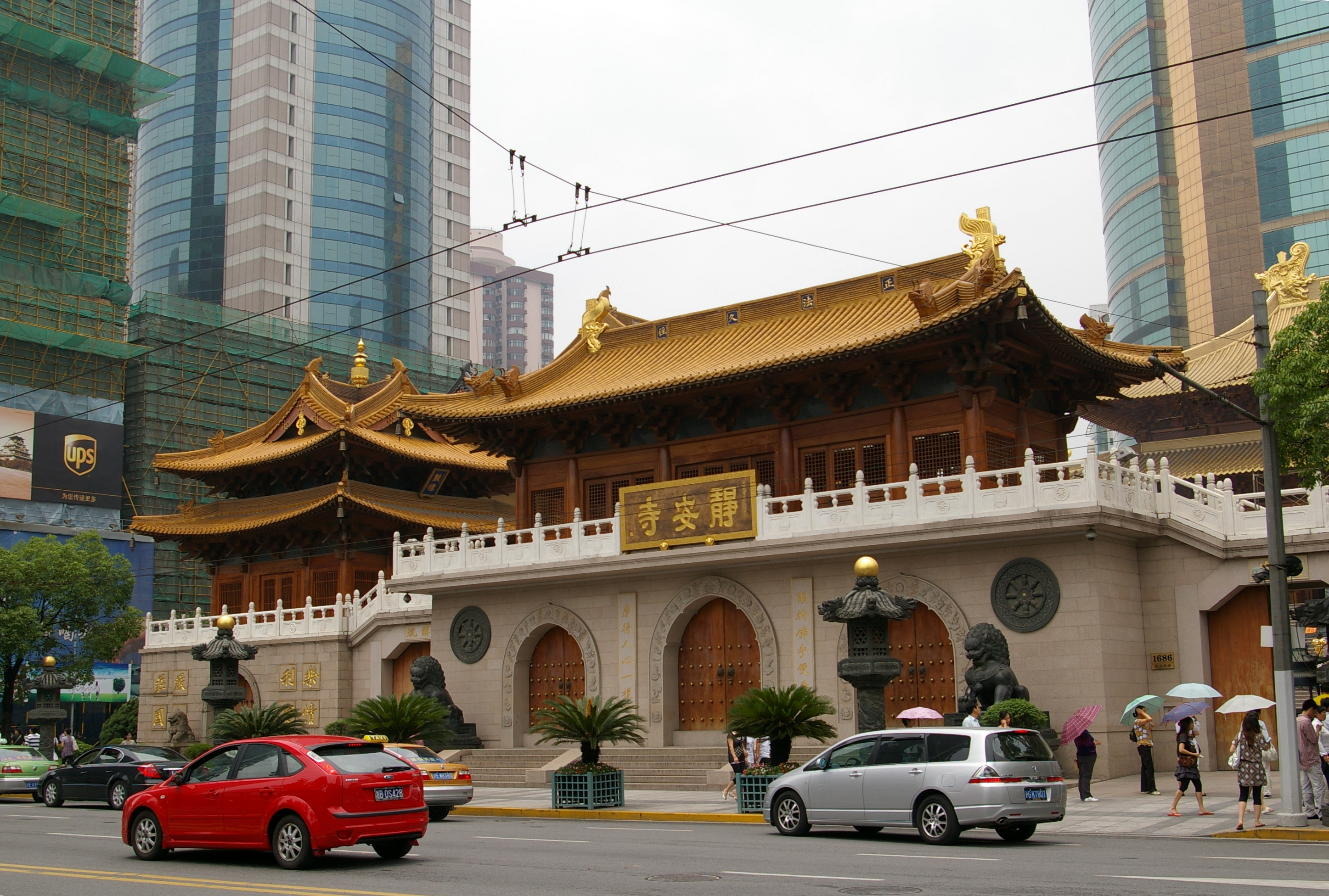
Jing’an-Tempel

Eine Stadt, die Sitz eines kaiserlichen Beamten war, hatte im alten China stets auch einen Konfuziustempel, so auch Shanghai den kürzlich renovierten Tempel von 1855. Auf der Terrasse, vor der Haupthalle, fanden alljährlich Zeremonien zum Geburtstag des Konfuzius statt. Die Halle birgt ein Standbild des großen Meisters und seiner zwei Lieblingsschüler. Steinplatten in den Wänden verzeichnen unter anderem den Text seiner Gespräche (Lunyu). In den Seitenhallen sind diverse Ausstellungen zur klassischen Kunst und Kultur zu sehen.
Der Jing’an-Tempel ist ein buddhistischer Tempel auf der Nanjing Lu im Jing’an Distrikt. Der Tempel wurde im Jahr 247 n. Chr. von der Wu-Dynastie während der Zeit der Drei Reiche erbaut. Ursprünglich lag der Tempel am Suzhou, wurde jedoch, zu Zeiten der Song-Dynastie, im Jahr 1216 n. Chr. an seine jetzige Position verlegt. Während der Kulturrevolution wurde er zu einer Kunststofffabrik umfunktioniert, danach wieder zu einem Tempel rückgebaut und im Jahr 1983 rekonstruiert. 2004, in einer zweiten Phase umfangreicher Renovierungsarbeiten, wurde der Tempel kunstvoll mit Holzschnitzereien verziert und üppig vergoldet.

### Bauwerke

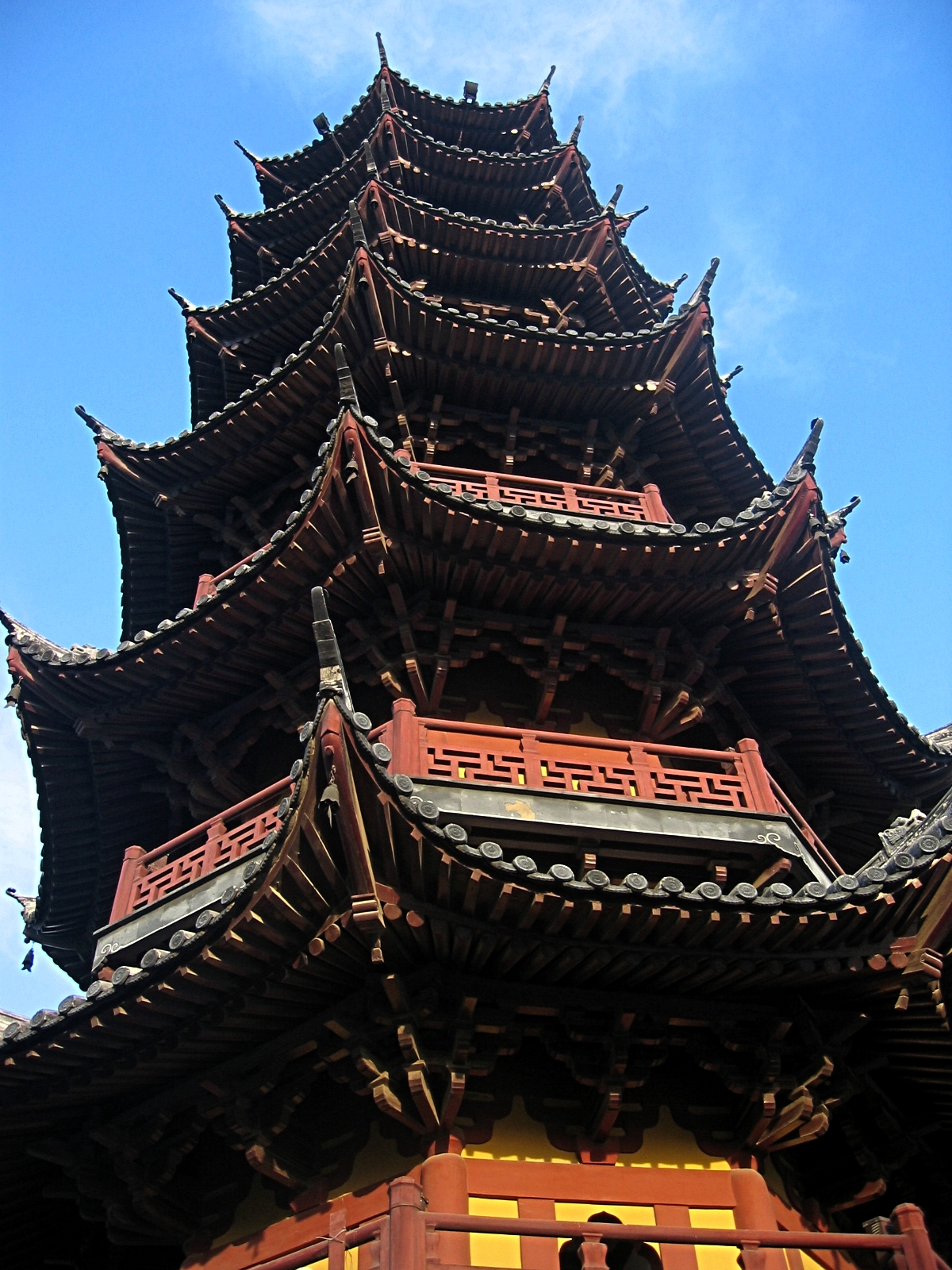
Long-Hua-Pagode

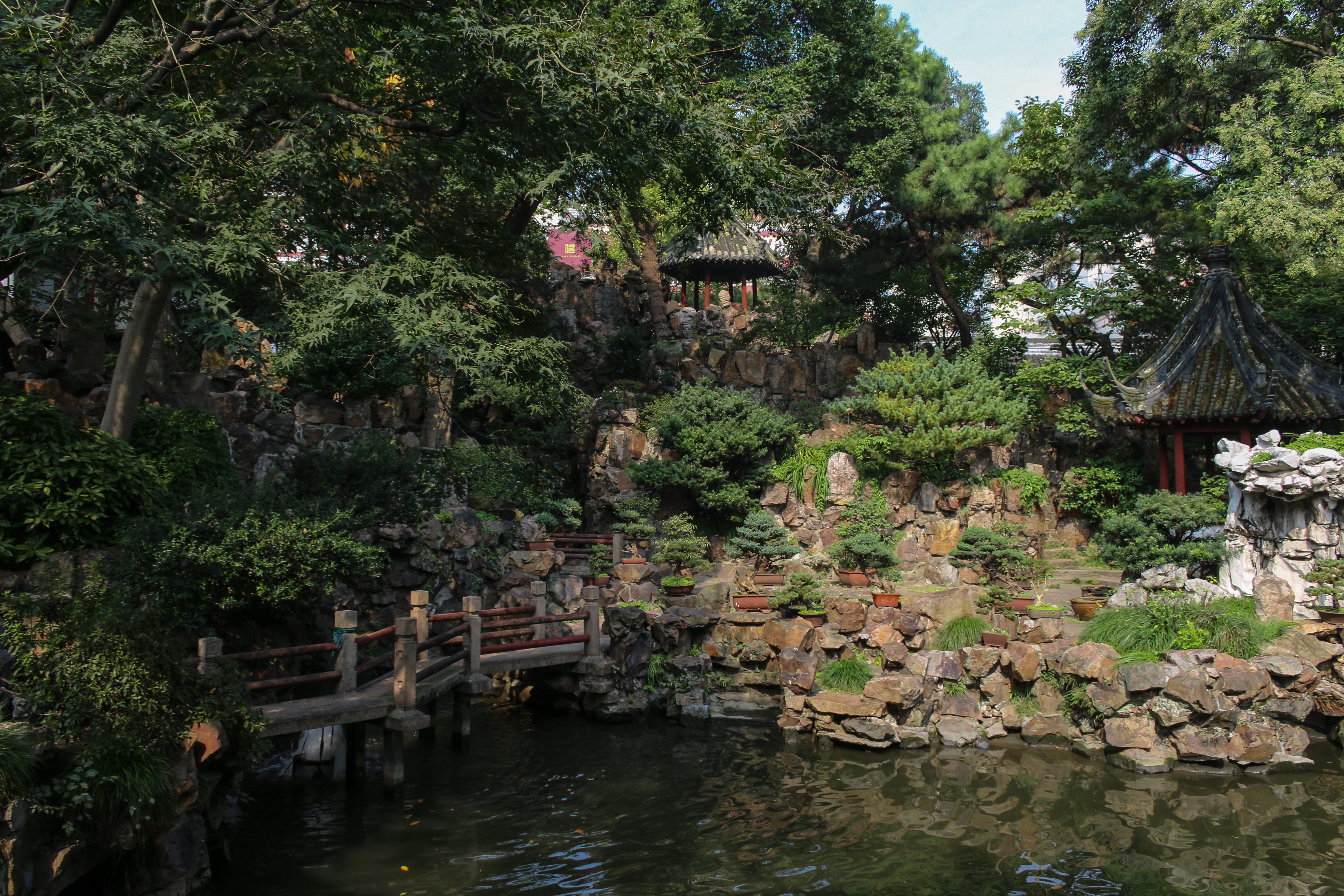
Der Yu-Garten, einer der berühmtesten Gärten Chinas

Shanghai ist heute die modernste und dem Westen ähnlichste Stadt in der Volksrepublik China. Der historische Kern ist weitgehend Neubauten gewichen und nur noch als Touristenattraktion vorhanden, während die Zahl von Wolkenkratzern durch unablässige Bautätigkeit zunimmt.
Zu den wenigen historischen Attraktionen Shanghais zählen die siebenstöckige „Long-Hua-Pagode“ aus der Zeit der Song-Dynastie (960–1279) und das Long-Hua-Kloster mit einer drei Meter hohen Buddha-Statue.
Der waterbund, kurz Bund, wurde nach dem ersten chinesischen Staatspräsidenten Sun Yat-sen in Zhong-Shan-Straße umbenannt. Der Bund wurde zunächst von Niederländern als Deich zum Huangpu-Fluss, einem Zufluss des Jangtsekiang, errichtet. Dort befinden sich eine Uferpromenade sowie im europäischen Stil errichtete Gebäude. Sie sind um 1900 entstanden. Das ehemalige Zentralgebäude des chinesischen Seezolls mit seinem 33 Meter hohen Turm ist eines der bekanntesten Gebäude Chinas und gehörte lange zu den höchsten Bauwerken des Landes. Berühmt sind weiterhin das Peace Hotel sowie die 1908 eröffnete Waibaidu-Brücke. Shanghai besaß vor dem Zweiten Weltkrieg die höchsten Häuser außerhalb der USA.
Südlich dieses Straßenzuges erstreckt sich die durch meist zweistöckige Holzhäuser und enge Gassen geprägte Altstadt. Im Herzen dieses historischen Zentrums Shanghais befinden sich ein Basar und der Yu-Garten (Yu Yuan) aus dem 16. und 17. Jahrhundert, einer der berühmtesten Gärten in China. Die Anlage umfasst etwa 30 Hallen und Pavillons sowie mehrere Seen. Sehenswert ist auch das astronomische Observatorium der Stadt. Die alten Li Longs in den ehemaligen französischen und englischen Bezirken, wo drei Generationen in einem Apartment lebten, wurden abgerissen. Sie waren oft aus einer Kombination Holz/Ziegel/Gips oder Beton/Stahl gebaut.
Die meisten Wolkenkratzer werden in Pudong errichtet. Dort steht auch das Shanghai World Financial Center, das am 14. September 2007 seine Endhöhe von 492 Meter mit 101 Stockwerken erreichte. Damit ist das Gebäude höher als der daneben stehende Jin Mao Tower (421 Meter) und der Oriental Pearl Tower (468 Meter). Bis zum Richtfest des Shanghai Towers im August 2014 war das Shanghai World Financial Center das höchste Gebäude und Bauwerk der Volksrepublik China und (nach dem Burj Khalifa und dem Taipei 101) das dritthöchste Gebäude der Welt. Der Shanghai Tower (Fertigstellung im April 2015) im Finanzdistrikt Lujiazui übertrifft es um 140 Meter und ist mit seinen 632 Metern Höhe seit August 2013 sogar das zweithöchste Gebäude der Welt.

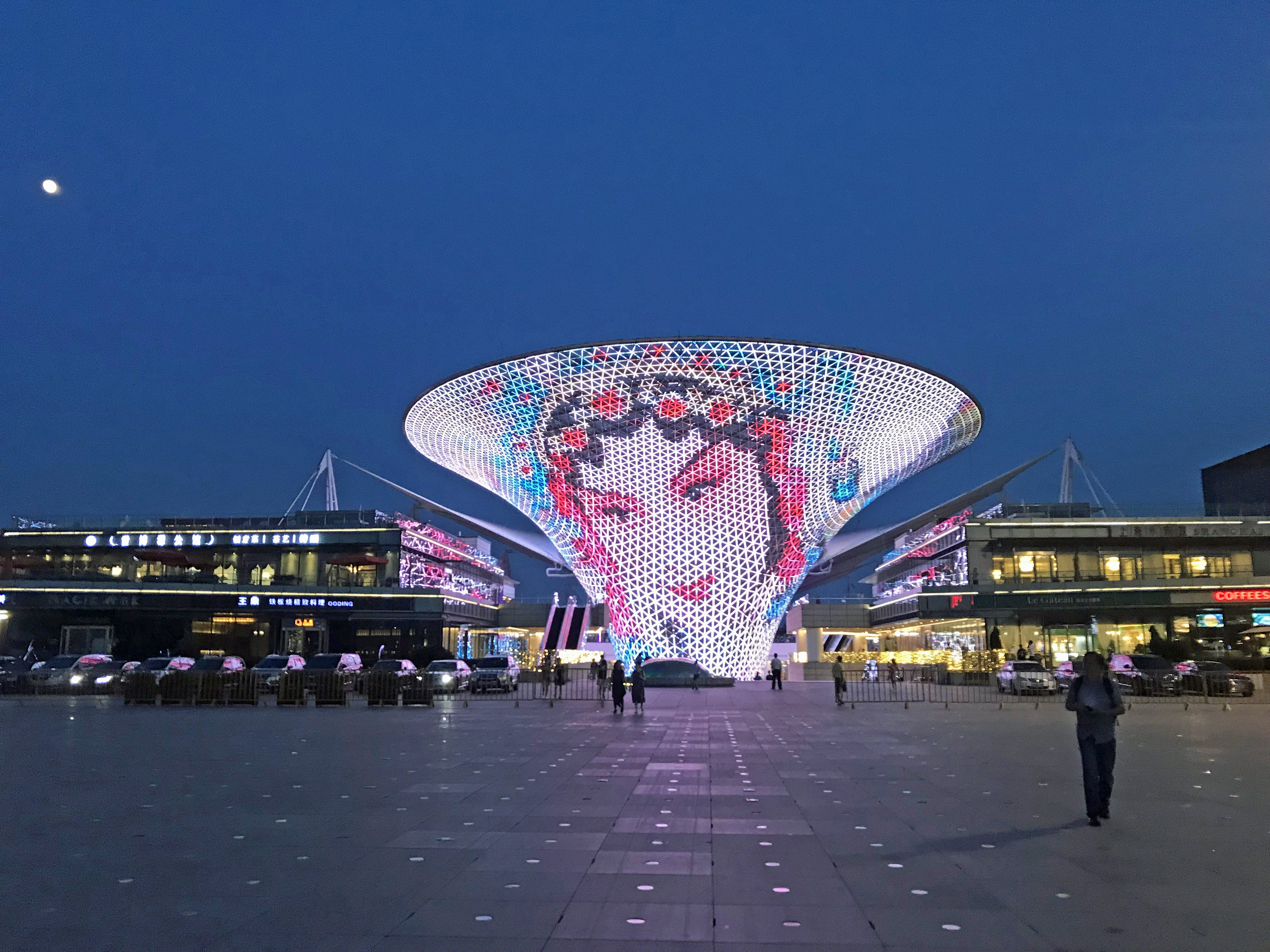
Membrankonstruktion der Expoachse bei Nacht

Auf dem Gelände der Expo 2010 entstand neben den Länderpavillons die Expoachse mit der weltgrößten Membrankonstruktion, die später als Einkaufszentrum umgenutzt werden soll.
In Shanghai ist im Jahr 2006 ein 90.000 Quadratmeter großer Bunker fertiggestellt worden. Das unterirdische Areal bietet Platz für 200.000 Menschen und soll vor möglichen taiwanischen Angriffen mit Raketen, Atomwaffen oder Giftgas schützen. Es ist eine Reaktion auf die Ankündigung der taiwanischen Regierung, im Falle eines chinesischen Angriffs auf Taipeh oder Kaohsiung im Gegenzug Marschflugkörper auf Shanghai zu schießen. Nach Angaben der Zeitung „Shanghai Morning Post“ ist der Bunker voll klimatisiert sowie mit Wasser- und Stromversorgung ausgestattet. Das Areal sei durch 15 Gänge mit der Metro Shanghai und mehreren öffentlichen Gebäuden verbunden. Die Versorgung der Menschen könne dort bis zu zwei Wochen sichergestellt werden.

### Parks

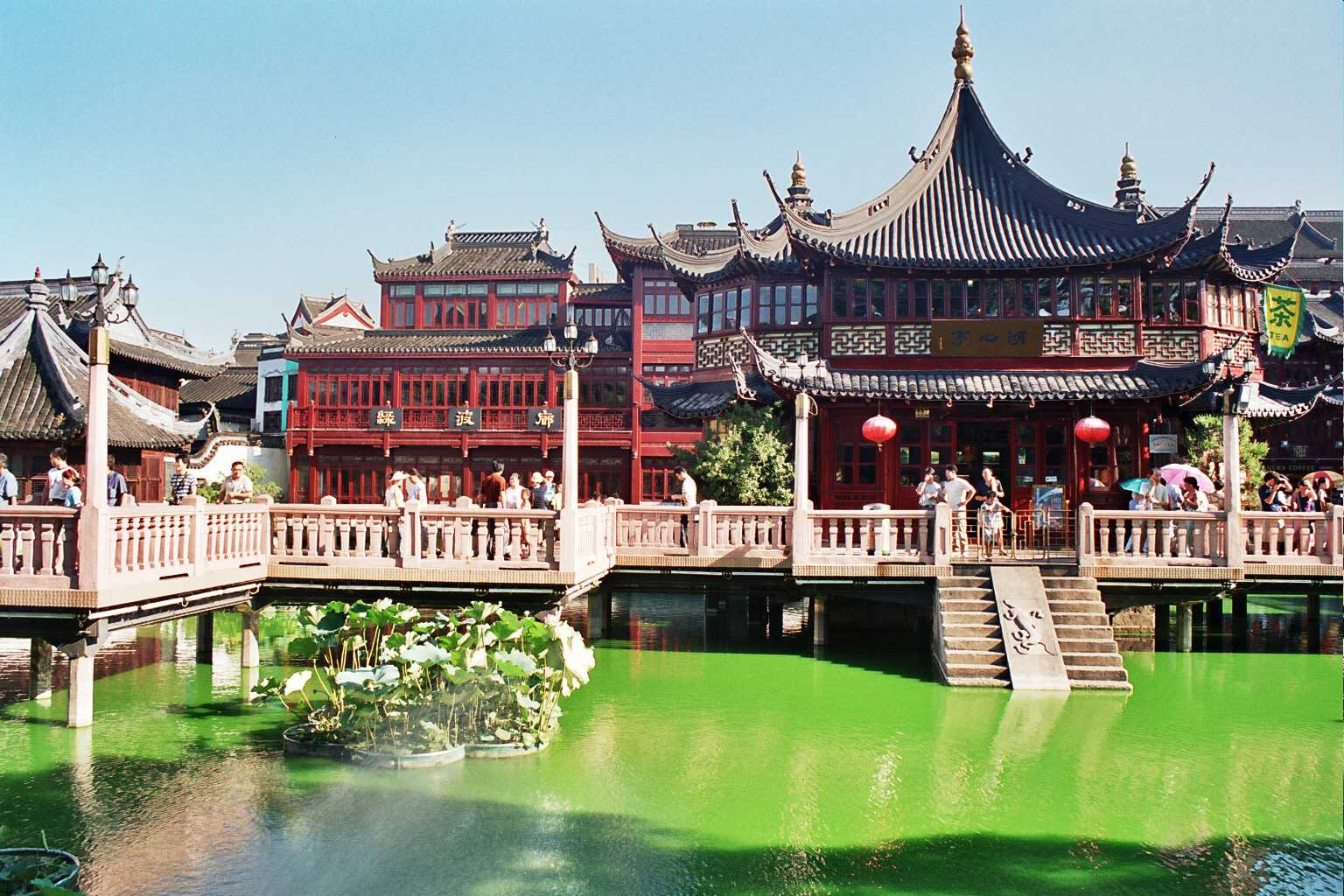
Yu-Garten in Huangpu

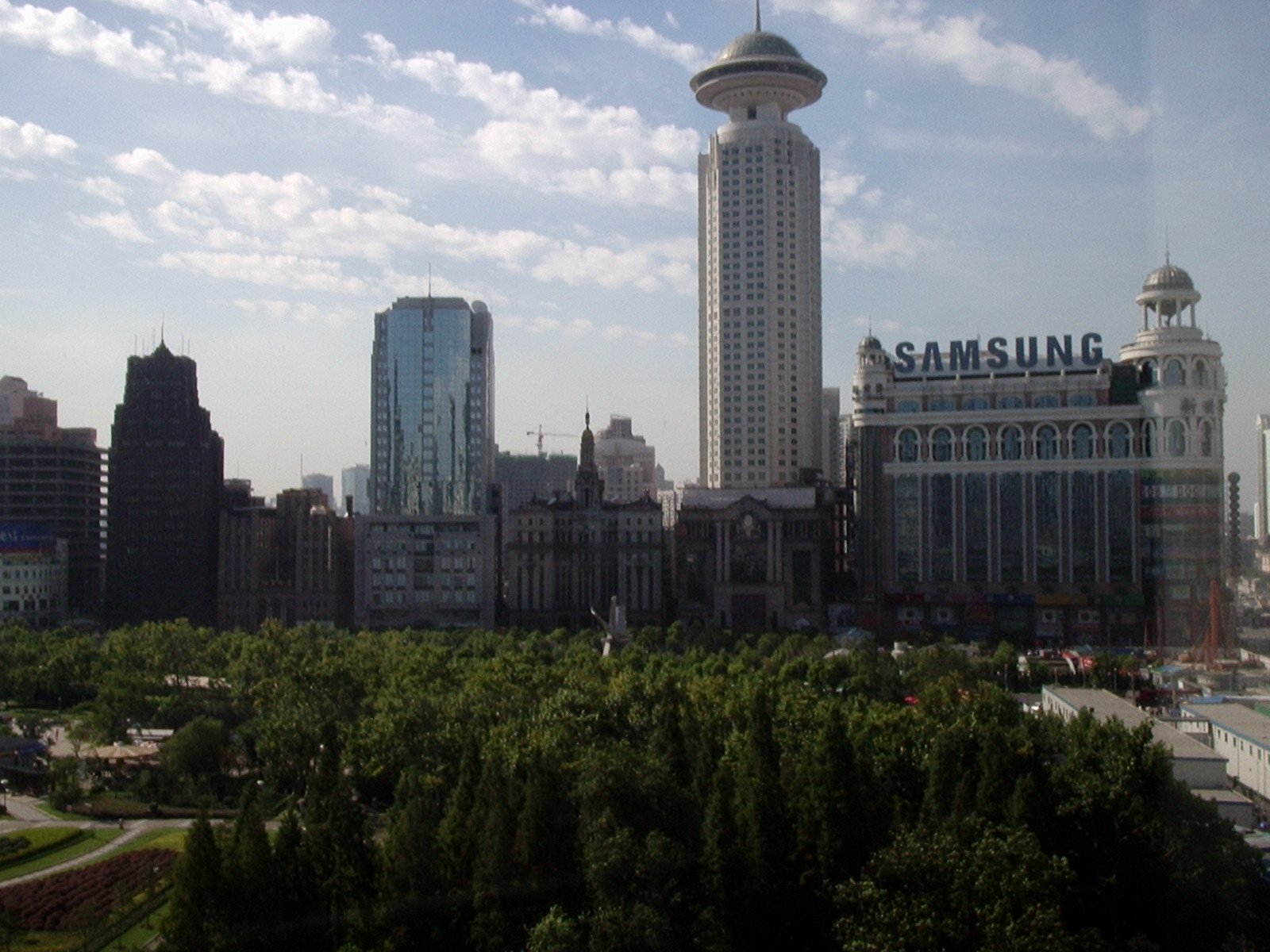
Volkspark in Huangpu

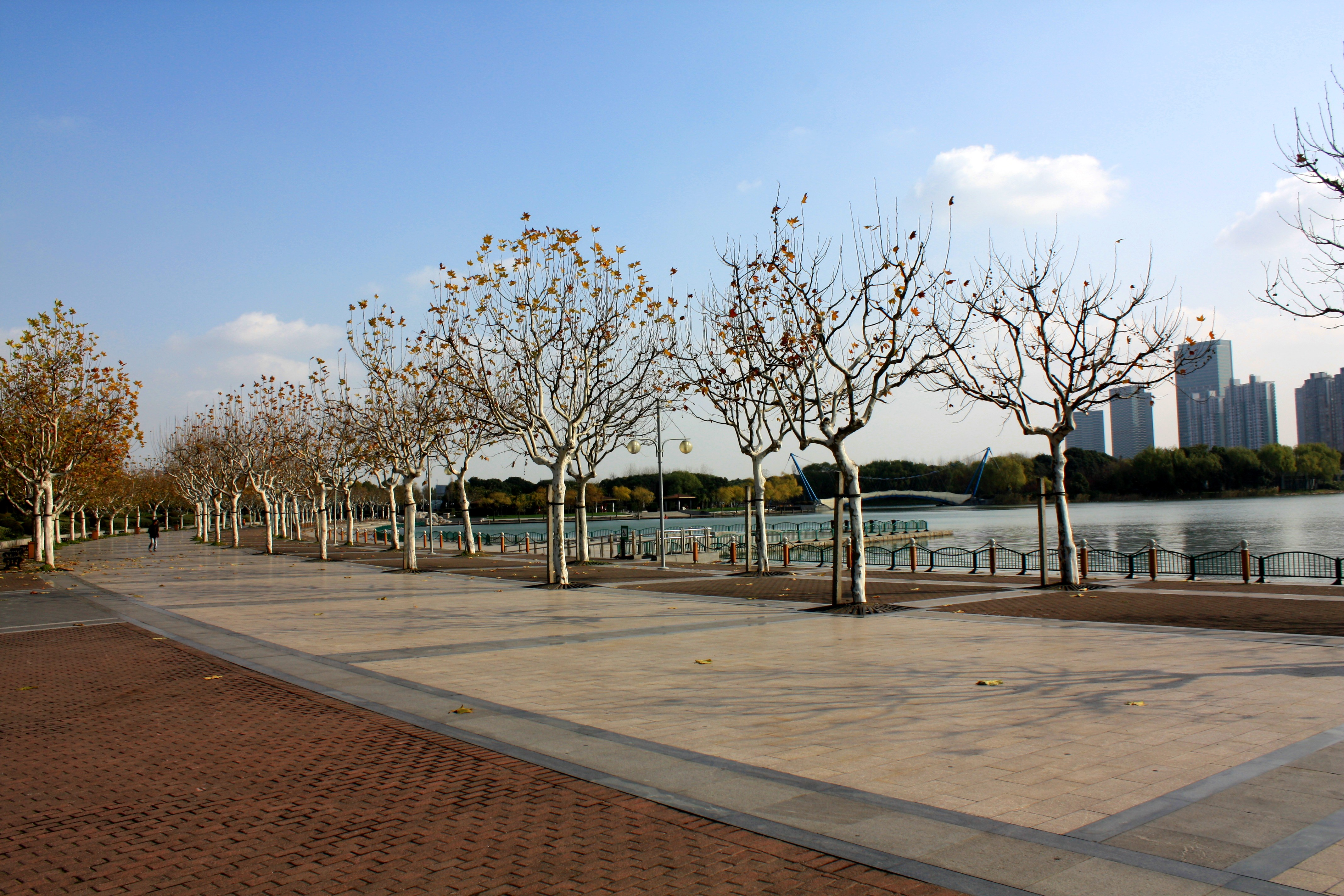
Century Park in Pudong

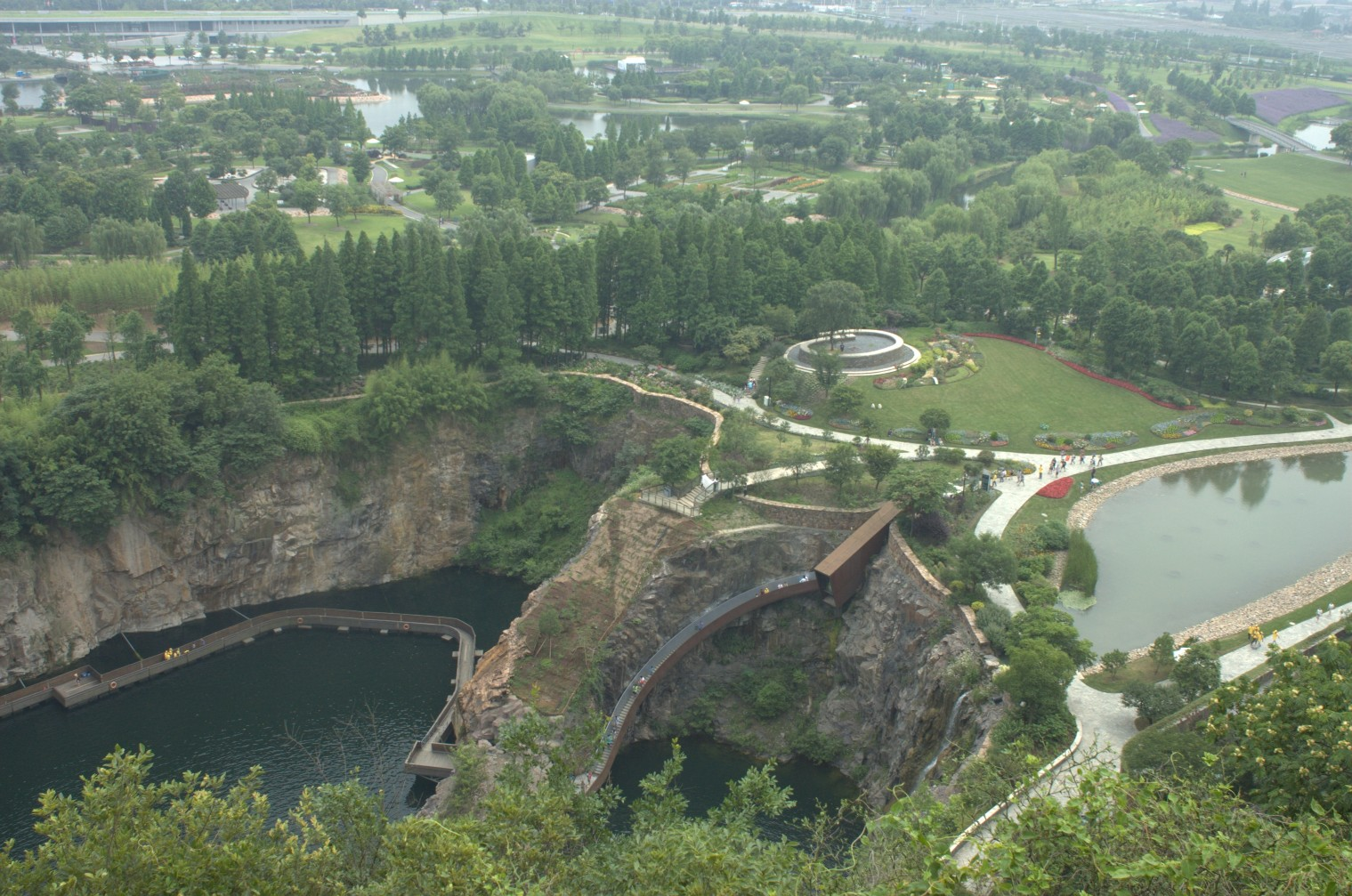
Botanischer Garten Chenshan in Songjiang

Anders als Peking und vielen anderen historischen Städten Chinas mit ehemaligen Palastparks oder schon früh angelegten Volksparks mangelt es Shanghai an größeren öffentlichen Grünflächen. Dies liegt zum einen daran, dass die lokalen Herrscher nicht denselben Repräsentationswillen zeigten wie z. B. der Kaiser in der chinesischen Hauptstadt, zum anderen an den hohen Grundstückspreisen im Kern der Stadt. Der Yu-Garten von 1559 bildet eine Ausnahme, er ist allerdings nach heutigem städtebaulichen Verständnis keine Parkanlage.
Die westlich des Huangpu-Flusses gelegene Kernzone Huangpu ist seit Jahrhunderten dicht bebaut. Erst mit der seit den 1980er Jahren intensivierten Verdrängung der bestehenden Industrie- und Wohngebiete durch moderne Verwaltungs-, Büro- und Wohnbauten bot sich die Gelegenheit, in ausgesparten Parzellen oder um die hochragenden Objekte herum etwas Grün anzulegen. Nördlich des zentralen Verkehrsknotenpunkts, des Volksplatzes (englisch People’s Square), befindet sich der Volkspark (englisch People’s Park). Gemeinsam bilden sie mit Abstand die größte unbebaute Fläche in der Kernzone westlich des Huangpu-Flusses.
Im östlich des Flusses gelegenen Stadtteil Pudong entstand hingegen mit dem circa 140 Hektar großen Century Park eine wasserreiche Parkanlage, und im Juni 2016 wurde ebenfalls in Pudong das Shanghai Disney Resort eröffnet.
Direkt am Zusammenfluss des Huangpu und des Suzhou-Kanals befindet sich eine Schöpfung aus britischer Kolonialzeit, der Huangpu-Park, dessen Untergrund aus angeschwemmtem Schlamm und Schluff entstand, die sich um ein Schiffswrack anhäuften. Dort waren während der britischen Herrschaft Sikh-Soldaten anzutreffen, die die Einhaltung der Regel kontrollierten, wonach Hunden und Chinesen der Zutritt zum Park verboten war – es sei denn, es handelte sich um Bedienstete in Begleitung ihrer Herrschaft.
Nach Protesten erging eine Änderung dieser Praxis, so dass „gut gekleidete“ Chinesen den Park betreten durften, sofern ihrem Antrag auf entsprechende Sondergenehmigung stattgegeben wurde. Inzwischen steht im Park ein Denkmal für die „Volkshelden“, das gern von den Einheimischen zum frühmorgendlichen Taijiquan besucht wird. Unter dem Denkmal ist ein kleines Museum angesiedelt, das einen informativen Abriss der Stadtgeschichte präsentiert.
Der Botanische Garten ist eine reich von Bäumen bestandene und von Vögeln bevölkerte Oase abseits des Großstadtlärms. Unter den mehr als 9.000 dort gedeihenden Pflanzen befinden sich zwei Granatapfelbäume, die bereits im 18. Jahrhundert während der Herrschaft des Kaisers Qianlong gepflanzt worden sein sollen und trotz ihres Alters noch heute Früchte tragen. Interessant ist auch die Orchideensammlung, die mehr als hundert verschiedene Arten umfasst. Im Frühjahr 1999 fand auf dem Gelände die Weltausstellung für Pflanzen statt. Zur Expo 2010 wurde im Bezirk Songjiang ein weiterer Botanischer Garten eröffnet, der Botanische Garten Chenshan.

### Denkmäler
Seit 2008 erinnert ein Denkmal an Albert Einstein und sein Lebenswerk. Einstein hatte seine Japanreise 1922 auch mit einer Reise nach Shanghai verbunden und hier im Astor House Hotel gewohnt. Bei seiner Ankunft am 13. November des Jahres erfuhr er von seinem Nobelpreis. Am 31. Dezember 1923 kam Einstein ein zweites Mal nach Shanghai und hielt im Rathaus, Fuzhou Road, einen Vortrag über seinen Beitrag zur Physik.
In der Nähe des Hauptbahnhofs erinnert ein Denkmal an Johann Sebastian Bach.
→ Denkmäler der Volksrepublik China (Shanghai)

### Regelmäßige Veranstaltungen

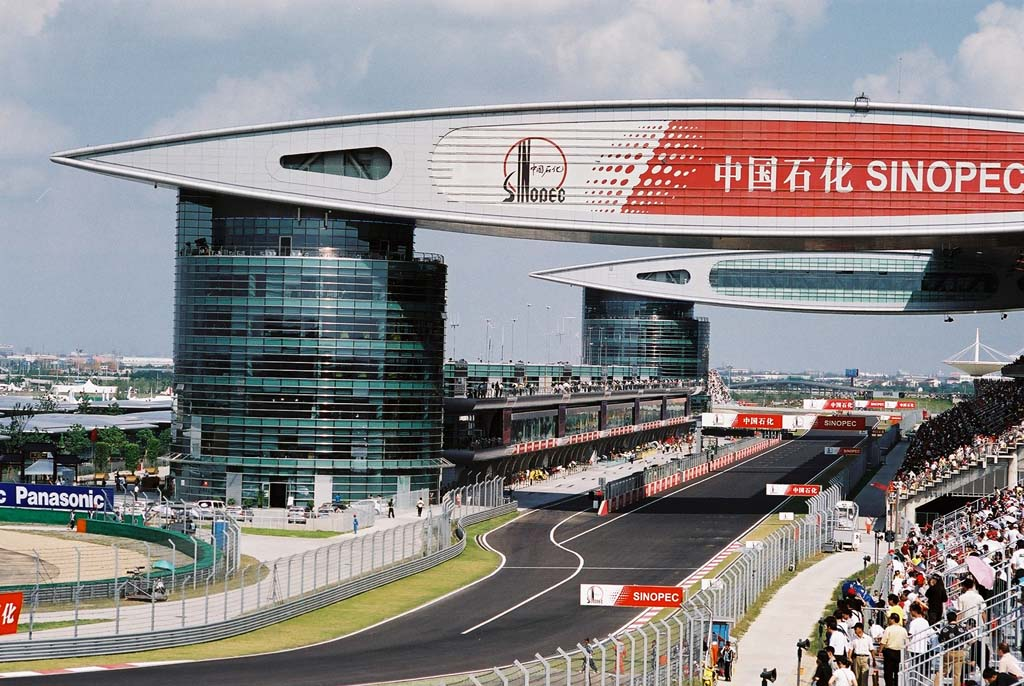
Formel-1-Rennstrecke in Anting

In Shanghai finden das ganze Jahr über zahlreiche Veranstaltungen und Festivitäten statt. Die meisten der chinesischen Feiertage und Feste richten sich nach dem beweglichen Mondkalender. Deshalb weichen im westlichen Kalender die Daten in jedem Jahr um bis zu mehrere Wochen voneinander ab.
Das im Frühjahr jeden Jahres stattfindende Tempelfest in Longhua Old Town hat eine über dreihundertjährige Tradition. Nach einer Legende wurde der Lachende Buddha unter einem Longhuabaum geboren. Er verkündete dort die Lehre des Buddhismus und heilte Menschen. Daraus entstand später das Tempelfest. Weitere Feste und Veranstaltungen im Frühjahr sind das Pfirsichfest (蟠桃(胜)会,  pán táo( shèng) huì) am 3. Tag des 3. Mondmonats (Geburtstag von Xiwangmu) in Nan Hui, das Shanghai International Fashion Festival, das Shanghai International Music Festival sowie das Shanghai International Tea Culture Festival, das der Kultur des Teetrinkens gewidmet ist.
Beim Drachenbootfest im Juni – am fünften Tag des fünften Monats nach dem Mondkalender wird des chinesischen Nationalhelden Qu Yuan erinnert, der sich im 3. Jahrhundert n. Chr. aus Protest gegen ein korruptes Herrscherhaus im Fluss ertränkte. Nach einer Legende versuchten die Menschen die Fische vom Verzehr seines Körpers abzuhalten, indem sie in Bambusblätter gehüllte Reisklöße ins Wasser warfen und die Fische durch lautes Trommeln zu verjagen versuchten. Während Wettfahrten beim Drachenbootfest jagen heute angefeuert vom Schlag der Trommeln die Mannschaften in ihren schmalen Booten über das Wasser. Am Feiertag wird in Bambusblätter eingewickelter Reis gegessen.
Zwei weitere Veranstaltungen im Juni sind das Shanghai International Film Festival und das Shanghai International TV Festival. Der Große Preis von China im Formel-1-Rennsport (The Sinopec Formula One Car Race) findet im April auf dem Shanghai International Circuit in Anting statt, 30 Kilometer nordwestlich von Shanghai. Am 1. Oktober jedes Jahres gedenken die Bewohner Shanghais mit dem Nationalfeiertag der Gründung der Volksrepublik China. Meistens Anfang Oktober – am 15. Tag des achten Mondes – wird das Mondfest veranstaltet (auch Herbstfest genannt). Nach alter Tradition beobachten die Einwohner der Stadt an diesem Abend den Vollmond und beschenken sich mit „Mondkuchen“, einem mit Eigelb, Bohnenpaste, Zucker und anderen Zutaten gefüllten Gebäck.
Im Herbst finden des Weiteren das Shanghai Sweet-Osmanthus Festival, das Shanghai International Fireworks Festival, das Shanghai Oranges Festival, das Shanghai International Tourist Festival und das Shanghai International Art Festival statt. Im November jedes Jahres wird der Shanghai-Marathon ausgetragen. Ebenfalls im November wurde bereits zum dritten Mal der Tennis Masters Cup im Qi-Zhong-Stadium in Shanghai abgehalten. 2006 konnte sich Roger Federer als Sieger verewigen.

### Sport

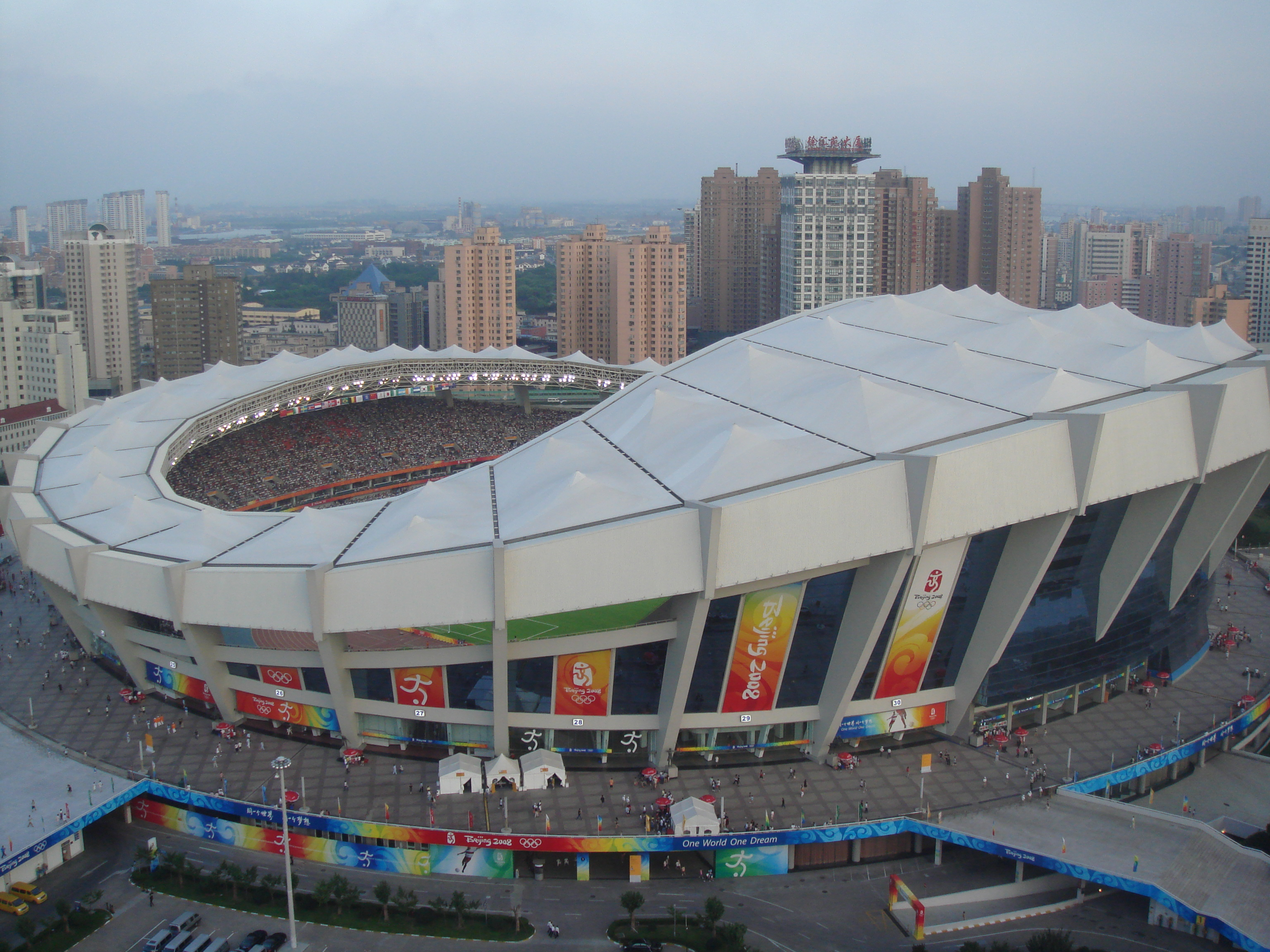
Shanghai-Stadion, eine der Sportstätten der Special Olympics World Summer Games 2007

Die 12. Special Olympics World Summer Games 2007 wurden vom 2. bis 11. Oktober 2007 in 24 Sportarten in Shanghai, Volksrepublik China, veranstaltet. Die Special Olympics World Summer Games fanden erstmals in Asien und erst zum zweiten Mal außerhalb der USA statt.

### Kulinarische Spezialitäten
Die Restaurantszene der Stadt erfährt zahlreiche Veränderungen. In den letzten Jahren wurden neue raffinierte Lokale eröffnet. Eine große Auswahl an Restaurants bieten nicht nur chinesische, sondern auch japanische, koreanische, französische oder eine andere Küche an.
Ein Wiederaufleben des Shanghai Chic der 1930er Jahre ließ viele moderne Lokale entstehen, die lokale Gerichte servieren. Des Weiteren gibt es zahlreiche kantonesische Restaurants, die durchaus mit jenen in Hongkong konkurrieren können.
Die Shanghai-Küche bietet viel frischen Fisch, Schalen- und Krustentiere. Charakteristisch ist eine Kochtechnik, die heute in ganz China praktiziert wird: das Rotkochen. Aus einer dunklen Soja-Sauce und Reiswein wird ein Fond bereitet, in dem das Gargut (Fisch, Fleisch oder Geflügel) mehrere Stunden köchelt. Ein klassischer Begleiter zu allen Mahlzeiten ist Reis. Spezialitäten aus Shanghai sind z. B. „Shanghai Crab“ (gedämpfte, oder frittierte Flusskrebse), Aal in Öl, „Tausendjährige Eier“ (schwarze Eier, Föhrenblüteneier), Rindfleisch „Quilin Ganshao Niu“, raffiniert gewürzt und angerichtet, die „Acht-Juwelen“-Chilipaste, Krabben mit Seegurken und der geröstete Mandarinfisch, ferner „Xiaolongbao“, Shanghai-Ravioli, mit Schweinefleisch gefüllt und gegrillt, sowie Karpfen-Schwanz „Qingyu Shuaishui“, Caotou-Gemüse „Shengbian Caotou“, Kieferkerne mit Maiskolben „Songren Yumi“, Reisklöße mit süßer Füllung „Gedan Yuanzi“, Reismehl-Gebäck „Canglangting Sijigao“, Bootskuchen „Lübolang Chuandian“ und in Bambus- oder Schilfblätter eingewickelte Reisklöße „Qiaojiapeng Zongzi“.

### Einkaufen

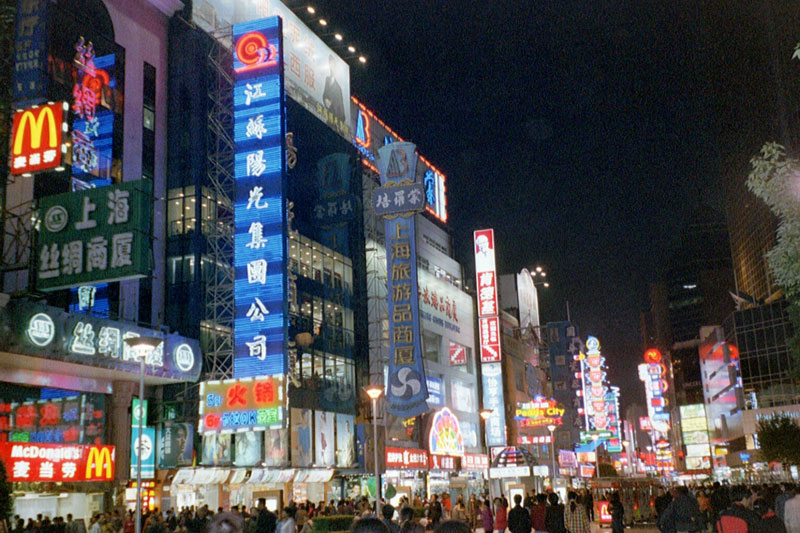
Nanjing Lu

Vom Bund führen die Hauptgeschäftsstraßen der Stadt nach Westen durch das Zentrum Shanghais, darunter auch eine der beiden großen Einkaufsstraßen, die Nanjing Lu, begleitet von zwei wichtigen, parallel dazu verlaufenden Verkehrsadern, der Fuzhou-Straße und der Yan’an-Straße. Zu Zeiten der ausländischen Konzessionen galt die Nanjing-Straße als eine Mischung aus Broadway und Oxford Street, und selbst nach 1949 behauptete sie sich als ein Mittelpunkt des Theaters und Kinos und blieb eine belebte Einkaufsstraße.
Schaufenster mit Luxusartikeln und Waren aus dem Ausland herrschen wie eh und je im östlichen Abschnitt der Nanjing-Dong-Straße vor. Wie keine andere Straße auf dem chinesischen Festland ähnelt sie mit ihren vielen Restaurants, Boutiquen, Kinos, Hotels und vor allem riesigen Kaufhäusern dem Zentrum Hongkongs. Vor 1949 gab es dort und auch in der Fuzhou-Straße zahlreiche Teehäuser, die gleichzeitig als exklusivste Bordelle der Stadt fungierten. Geisha-ähnliche shuyu (singende und Geschichten erzählende Mädchen) gingen von Teehaus zu Teehaus, um Szenen klassischer Theaterstücke und Opern aufzuführen und Gäste zu bewirten.
Nordöstlich des Volksparks steht an der kreisrunden Straßenüberführung an der Kreuzung Nanjing und Xizang-Straße das „Kaufhaus Nr. 1“, das frühere Kaufhaus Sun. Dieser zweitgrößte Konsumtempel des Landes wird täglich von 100.000 Chinesen besucht, viele davon kommen vom Land und zum ersten Mal nach Shanghai. Weitere berühmte Kaufhäuser sind das Kaufhaus „New World“ (Xinshijie) und die „Super Brand Mall“, das größte Einkaufsgebäude Asiens. Sie liegt zentral in Pudong in der Nähe des Jin-Mao-Gebäudes und des „Oriental TV Tower“.
Die zweite große Einkaufsstraße ist die Huaihai Lu, wo internationale Labels eingezogen sind. Die Zielgruppen der Huaihai Lu sind die jüngeren, modernen Einheimischen, die die Fashionläden wie Zara, H&M lieben, oder die Neureichen.
Während sich vor allem internationale Marken in der Nanjing Lu sowie der Huhai Lu angesiedelt haben, öffnen immer mehr kleinere Boutiquen lokaler, chinesischer oder asiatischer Designer ihre Türen in der ehemaligen französischen Konzession, die vor allem von modebewussten Einheimischen frequentiert werden.

### Filmzentren

#### Die Studios Mingxing und Lianhua

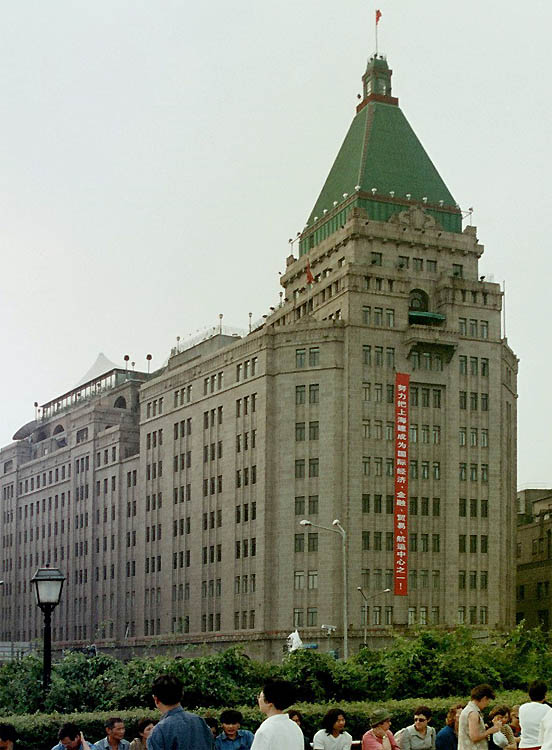
Shanghai Peace Hotel

Die ersten bewegten Bilder in China wurden 1896 im Rahmen einer „Teehaus-Varieté-Show“ in Shanghai vorgestellt und auch das erste Kino des Landes eröffnete dort im Jahr 1908. In den 1930er Jahren spielte das Kino bereits eine wichtige Rolle im kulturellen Leben Shanghais. Wegen der großen Zahl ausländischer Einwohner wurden jedoch hauptsächlich westliche Filme gezeigt, mehr als 80 % stammten aus Hollywood.
Unter den wenigen wichtigen Studios, die es in den 1920er und 1930er Jahren in Shanghai gab, war das bekannteste wohl Mingxing, dessen Filme im Gegensatz zu den Hollywood-Produktionen eine linksgerichtete und antiimperialistische Tendenz aufwiesen. Der Film Sister Flower (1933) von Zheng Zhengqiu erzählt die Geschichte von Zwillingsschwestern, die nach der Geburt getrennt wurden – eine der Schwestern lebt in Shanghai, die andere wohnt in ärmlichen Verhältnissen in einem Dorf. Im Verlauf der Wiederbegegnung der Schwestern zeigt der Film die Unterschiede im Leben von Stadtbewohnern und Bauern.
Der Film des Studios Lianhua Shen nü – Die Göttliche (1934) von Wu Yonggang erzählt von einer in Shanghai arbeitenden Prostituierten, die im Rahmen aller Vorurteile jener Zeit für die Ausbildung ihres Sohnes kämpft. Die glamouröse Prostituierte wurde von Ruan Lingyu verkörpert, die oftmals als „Chinas Greta Garbo“ bezeichnet wurde.

#### Weitere Filme über Shanghai
Nach der japanischen Besetzung Shanghais und weiter Gebiete Chinas im Jahr 1937 mussten „subversive“ Studios wie Mingxing und Lianhua unverzüglich schließen, einige talentierte Filmemacher konnten ins Landesinnere fliehen und ihre Arbeit fortsetzen. Die Kriegserlebnisse brachten die Filmproduzenten ihrem künftigen Publikum, den chinesischen Massen, näher. Es entstand Chinas großes Kriegsepos Spring River Flows East (Yi jiang Chunshui Xiang Dong Liu, 1947) unter der Regie von Cai Chusheng und Zheng Junli. Die Geschichte überspannt die gesamte Dauer des Antijapanischen Krieges und die ersten Jahre des folgenden Bürgerkrieges vor dem Hintergrund des Alltags einer Familie, die in den Konflikt hineingezogen wird. Die in schlichter Armut lebende Heldin steht in Kontrast zu ihrem Ehemann, der sie verlassen hat, um ein dekadentes Leben in Shanghai zu führen.
Die unter einem ganzen Jahrzehnt des Krieges leidenden Chinesen betrachteten diesen Film als authentische und repräsentative Darstellung dieser Kriegsphase. Mehr als 750.000 Menschen strömten zu den Uraufführungen – eine gewaltige Zahl angesichts der Tatsache, dass sich das Land noch im Kriegszustand befand.
Nach der kommunistischen Machtübernahme mussten die privaten Shanghaier Studios schließen, obwohl sie in den ersten Jahren nach 1949 noch einige Filme produzieren konnten. Die meisten der ambitionierten Filmemacher Chinas flüchteten nach Hongkong, und mit ihnen flossen große Geldsummen ab. Die Filmstadt Shanghai wurde immer rigider der Kontrolle des Staates unterworfen und verlor rasch an internationaler Bedeutung.
Seit den 1980er Jahren sind zahlreiche Filme über Shanghai entstanden. Zu den wichtigsten gehören unter anderem: Das Reich der Sonne (Empire of the Sun, 1987) von Steven Spielberg, Shanghai Serenade (摇啊摇，摇到外婆桥,  Yáo a Yáo, Yáo dào Wàipóqiáo, 1995) von Zhang Yimou, Eighteen Springs (半生缘,  Bànshēngyuán, 1998) von Ann Hui, Flowers of Shanghai (海上花,  hāi shàng huā, 1998) von Hou Hsiao-Hsien, Suzhou River (苏州河,  Sūzhōu Hé, 2000) von Lou Ye, Code 46 (2003) von Michael Winterbottom, Purple Butterfly (Zǐ Húdié, 2003) von Lou Ye, Kung Fu Hustle (功夫,  Gōngfu, 2004) von Stephen Chow, Mission: Impossible III (2006) von J. J. Abrams, Fantastic Four: Rise of the Silver Surfer (2007) von Tim Story und Transformers – Die Rache (2009) von Michael Bay. Der 2012 erschienene James Bond 007: Skyfall spielt zu einem großen Teil in Shanghai.

## Wirtschaft und Infrastruktur

### Wirtschaft

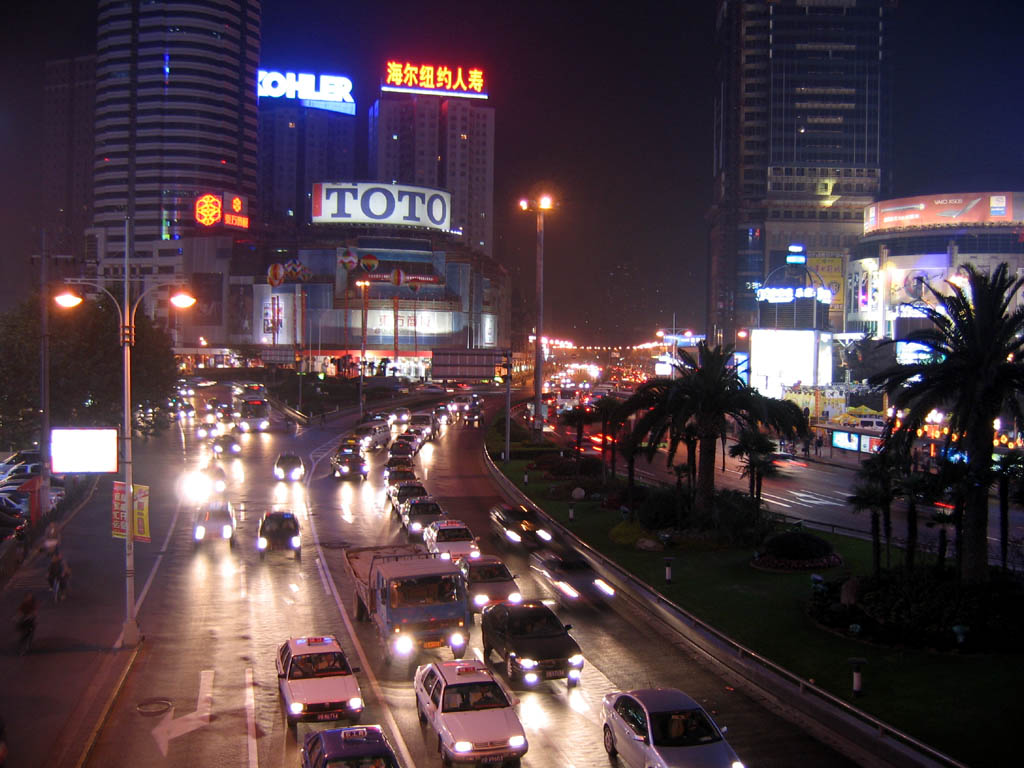
Shanghai bei Nacht

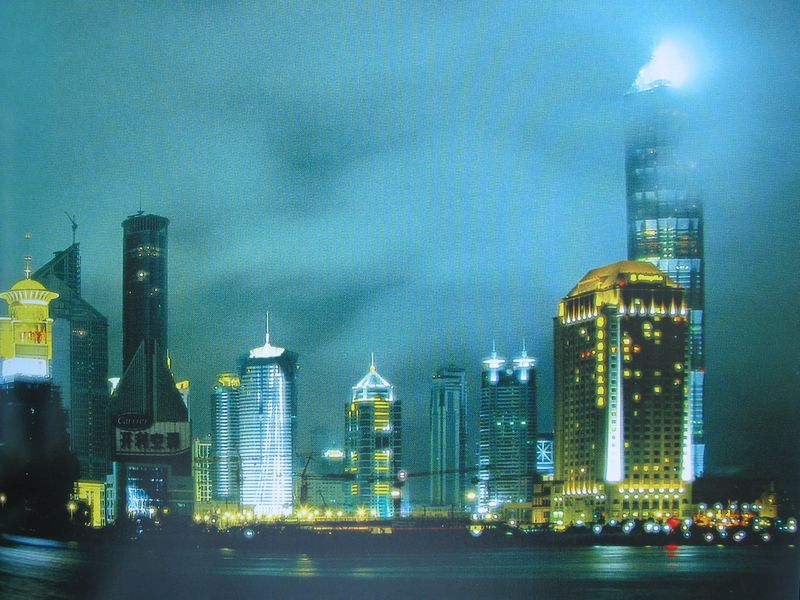
Shanghai bei Nacht

Die Stadt ist seit langem eines der führenden Zentren der Textilindustrie der Volksrepublik China. Weitere bedeutende Produktionszweige sind die Herstellung chemischer und pharmazeutischer Erzeugnisse, Fahrzeuge (vor allem Schiffe), Maschinen, Stahl, Papier und Druckereierzeugnisse. Darüber hinaus werden in großem Umfang elektrotechnische Anlagen und Geräte wie zum Beispiel Computer, Radios und Kameras angefertigt.
Mit Beginn der chinesischen Wirtschaftsreformen Anfang der 1980er Jahre wurde Shanghai zunächst von den südlichen Provinzen, wie zum Beispiel Guangdong überflügelt. Mit Beginn der 1990er Jahre ist von der chinesischen Regierung unter Jiang Zemin viel in Shanghai investiert worden, mit dem Ziel, ein neues Wirtschaftszentrum in Ostasien zu schaffen.
Shanghai und Hongkong sind Rivalen um den Rang der größten Wirtschaftsmetropole in China. Hongkong hat hier den Vorteil der längeren Erfahrung, besonders im Bankwesen. Shanghai hat engere Verbindungen zum chinesischen Hinterland und zur Zentralregierung in Peking. Gleichzeitig steht in Shanghai mehr Raum für Neuinvestitionen zur Verfügung, während in Hongkong der Platz begrenzt ist.
Im Jahr 1990 wurde die Shanghai Stock Exchange (SSE) gegründet, sie stellt heute die wichtigste Börse auf dem chinesischen Festland dar. 2002 erfolgte die Eröffnung der Shanghai Gold Exchange (SGE), der größten Warenbörse in China für den Handel mit Edelmetallen (Gold, Silber und Platin). Auch die Shanghai Futures Exchange und die China Financial Futures Exchange befinden sich hier. In einer Rangliste der wichtigsten Finanzzentren weltweit belegte Shanghai den 6. Platz (Stand: 2018).
Seit 1991 ist das Wirtschaftswachstum in Shanghai zweistellig. Damit ist die Stadt die einzige Region in China, die dies erreicht. Das jährliche Wirtschaftswachstum in Shanghai beträgt etwa zwölf Prozent und sank bis 2015 auf 8 Prozent. Im Jahr 2015 erwirtschaftete Shanghai ein BIP in Höhe von 2,50 Billionen Yuan (401 Milliarden US-Dollar) und belegte damit Rang 12 unter den Provinzen Chinas. Das BIP pro Kopf betrug 113.511 Yuan (17.090 US-Dollar/ KKP: 32.684 US-Dollar) pro Jahr (Rang 3 unter den chinesischen Provinzen). Das Wohlstandsniveau in der Provinz betrug 210 % des chinesischen Durchschnitts und lag damit ungefähr auf dem Niveau von Tschechien. Shanghai ist die chinesische Stadt mit der größten Wirtschaftsleistung und belegte in der Rangliste der Städte nach Bruttoinlandsprodukt (Kaufkraftbereinigt) 2014 Rang 8 weltweit.
1984 wurde in Anting von Volkswagen als Joint Venture die erste Autofabrik mit „westlichen“ Fahrzeugen gebaut. Shanghai Volkswagen hatte einen Marktanteil von circa 60 Prozent in China, der aufgrund zunehmender Konkurrenz stetig sinkt. Die hohen Importzölle auf Autos aus dem Ausland machen diese jedoch noch teurer. Nach dem Beitritt Chinas zur Welthandelsorganisation (WTO) anlässlich der APEC-Konferenz 2001 wurden die Importzölle stufenweise gesenkt.
Abgesehen von den etwa 300.000 Taiwanern sind etwa 50.000 Ausländer in Shanghai tätig. Diese kommen hauptsächlich aus Japan, den USA, Südkorea, Singapur, Deutschland (7000), Frankreich und Kanada. Die meisten von ihnen arbeiten in Unternehmen mit auswärtigem Kapital oder in ständigen Auswärtigen Vertretungen.

### Verkehr

#### Eisenbahnverkehr

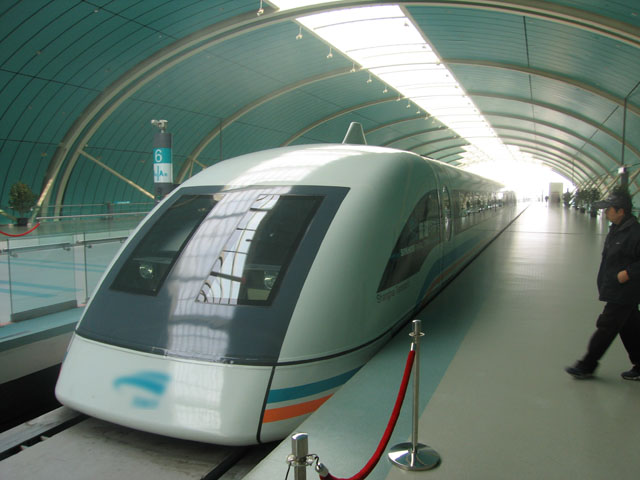
Transrapid in Shanghai, Dezember 2004

Bereits seit 1908 ist die Stadt durch die Shanghai-Nanking Railway mit Nanking verbunden. Shanghai verdankt einen überwiegenden Teil seiner wirtschaftlichen Bedeutung den ausgezeichneten Verkehrsverbindungen im Eisenbahnnetz der Volksrepublik China. Heute ist die Stadt wichtigster Eisenbahn-Knotenpunkt mit guten Verbindungen in den Norden und Süden Chinas. Die Stadt verfügt über vier Hauptbahnhöfe. Der eigentliche Hauptbahnhof liegt nördlich des Suzhou-Kanals. 2010 wurde mit dem Bahnhof Shanghai-Hongqiao der größte Bahnhof Asiens und seitdem wichtigste Bahnhof der Metropole eröffnet. Weit ab im Nordwesten der Stadt befindet sich der Westbahnhof Shanghais, an dem einige Fernzüge ihren Zielbahnhof erreichen, darunter die Züge aus der Inneren Mongolei. Der Südbahnhof mit Verbindungen in die Südprovinzen wurde im August 2006 eröffnet und ist der erste Bahnhofsrundbau.

#### Schifffahrt
Der Hafen hat traditionell eine Verbindung zum Kaiserkanal und ist heute Umschlagplatz für einen Teil des Außenhandels sowie den innerchinesischen Küstenhandel. Die sechs Terminals des festländischen Hafens werden vom größtenteils städtischen Unternehmen Shanghai International Port Group betrieben. Der neue Tiefwasserhafen Yangshan in der Bucht von Hangzhou befindet sich seit 2005 in Betrieb und wird weiter bis 2020 ausgebaut; er wickelt schon heute den Großteil des internationalen Containerumschlags ab. Die Gesamtheit der Seehäfen von Shanghai sind seit 2007 der weltweit größte Umschlagplatz, sie haben Singapur, Rotterdam und Hongkong überflügelt. Die Jangtse-Boote und Küstenschiffe nach Ningbo, Wenzhou sowie vom Putuo Shan passieren den Bund auf ihrem Weg vom Shiliupu-Pier im Süden. Die Küstenschiffe nach Qingdao, Dalian und Fuzhou nutzen den Gongping-Lu-Pier, der vom Bund aus in nordöstlicher Richtung liegt. Die Schiffe aus Japan und Südkorea legen am internationalen Passagierterminal östlich des Pujiang Hotel an.
Weite Teile des Stadtgebiets werden von einem dichten Kanalnetz für kleinere Binnenschiffe, Lastkähne und Schuten durchzogen, die eine wichtige Verteil- und Entsorgungsfunktion für Massengüter, Lebensmittel, Baumaterial, Aushub und Schutt, Haus- und Industriemüll u. ä. übernehmen und so die Straßen entlasten. Die Haupt- und Seitenkanäle mit einer Breite von 50 bis 10 Meter bilden das weltweit wohl größte künstliche städtische Kanalsystem. An vielen Stellen haben sich rund um die kleinen Umschlagplätze und Binnenhäfen Gewerbegebiete gebildet. Ebenso nimmt Shanghai mit seinen mehreren tausend Brücken einen Spitzenplatz ein.

#### Luftverkehr

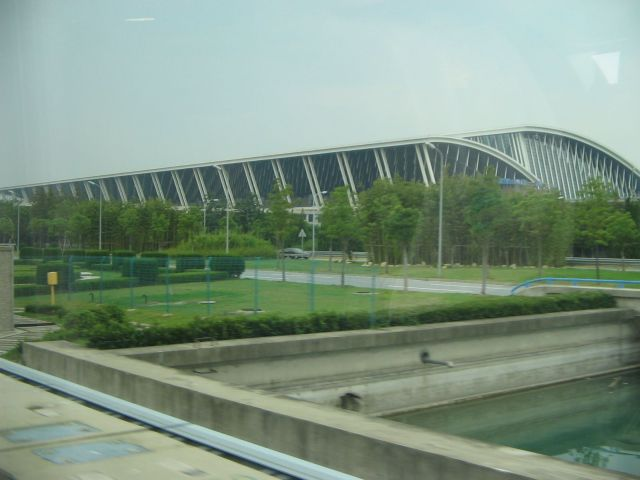
Flughafen Shanghai-Pudong, Dezember 2005

Shanghai hat zwei Flughäfen, den für internationale Flüge genutzten Flughafen Shanghai-Pudong sowie den Inlandsflughafen Shanghai-Hongqiao. Pudong und Hongqiao werden beide mit ihrer Gesamtkapazität von 100 Millionen Passagieren von der Shanghai Airport Group betrieben.
Der neue, 1999 am Nationalfeiertag eingeweihte internationale Flughafen liegt 45 Kilometer östlich der Stadt an der Mündung des Jangtse. Über ihn werden fast alle internationalen Flüge abgewickelt. Am 31. Dezember 2002 startete der in Kooperation mit Deutschland gebaute Transrapid Shanghai, eine Magnetschwebebahn, seine Jungfernfahrt von der Station Longyang-Straße zum Flughafen Pudong. Die Baukosten betrugen etwa 1,2 Milliarden Euro, die Höchstgeschwindigkeit beträgt bei 12 von 59 Fahrten pro Fahrtrichtung pro Tag 431 km/h, sonst 300 km/h. Der Transrapid benötigt für die 30 Kilometer lange Strecke acht Minuten.
Der ältere und kleinere Flughafen Shanghai-Hongqiao liegt 15 Kilometer westlich der Stadt und wird vor allem für den Inlandsverkehr genutzt. Er wurde im März 2010 mit einem neuen Terminal und einer zweiten Startbahn erweitert, sodass seine Kapazität jetzt bei 40 Millionen Passagieren im Jahr liegt.

#### Nahverkehr

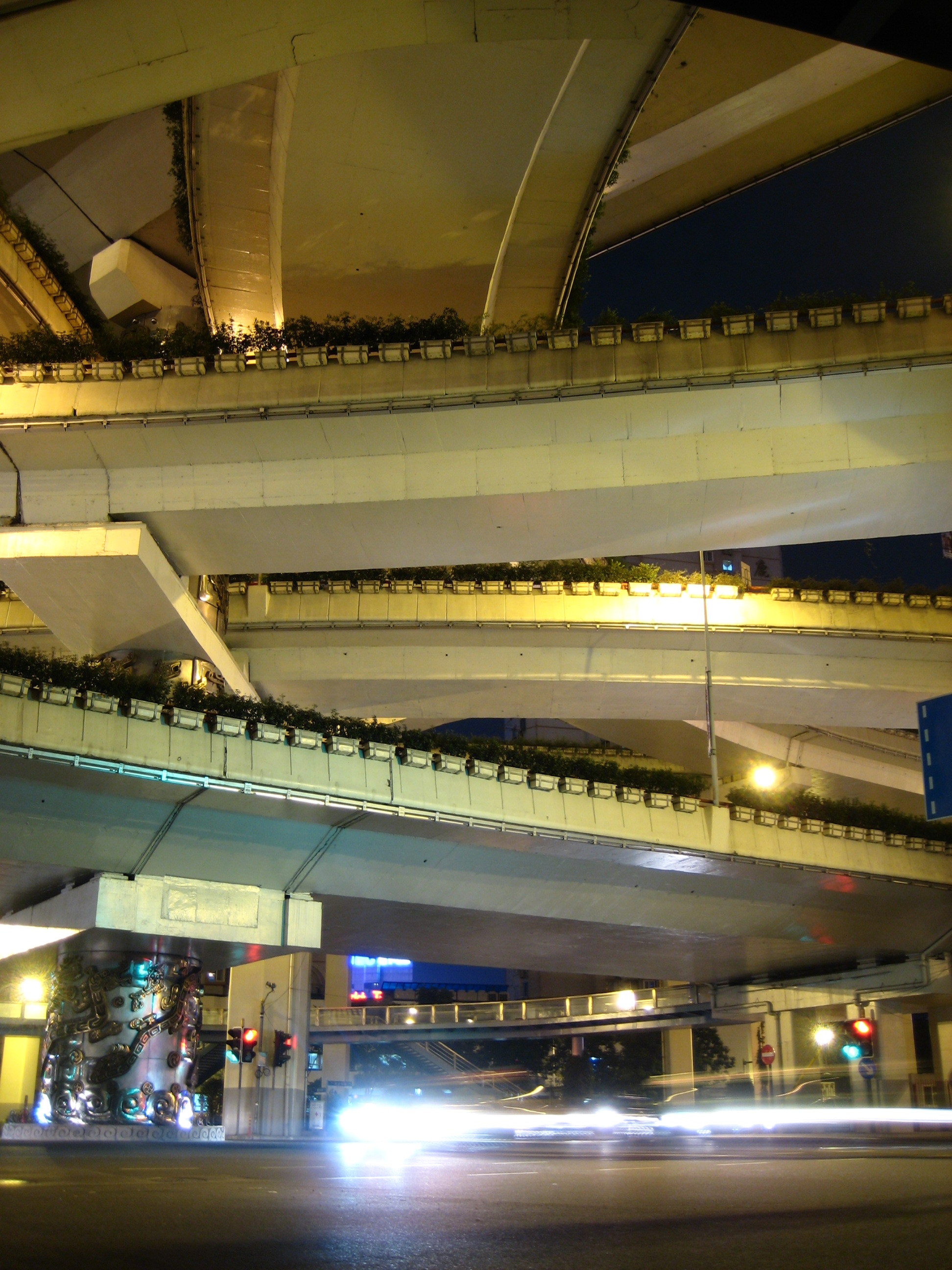
Knotenpunkt der Hochautobahn im Stadtzentrum

Angesichts der Zunahme der Bevölkerung und der intensiveren wirtschaftlichen Aktivitäten der Stadt wurden zu Beginn der 1990er Jahre umfangreiche Bauarbeiten eingeleitet. Im Rahmen dieser Arbeiten sind unter anderem sechsspurige Hochautobahnen und neue Brücken gebaut worden.

##### U-Bahn

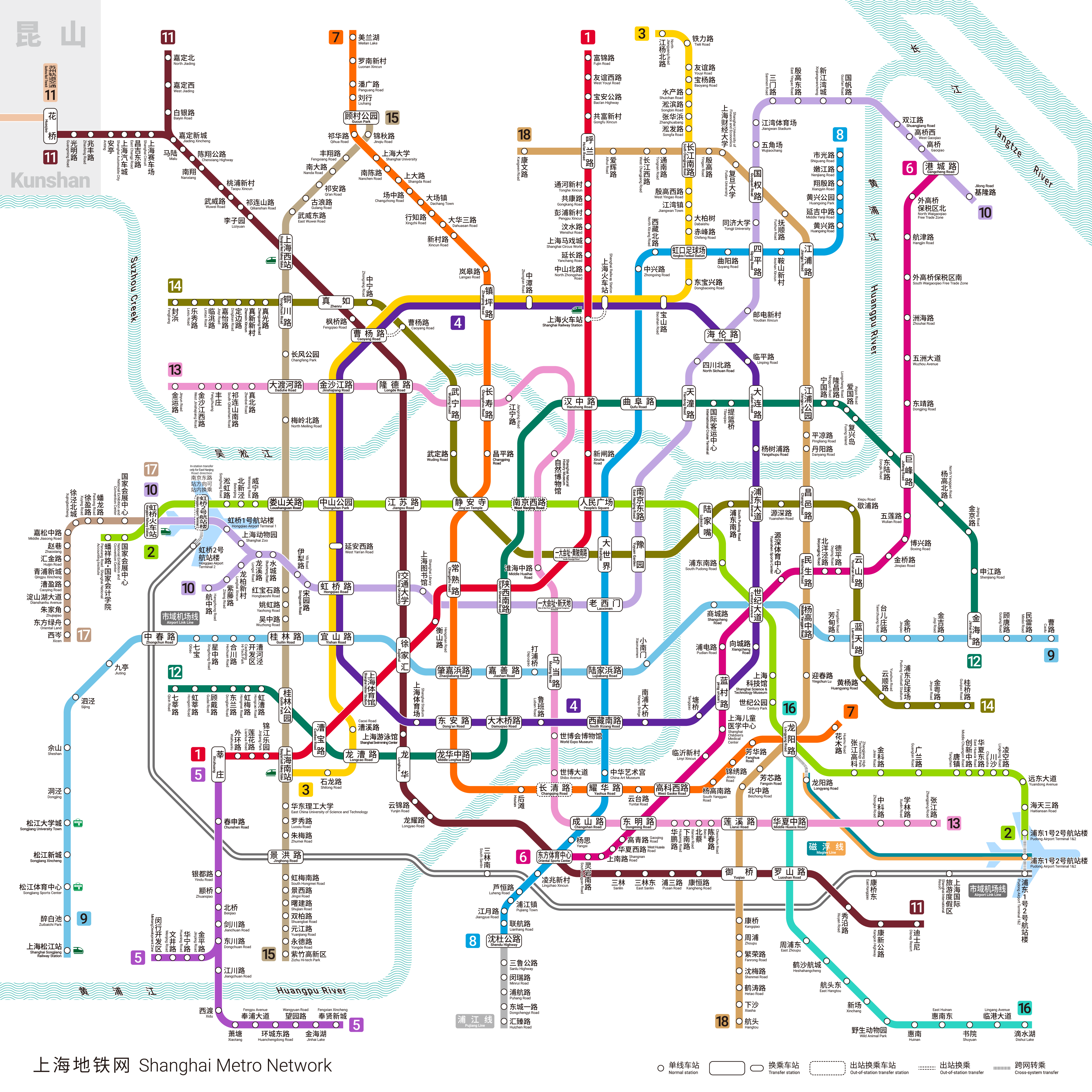
Shanghais U-Bahn-Netz

Am 10. April 1995 wurde der erste 16,1 Kilometer lange Abschnitt der Metro Shanghai eingeweiht. Aktuell verkehren 19 U-Bahn-Linien.

##### Straßenbahn
Im Bezirk Songjiang wird gerade ein Straßenbahn-Netz mit einer Länge von 80 Kilometern gebaut. Bis 2020 soll dieses Netz dann auf 800 km Länge ausgebaut werden. Die erste Teilstrecke mit einer Länge von 13,9 km und 20 Haltestellen wurde am 28. Dezember 2018 in Betrieb genommen. Sie führt von der Zhongchen Road über das Universitätsviertel Songjiang University Town zur Changhua Road. Weitere Teilstrecken kamen im August 2019 hinzu.

##### Stadtbusse, Oberleitungsbusse
In Shanghai befindet sich auch das älteste durchgehend in Betrieb befindliche Trolleybusnetz der Erde, gleichzeitig eines der größten in China. Es wurde am 15. November 1914 eröffnet. Die überall verkehrenden Stadtbusse sind überfüllt, vor allem im morgendlichen und abendlichen Berufsverkehr. Sie kommen angesichts der verstopften Straßen nur langsam voran und nur wenige Linien führen durch die ganze Stadt.

#### Brücken

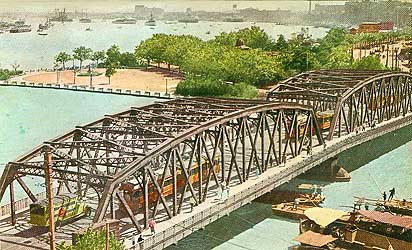
Die Waibaidu-Brücke ist die einzige noch bestehende, historische Fachwerkbrücke (Bild 1930er Jahre).

Am 8. Juni 2003 begann der Bau der Hangzhou Bay Bridge im Süden der Stadt, mit 36 Kilometern Länge war sie bei der Eröffnung im Jahr 2008 die längste Meeresbrücke der Welt. 2011 verlor sie diesen Status an die Jiaozhou-Bucht-Brücke. Das Investitionsvolumen beträgt 11,8 Milliarden Renminbi Yuan, entsprechend 1,42 Milliarden US-Dollar. Die sechsspurige Brücke überspannt seit ihrer Fertigstellung im Mai 2008 die Hangzhou-Bucht und verbindet Shanghai mit Ningbo (宁波) in der Provinz Zhejiang. Seit 2005 fertiggestellt ist die 32,5 Kilometer lange Brücke Donghai Daqiao. Diese verbindet den derzeitigen Hafen Luchao an der Shanghaier Küste mit dem auf der Insel Yangshan befindlichen neuen Tiefwasserhafen in der Bucht von Hangzhou, der weiter ausgebaut wird. Im Oktober 2009 wurde die Shanghai Changjiang Daqiao für den Straßenverkehr freigegeben. Mit diesem Bauwerk, einer Kombination aus Tunnel und Brücke, werden die zu Shanghai gehörenden Inseln Chongming und Changxing mit Pudong verbunden.

#### Straßennamen
Ein nicht unerhebliches Problem ist, dass die Stadt insgesamt 838 leicht zu verwechselnde oder sogar identische Straßennamen hat. Die Straße Yucai (wörtlich übersetzt Gelehrte heranziehen) gibt es sogar zehnmal. Dieses Problem existiert im Wesentlichen seit 1958, als zehn Landkreise der Nachbarprovinz Jiangsu eingemeindet wurden. Bis September 2006 sollte hierzu durch Umbenennungen der Straßen eine Lösung gefunden werden, wodurch 20.000 Schilder ausgewechselt würden und 36.000 Bürger ihre Dokumente ändern lassen müssten.

### Bildung

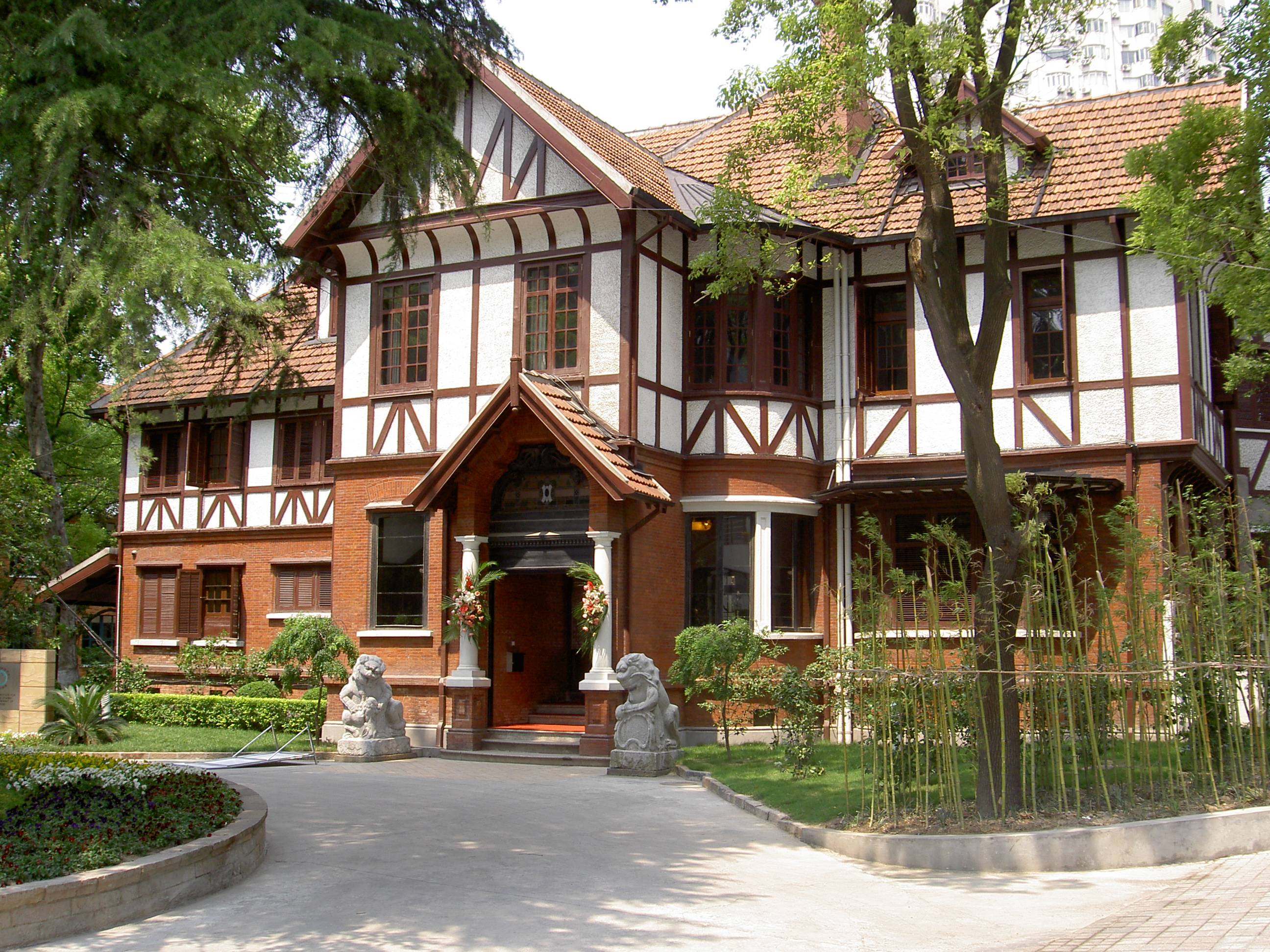
Das Shanghai Institute for Advanced Studies (SIAS) der Chinesischen Akademie der Wissenschaften / Institut für biologische Wissenschaften, Shanghai und der Max-Planck-Gesellschaft

Neben der im Jahr 1896 eröffneten Jiaotong-Universität Shanghai für Transport und Verkehr, der Fudan-Universität, der Pädagogischen Universität Ostchina, der Tongji-Universität und der Fremdsprachenuniversität Shanghai gibt es in Shanghai mehrere Fach- und Hochschulen sowie zahlreiche Bibliotheken.
Die Fudan-Universität ist eine der führenden Universitäten in der Volksrepublik China. Sie wurde 1905 als Fudan Public School gegründet. Den Namen Fudan erhielt sie von ihrem Gründer, dem renommierten jesuitischen Historiker Ma Xiangbo (1840–1939) nach einem Zitat aus den konfuzianischen Klassikern. 1917 wurde sie in eine Privatschule umgewandelt. Zu Beginn des zweiten japanisch-chinesischen Krieges im Jahr 1937 wurde sie nach Chongqing im Landesinneren verlegt, 1941 zur Fudan-Universität ernannt und 1946 wieder zurück nach Shanghai verlegt.
Die Tongji-Universität ist eine der renommiertesten Universitäten Chinas. Sie wurde 1907 auf Initiative des Generalkonsuls Wilhelm Knappe als deutsche Medizinschule von dem Arzt Erich Paulun gegründet. Der Name Tongji, der ihr 1912 bei der Erweiterung um technische Studiengänge gegeben wurde, leitet sich von der chinesischen Wendung tongji hua chuan (= zusammen ein Boot rudern) her. 1923 wurde sie zur Universität und 1937 wegen des Krieges zunächst in die Provinz Zhejiang ausgelagert. Als die Front näher rückte, zog sie um in die Provinz Jiangxi, dann nach Yunnan und später sogar nach Sichuan. Nach Ende des Zweiten Weltkrieges wurde sie 1946 wieder zurück nach Shanghai verlegt.
Die Fremdsprachenuniversität Shanghai, im englischen Sprachraum bekannt als Shanghai International Studies University, SISU, ist eine Schwerpunkthochschule des Landes. Sie ist aus dem 1949 gegründeten Fremdspracheninstitut Shanghai hervorgegangen. Seit 1983 pflegt die Universität eine rege Kooperation mit der Universität Heidelberg. Seit 2002 gibt es einen Studiengang Deutsch/Wirtschaft, der gemeinsam mit der Universität Bayreuth konzipiert wurde.
Die 2013 gemeinsam von der Stadtverwaltung von Shanghai und der Chinesischen Akademie der Wissenschaften gegründete ShanghaiTech University liegt in dem Zhangjiang Hi-Tech Park im Stadtbezirk Pudong und soll eine national und international erstklassige Forschungsuniversität werden.
In den Stadtbezirken Qingpu und Pudong liegt die Deutsche Schule Shanghai, die derzeit größte deutsche Auslandsschule mit über 1000 Schülern.

## Panoramen

Blick auf Pudong, aufgenommen vom „Bund“ bei Nacht

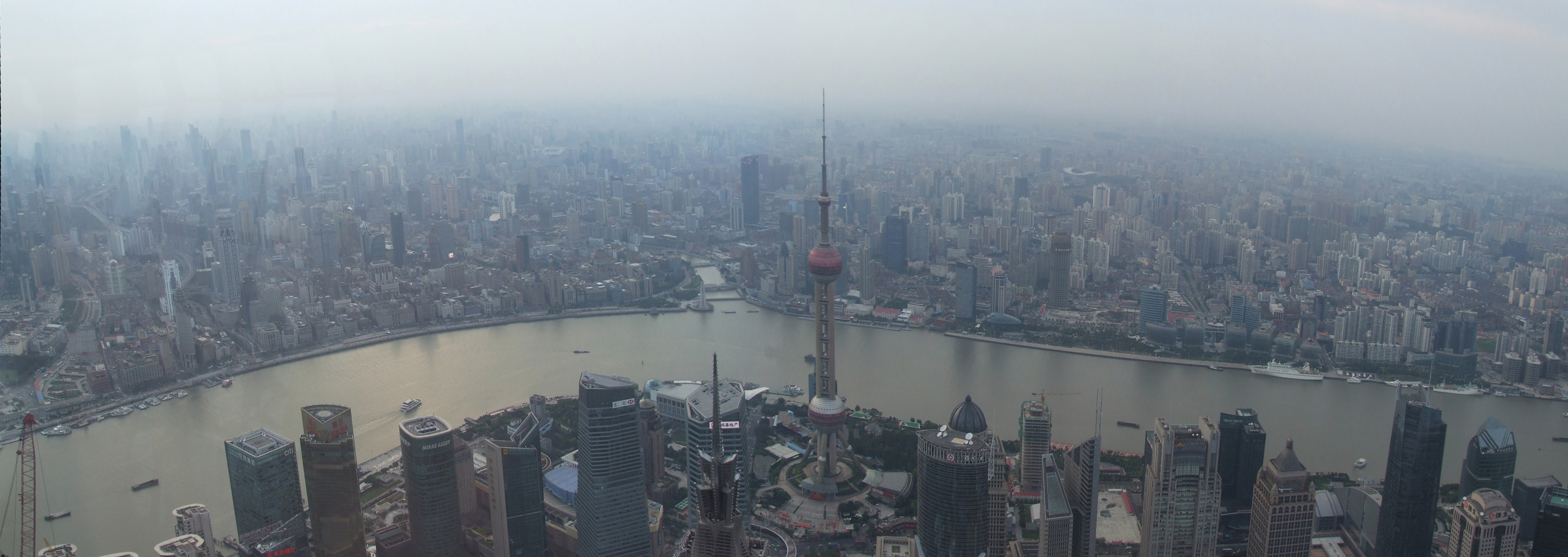
Blick auf Shanghai, aufgenommen von Pudong

## Persönlichkeiten
Shanghai war Geburtsort zahlreicher prominenter Persönlichkeiten. Die bekanntesten sind unter anderem die Schriftstellerinnen Zhang Ailing, Zhou Weihui und Ingrid Noll, der Schriftsteller James Graham Ballard, der Biochemiker Edmond Henri Fischer, der Maler Yan Pei-Ming, die Schauspielerin Joan Chen, der Bühnenschauspieler Gert Voss, die Regisseure Wong Kar-Wai und Terence Young sowie der Gründungsvater der Videotheken George Atkinson.

## Sonstiges
Nach der Stadt wurde das gewaltsame Anwerben von Seeleuten schanghaien genannt.